# ألمانيا
أَلْمَانِيَا (بالألمانية: Deutschland ) رسمِيّاً جُمْهُورِيَّةُ أَلْمَانِيَا الاِتِّحَادِيَّةُ (بالألمانية: Bundesrepublik Deutschland ). هي جمهوريَّة اتحاديَّة ديمقراطيَّة، تقع في وسط غرب أوروبا. تتكون من 16 ولاية تُغطي مساحة 357,021 كيلومتر مربع (137,847 ميل2)، وتتميَّز بمناخها الموسمي المعتدل. تُعدُّ ألمانيا الدولة الأوروبيَّة الأكثر سكاناً بأكثر من 83,465,411 مليون نسمة حسب إحصائيَّات 2024م، وتُعدُّ الدولة الأكثر عدداً وكثافة سكانية في دول الاتحاد الأوروبي وهي أيضاً ثالث أكبر دولة من حيث عدد المهاجرين إليها. كما تُعدُّ من أقوى دول الاتحاد الأوروبي وأوسعها نفوذًا. وتُعدُّ برلين هي العاصمة أكثر مدنها اكتظاظًا بالسكان ومقر السلطة فيها، كما تُعدُّ أيضاً أكبر مدن الاتحاد الأوروبي.
النظام السياسي اتحادي فيدرالي، ويتخذ شكلاً جمهورياً برلمانياً ديمقراطياً. تنقسم ألمانيا إلى ستة عشر 16 إقليماً اتحادياً يتمتع كل منها بسيادته وحكومته المحلية الخاصة.
تقع ألمانيا في وسط أوروبا يحدها من الشمال بحر الشمال والدنمارك وبحر البلطيق، ومن الجنوب النمسا وسويسرا، ومن الشرق بولندا والتشيك ومن الغرب فرنسا ولوكسمبورغ وبلجيكا وهولندا.
شكلت ألمانيا جزءاً مركزيًّا في الإمبراطورية الرومانية المقدسة التي دامت حتى عام 1806م، وخلال القرن السادس عشر أصبحت ألمانيا الشمالية مركز الإصلاح البروتستانتي. انقسمت ألمانيا بعد الحرب العالمية الثانية إلى قسمين: ألمانيا الشرقية وألمانيا الغربية. وأعيد توحيدهما عام 1990م. في عام 1957م أصبحت ألمانيا الغربية عضواً مؤسساً في السوق الأوروبية المشتركة، والذي أصبح عام 1993م الاتحاد الأوروبي. وفي عام 1999م أصبحت عُملة ألمانيا اليورو (بالألمانية: Euro أُيْرُو) كما أصبحت إحدى الدول الأوربية المنتمية إلى اتفاقية شينجن والتي تسمح لسكان الدول الأوروبيَّة المنتمية إلى هذه الاتفاقية بالتنقل منها واليها دون تأشيرة ودون رقابة على الحدود.
أسَّسَت ألمانيا نظام التأمين الاجتماعي كخطوة ضمن سلسلة إجراءات في سبيل تطوير المعايير المعيشية لسكانها، كما أن لها موقعاً مميزاً في العلاقات الأوروبية بالإضافة إلى أنها تُحافِظ على شراكات متينة على المستوى العالمي، كما تُعدُّ ألمانيا إحدى الدول الرائدة في علوم الطب والهندسة والتكنولوجيا والتقنيات الحديثة، وهي عضوٌ في الأمم المتحدة وحلف الناتو ومجموعة الثماني ومنظمة التعاون والتنمية الاقتصادية وتُعدُّ قوًّة اقتصاديًّة كُبرى حيث أنها أكبر مصدر للسلع وثاني أكبر مستورد لها في العالم.

## أصل التسمية
الاسم الإنجليزي «جيرماني» (Germany) مستمد من الكلمة اللاتينية جيرمانيا (باللاتينية: Germania) التي دخلت حيز الاستخدام في عصر يوليوس قيصر، وقد اعتمد ذلك المصطلح للإشارة إلى الشعوب القاطنة شرق نهر الراين. والاسم باللغة الألمانية هو «دويتشلاند» (بالألمانية: Deutschland) «أرض الدويتش»، مشتق من اللغة الألمانية العليا القديمة. والاسم الفرنسي «ألِماني» (بالفرنسية: Allemagne) اشتُقّ من اسم قبائل «الألامان».
وقال محمد تقي الدين الهلالي في كتابه تقويم اللسانين "ومن ذلك قولهم: ألماني وألمان والصواب: جرماني وجرمانيون، لأن البلاد التي تسمى في هذا الزمان ألمانية، كانت العرب تسميها (جرمانية) هكذا سماها ابن الفقيه البغدادي المتوفى في أواخر المائة الثالثة للهجرة في كتابه الذي سماه (كتاب البلدان) وذكر فيه جغرافية العالم: وقد ترجمتُه مع الأستاذ (باول كالي) باللغة الجرمانية ولفظ «ألمانية» فرنسي، فإذا أردنا أن نتساهل ونترك اللفظ العربي، ونستعير اللفظ الفرنسي وجب علينا أن نقول (ألماني وألمانيون) والأفضل لنا أن نستعمل اللفظ العربي ونحييه ونستغني به.

## التاريخ
تواجد الإنسان القديم في ألمانيا منذ ما يزيد عن 600,000 عام. تم إكتشاف أول آثار إنسان النياندرتال في وادي النياندرتال بألمانيا.

### القبائل الجرمانية

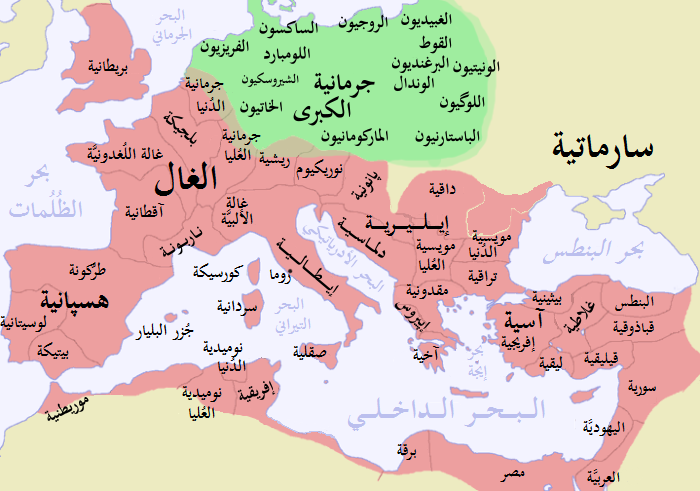
خريطة جرمانيا والإمبراطورية الرومانية

الإثنية الجرمانية يُفترض أنها ظهرت خلال العصر البرونزي الشمالي، أو على أبعد تقدير خلال ما قبل العصر الحديدي الروماني. من جنوب إسكندنافيا وشمال ألمانيا، بدأت القبائل في التوسع جنوباً وشرقاً وغرباً في القرن الأول قبل الميلاد، وأخذوا يتصلون مع قبائل الكلت الغولية وكذلك القبائل الإيرانية والبلطيقية والسلافية في شرق أوروبا. لا يعرف الكثير عن التاريخ الألماني المُبكر، إلا من خلال الوقائع التاريخية المسجلة للتفاعل مع الإمبراطورية الرومانية 
تحت قيادة الجنرال الروماني أغسطس قيصر بدأ غزو جيرمانيا (وهو تعبير يستخدمه الرومان لتعريف الأراضي التي تمتد تقريباً من نهر الراين إلى جبال الأورال)، وفي هذه الفترة كانت القبائل الجرمانية تصارع الرومان مع الحفاظ على الهوية القبلية لقبائلهم.
ألمانيا الحديثة، الممتدة ما بين الراين والدانوب، ظلت خارج الإمبراطورية الرومانية.
مع العام 100 ميلادية، استقرت القبائل الجرمانية على امتداد نهر الراين ونهر الدانوب، واحتلت أكثر من مساحة ألمانيا الحديثة.
وقد شهد القرن الثالث الميلادي ظهور عدد كبير من القبائل الجرمانية الغربية مثل: الألامانيون، الفرنجة، الخاتيون، السكسونيون، الفريسيون والتورينجيون.
بنحو عام 260، كانت الشعوب الجرمانية قد اخترقت اللايم ونهر الدانوب على حدود الأراضي التي تسيطر عليها الإمبراطورية الرومانية.

### الإمبراطورية الرومانيّة الجرمانيّة المقدّسة (962 - 1806 م)

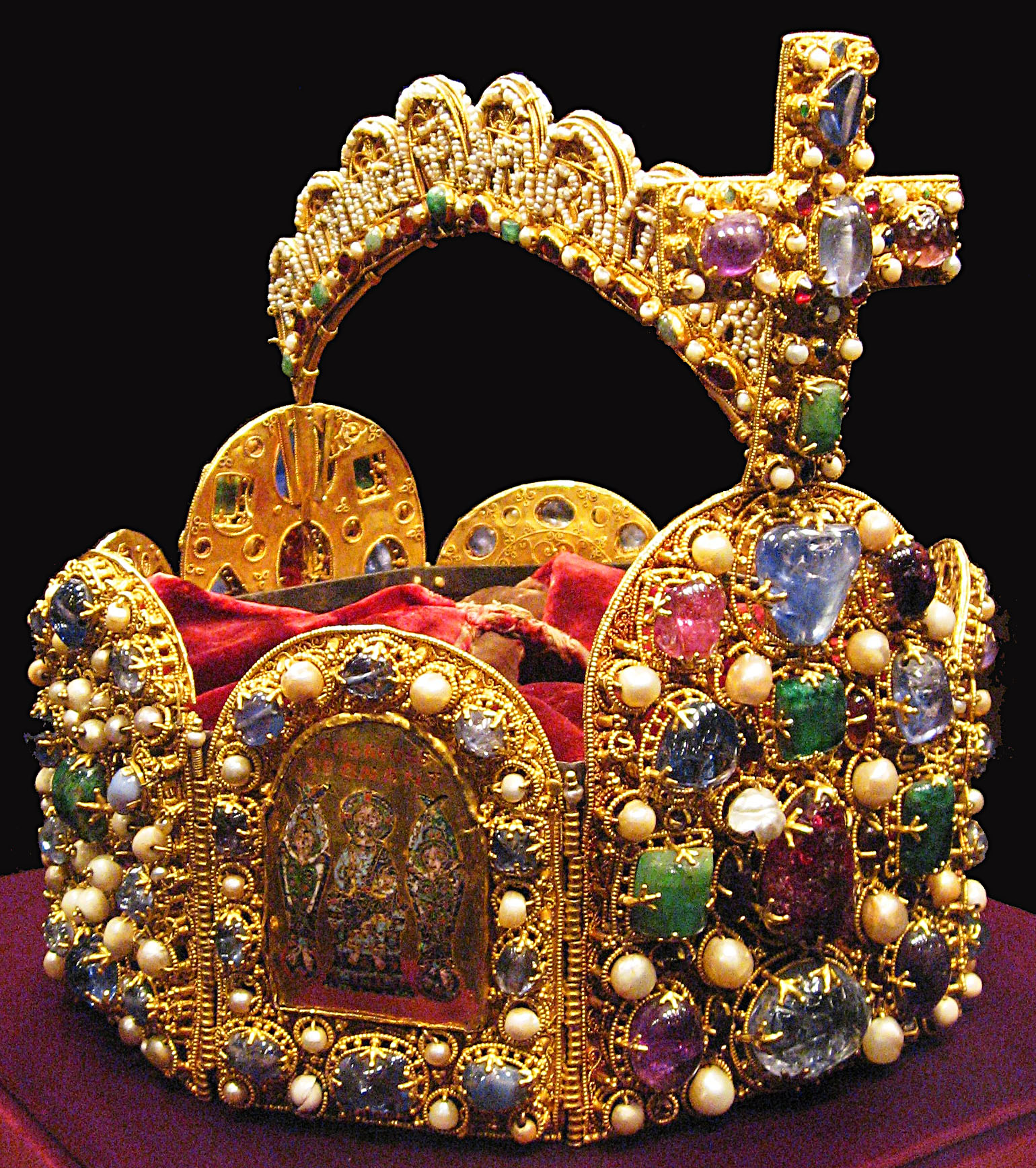
التاج في عهد الإمبراطورية الرومانية

قام شارلمان أو شارل العظيم الذي ينحدر من القبائل الجرمانية بتأسيس إمبراطورية الفرنجة. توج بعدها كأول قيصر للإمبراطورية الغربية عام 800 م، فاعتبر ذلك إحياء للإمبراطورية الرومانية التي قضى عليها البرابرة قبل ثلاثة قرون من الزمن. وكانت تربط بين شارلمان وأمير المؤمنين هارون الرشيد في بغداد علاقات ودية ومراسلات وتبادل للهدايا، ذلك لأن العباسيين في بغداد ومملكة شارلمان في آخن كانوا يخشون من قوة حكام الأمويين في الأندلس، فكان هذا التقارب بين بغداد وآخن أشبه ما يكون بالدعم المتبادل لمقاومة الأمويين. إلا أن إمبراطورية شارلمان في آخن (على الحدود بين فرنسا وألمانيا، والفرنسيون يعدّونه أمبراطورا فرنسيا) لم تعمر طويلاً، فبعد وفاة الأخير تقاسم أبناؤه الثلاثة المملكة عام 843 فيما عُرف بمعاهدة فردان، اثنتان فقط من بين هذه الممالك عمرتا هما مملكة الفرنجة الغربية، والتي عُرفت بعدها باسم فرنسا، ومملكة الفرنجة الشرقية، والتي كونت ما يعرف اليوم بألمانيا.

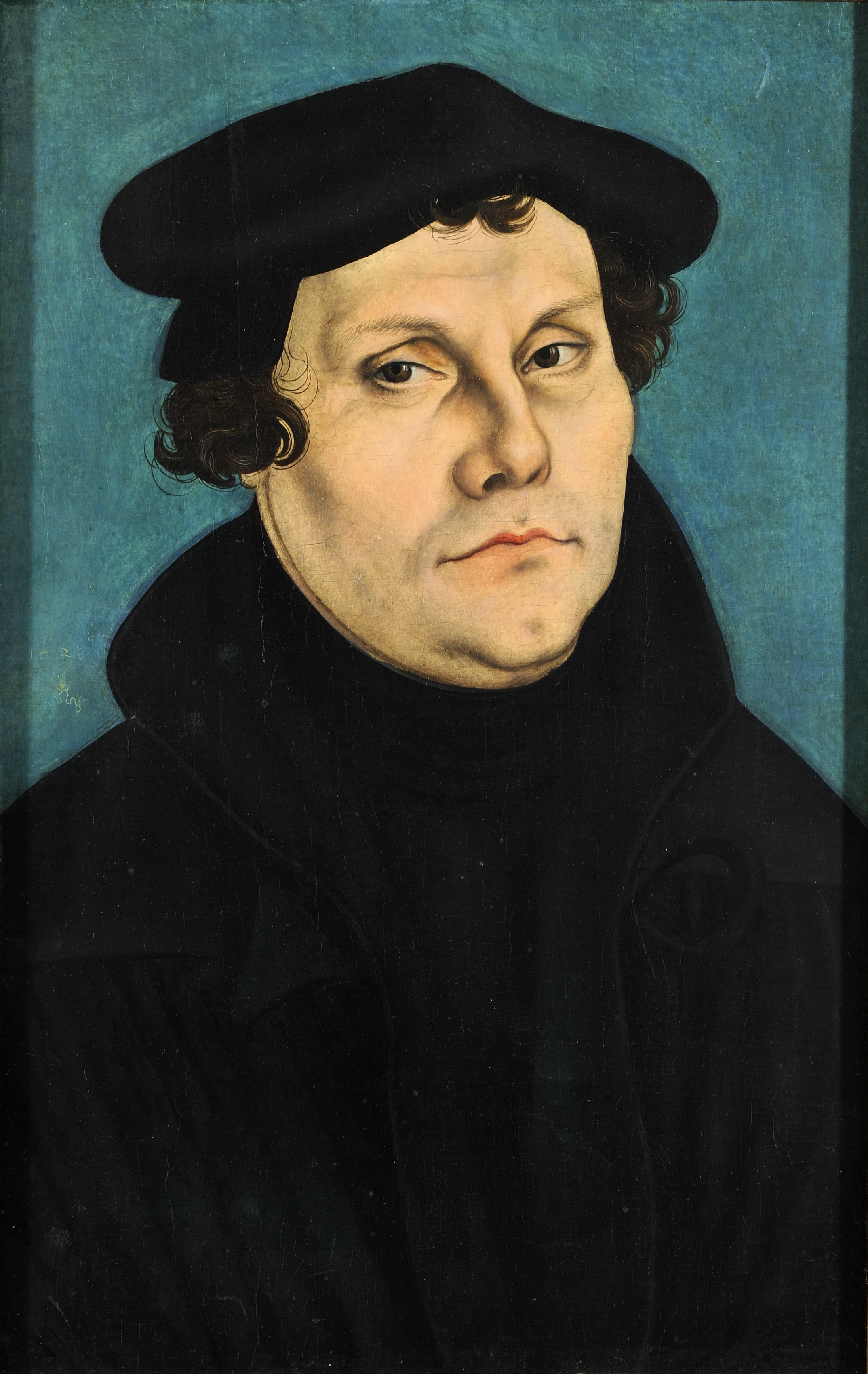
مارتن لوثر الذي قام بحركة الإصلاح البروتستانتي.

حسب الأعراف الحالية يعدّ تاريخ 2 فبراير 962 موافقا لميلاد ما يعرف اليوم بألمانيا، في هذا اليوم بالذات تم تتويج الملك أوتو الأول العظيم صاحب مملكة الفرنجة الشرقية إمبراطوراً أو قيصرأ على البلاد وجرت مراسيم التتويج في الفاتيكان بمدينة روما كما كان الحال مع شارل العظيم.
تطورت مملكة الفرنجة الغربية إلى أن أصبحت دولة وطنية تعرف بفرنسا، فيما سيطر زعماء المقاطعات في المملكة الشرقية على أراضيهم واستقلوا بها. رغم محاولات القيصر لاستعادة السيطرة على أراضي المملكة، تواصلت عملية التفكك واستقلالية المقاطعات داخل ما أصبح يسمى شكلياً الإمبراطورية الرومانية الجرمانية المقدسة ، وتشكلت مدن أعلنت استقلالها وسيادتها. عرفت تلك المدن بعد ذلك باسم «مدن الإمبراطورية الحرة». وبالرغم من الإصلاحات ونشوب حرب الثلاثين سنة؛ بقي الإمبراطور أو القيصر يحكم البلاد اسمياً فقط.
الراهب مارتن لوثر نشر أطروحاته ال95 في عام 1517، وتحدى ممارسات الكنيسة الكاثوليكية الرومانية، وشرع في الإصلاح البروتستانتي. أصبح دين الكنيسة اللوثرية المنفصلة هو الدين الرسمي في كثير من الولايات الألمانية بعد عام 1530. وأدى الصراع الديني الناتج عن ذلك إلى حرب الثلاثين عاما 1618 - 1648، والتي نتج عنها تدمير الكثير من الأراضي الألمانية. كما انخفض عدد سكان الولايات الألمانية بحوالي 30 ٪ بسبب الحرب.
وفي عام 1648 عُقد صلح وستفاليا والذي انتهت به الحرب الدينية في الولايات الألمانية، ولكن في الواقع كانت الإمبراطورية مقسّمة إلى العديد من الإمارات والولايات المستقلة.
منذ عام 1740 فصاعدا، سيطر على تلك المرحلة من التاريخ الألماني مملكتان، هما مملكة بروسيا، ومملكة هابسبورغ النمساويّة، حتى تم حلهما عام 1806 نتيجة للحروب النابليونية.

### الرايخ الأول

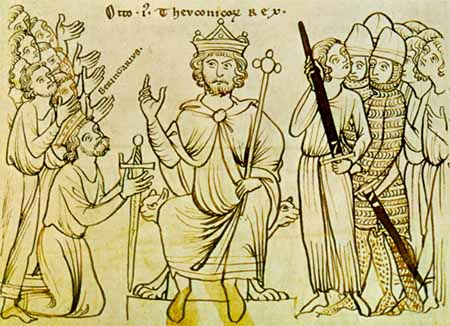
أوتو الأول بعد ما انتصر على ملك إيطاليا بيرنغر (مخطوطة 1200 م)

تسمية الرايخ ظهرت لأول مرة عام 962، وذلك بعد تتويج أوتو الأول العظيم، الذي قام معتمداً على رايخ منطقة شرق فرنكونيا.
في العام 1512 تحول اسم الرايخ إلى الرايش الروماني المقدس للأمة الألمانية، كتعبير عن خلافة القيصر للأمبراطورية الرومانية القديمة، وأيضاً للتعبير عن الصفة المقدسة للقيصر.
وقد استمر هذا الرايخ لأكثر من ثمانية قرون حتى عهد فرانس الثاني، الذي تخلى عن عرش هابسبورغ في عام 1806 لنابليون بعد تشكيل حلف الراين.

### التجديد والثورة (1814 - 1871)

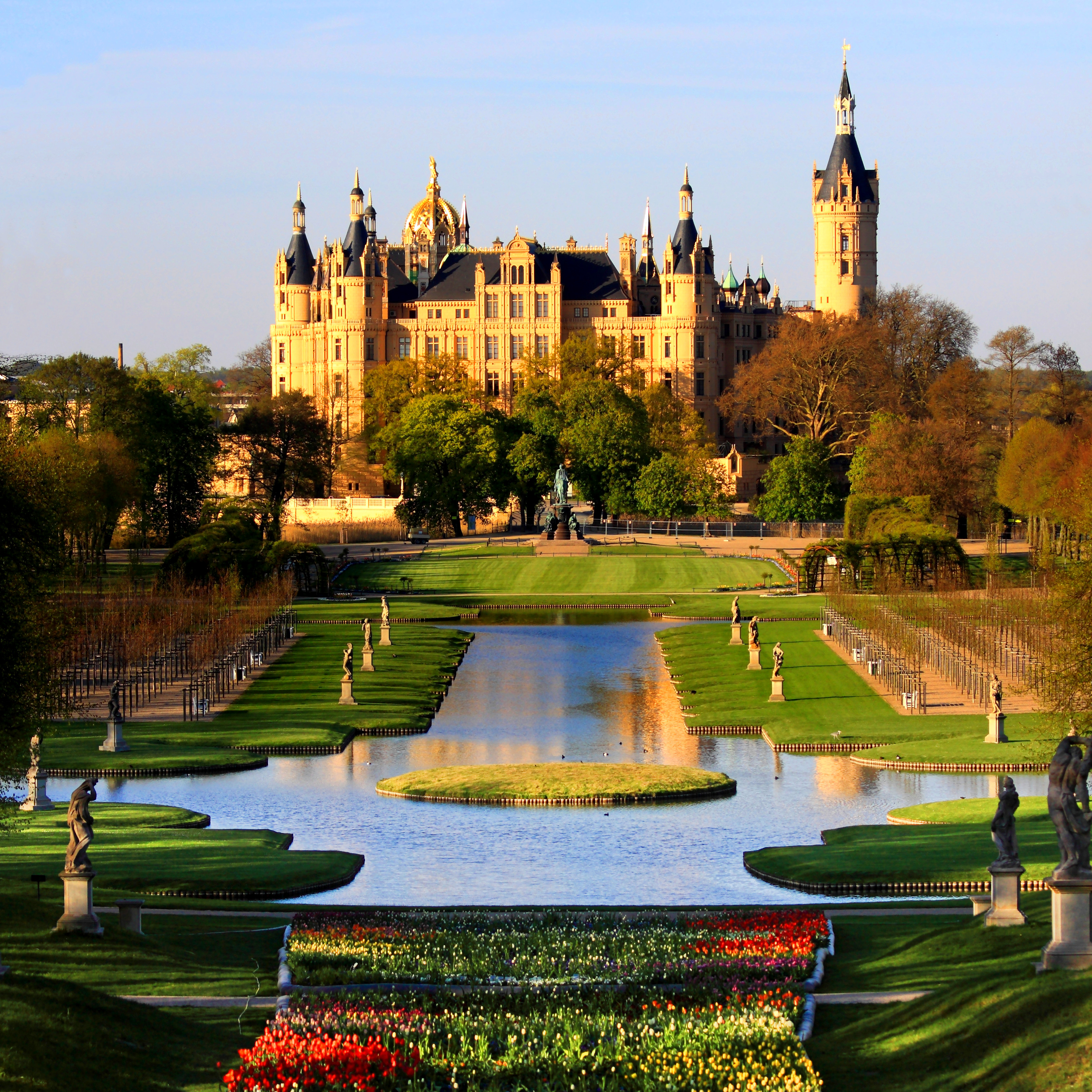
قلعة شفيرين،واحدة من العديد من المساكن الملكية التاريخية في ألمانيا

استمرت الأمور على هذا النظام حتى عام 1806، كان فرانس الثاني قيصرًا على النمسا (منذ عام 1804)، كما حمل لقب الإمبراطور الجرماني (احتكرت أسرة الهبسبورغ هذا اللقب منذ قرون). بدأ نابليون حملته على أوروبا، واستطاع بعد تهديدات وضغوطات، أن يجبر فرانتز الثاني على التنازل عن عرشه الجرماني. كان هذا الحدث بمثابة شهادة وفاة للإمبراطورية الأولى التي أسسها أوتو الأول العظيم عند غزوه للبلاد، قضى نابوليون على استقلالية المدن الكبيرة، وقد بلغ عدد المدن الحرة حوالي 80 مدينة في ذلك الوقت، وساهم نابليون - ولو بشكل غير مقصود - في دفع تلك المدن إلى مسار الوحدة.
بعد سقوط نابليون، أعيد في مؤتمر فيينا عام 1814 التأكيد على هذه الوحدة، واتفق 41 عضو في البداية من بين هذه المدن الألمانية على عقد اتحاد فيما بينها، فتشكل الإتحاد الألماني وتم وضعه تحت إدارة النمسا مؤقتاً، لكن عدد المدن تقلص فيما بعد ليصبح 33 عضواً فقط.
وكان للإتحاد هيئة وحيدة تسمى المجلس القومي، ومركزه مدينة فرانكفورت وقد استمر حتى تم حله في 1866 بسبب الحرب الألمانية-الألمانية.
الخلاف مع حركة التجديد الأوربية أدى جزئيًا إلى بروز الليبرالية الألمانية، التي تطالب بالوحدة والحرية.
تأثر كثير من الألمان في هذه الحقبة بأفكار وتوجهات خارجية، مثل الثورة الفرنسية، والقومية، التي أصبحت قوة أكثر أهمية، خاصةً في أوساط الشباب والمثقفين، الذين يسعون إلى الوحدة. وقد ظهرت - لأول مرة - الألوان الثلاثة: الأسود[ ؟ ] والأحمر والذهبي، التي اختيرت؛ لتمثيل هذه الحركة، والتي تحولت فيما بعد إلى الألوان الوطنية لعلم ألمانيا الحالي.

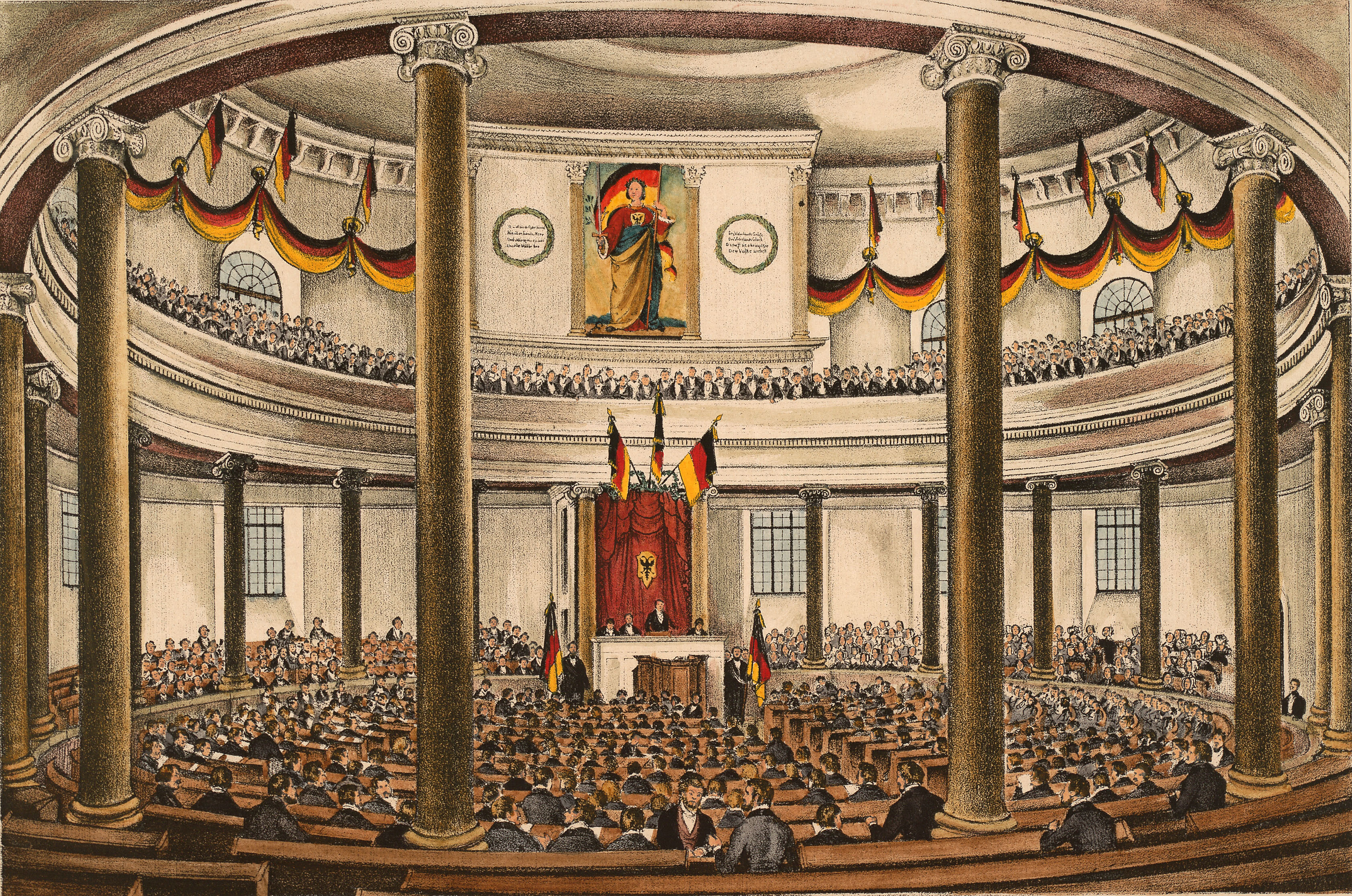
برلمان فراكفورت أو المجلس القومي بكنيسة باولوس في فرانكفورت

لتأثرها بالحركات الثورية في مختلف أنحاء أوروبا وخصوصًا الثورة الناجحة ثورة 1848 في فرنسا، والتي أسست الجمهورية قامت ثورة في عام 1848 في الولايات الألمانية.
فرضت هذه الثورة قيام حكومات ليبرالية وانتخابات لمجلس قومي، وقد تم وضع الدستور في كنيسة باولوس في عام 1849 بمدينة فرانكفورت، لكن جيوش الأشراف الألمان أبادت الثورة بعدما رفض القيصر البروسي فريدرخ فيلهلم الرابع ملك بروسيا طلب المجلس القومي، بأن يتنازل عن صفته الدينية الإلهية كقيصر لألمانيا، وأن يكون حاكمًا بإرادة الشعب.
الصراع بين الملك الإمبراطور الألماني فيلهلم الأول إمبراطور بروسيا والحركة الليبرالية البرلمانية التي كانت تزداد قوة اندلع بسبب الإصلاحات العسكرية في عام 1862، وعين الملك أوتو فون بسمارك كرئيس وزراء بروسيا.
نجح بسمارك في شن حرب على الدنمارك في عام 1864.ثم مكنه نجاح بروسيا في الفوز في الصراع العنيف مع كبرى القوى الجرمانية وهي النمسا في الحرب الألمانية - الألمانية في 1866، مكنه من خلق اتحاد شمال ألمانيا الكونفدرالي مع استبعاد النمسا.

### الإمبراطورية الألمانية (1871-1918)

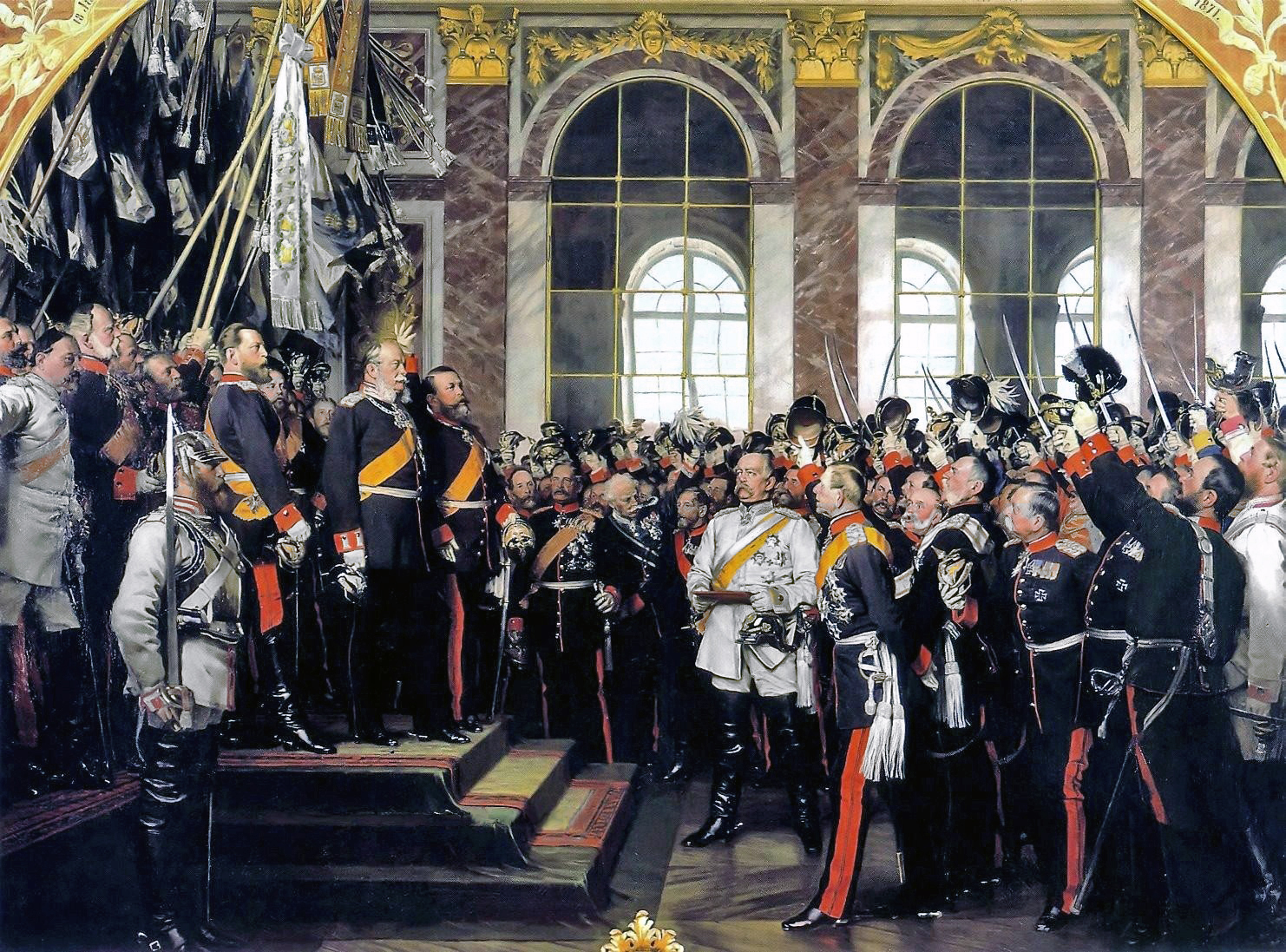
تأسيس الإمبراطورية الألمانية في فرساي عام 1871،. بسمارك هو في صلب في زي أبيض.

بدأ الاتحاد الألماني الجديد في التشكل وبوتيرة متسارعة، كانت بروسيا تقود العملية بزعامة بسمارك، فشملت كل الدويلات والمدن الألمانية شمال الإمبراطورية الألمانية القديمة. ثم قامت بعدها الحرب الفرنسية البروسية في عام 1870-1871، وكان أن انتصرت بروسيا من جديد فأصبحت القوة الرئيسية في أوروبا. أعلن ملك بروسيا فيلهيلم الأول نفسه قيصرا على الإمبراطورية الألمانية التي أُعلنت في قصر فرساي في 18 يناير 1871 وكانت عاصمتها برلين ومستشارها بسمارك.
عرفت هذه الفترة باسم الإمبراطورية الثانية أو الرايخ الثاني. رغم أن هذه الإمبراطورية حاولت إظهار نفسها كخليفة للإمبراطورية الأولى أي الرايخ الأول الذي أسسه أوتو الأول العظيم إلا أن حدود الدولتين كانت مختلفة.
ضمت الإمبراطورية الجديدة أراض جديدة لأنها ضمت أراضي الإمبراطورية الألمانية وبروسيا التي لم تكن ضمن إمبراطورية الرايخ الأول باستثناء أراضي النمسا، ثم وابتداء من عام 1884 استحوذت ألمانيا على العديد من المستعمرات في أفريقيا وآسيا وأمريكا الجنوبية.
في الفترة التالية لتوحيد ألمانيا أمّنت السياسة الخارجية للإمبراطور فيلهلم الأول لألمانيا الحصول على وضعها كأمة عظيمة من خلال تشكيل تحالفات، وعزل الجمهورية الثالثة الفرنسية في فرنسا من خلال الوسائل الدبلوماسية، وتجنب الحرب.

الإمبراطورية ألمانيا (1871-1918)، مع المهيمنة مملكة بروسيا باللون الأزرق

لكن ألمانيا تحت قيادة القيصر فيلهلم الثاني، ومثلها مثل دول أوروبية أخرى، ونتيجة لظهور النزعة الإمبريالية الجديدة، قامت بأعمال إمبريالية أدت إلى الاحتكاك مع البلدان المجاورة.
معظم تحالفات ألمانيا التي وقعت في السابق لم تكن تُجدد، وهكذا نشأت تحالفات جديدة تستبعد ألمانيا. خصوصاً ما فعلته فرنسا من إقامة علاقات جديدة، وذلك من خلال التوقيع على الوفاق الودي مع المملكة المتحدة وتأمين العلاقات مع الإمبراطورية الروسية. فضلا عن اتصالاتها مع الإمبراطورية النمساوية المجرية، أصبحت ألمانيا في عزلة متزايدة بسبب كل ذلك.

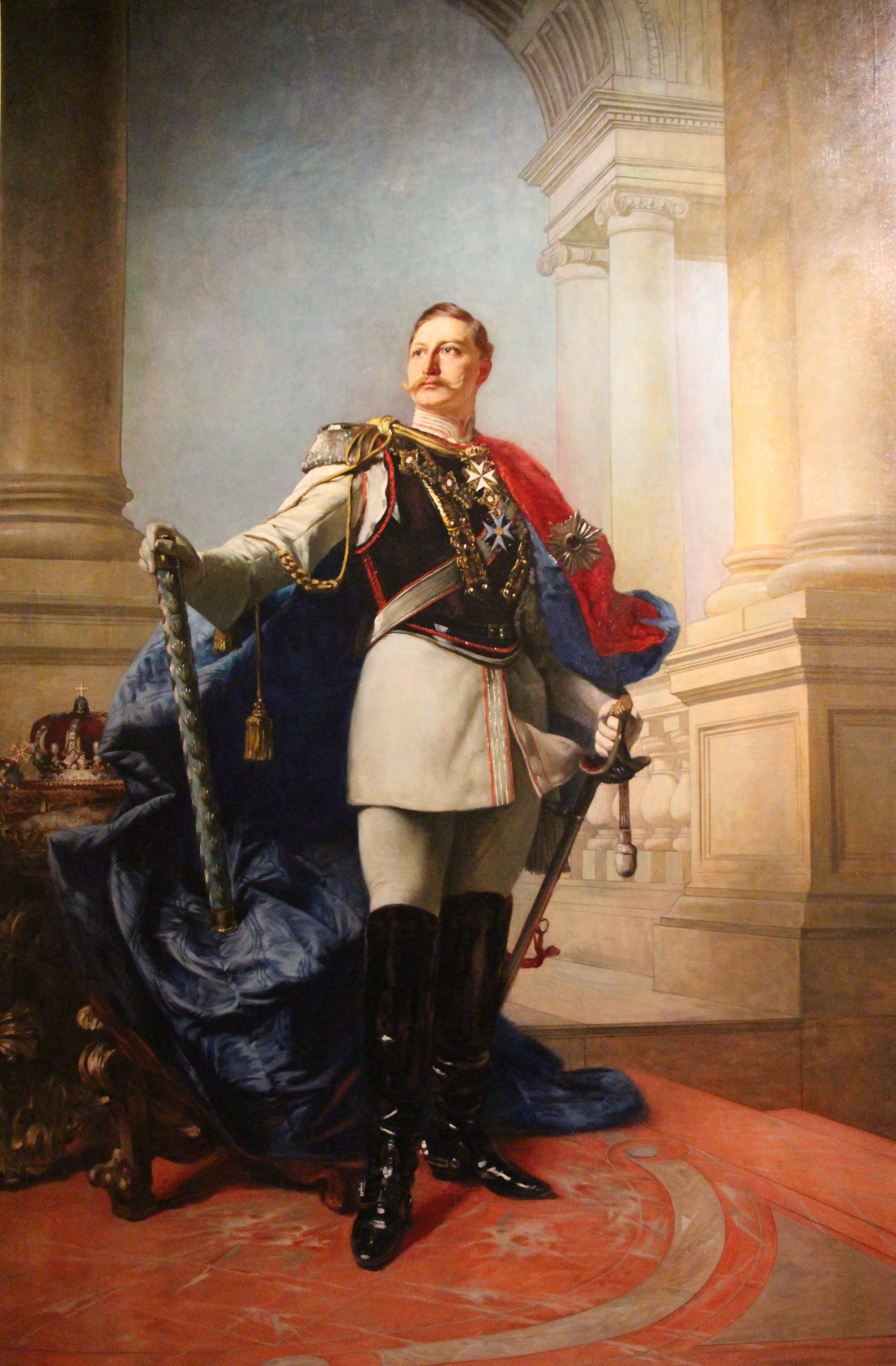
القيصر فيلهلم الثاني

ألمانيا الاستعمارية التي وصلت إلى خارج أراضيها، جمعت العديد من القوى الأخرى في أوروبا من أجل المطالبة بنصيبها من أفريقيا.
وفي مؤتمر برلين عام 1884 قسمت أفريقيا بين القوى الأوروبية. تملكت ألمانيا عدة قطع من الأراضي في أفريقيا بما في ذلك شرق أفريقيا الألمانية، أفريقيا الجنوبية الغربية، توغو، والكاميرون. وأدى التزاحم على أفريقيا إلى التوتر بين القوى العظمي والذي ربما ساهم في الظروف التي أدت إلى الحرب العالمية الأولى.
مثل إغتيال الدوق فرانس فرديناند ولي عهد النمسا في سراييفو يوم 28 يونيو 1914 الشرارة لإندلاع الحرب العالمية الأولى.
بدأت الحرب العالمية الأولى، وهي حرب قامت في أوروبا ثم امتدت لباقي دول العالم ما بين عامي 1914 و1918. بدأت الحرب حينما قامت الإمبراطورية النمساوية المجرية بغزو مملكة صربيا، فأعلنت روسيا الحرب على النمسا، فدخلت ألمانيا الحرب كحليف للنمسا، ودخلت فرنسا وبريطانيا كحلفاء لروسيا. إذ كان الوفاق الثلاثي هو روسيا وفرنسا والمملكة المتحدة بالإضافة إلى إيطاليا، أما الحلف الثلاثي الأخر فكان إمبراطورية النمسا والمجر وألمانيا، واستعملت لأول مرة الأسلحة الكيميائية في الحرب العالمية الأولى كما تم قصف المدنيين من السماء لأول مرّة في التاريخ.

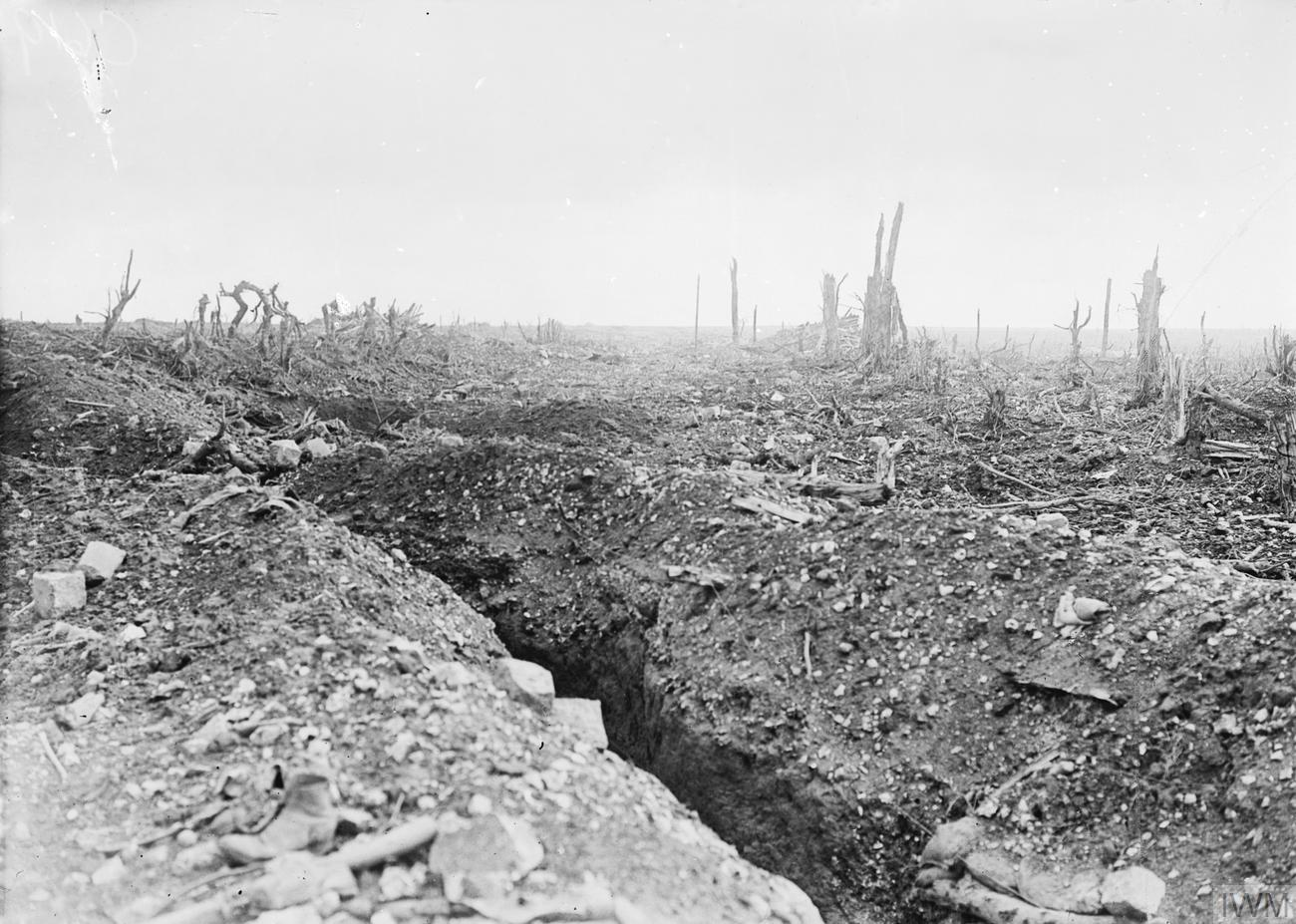
خنادق على طول الحدود الفرنسية الألمانية خلال الحرب العالمية الأولى

شهدت الحرب ضحايا بشرية لم يشهدها التاريخ من قبل وسقطت السلالات الحاكمة والمهيمنة على أوروبا والتي يعود منشأها إلى الحملات الصليبية، وتغيرت الخارطة السياسية لأوروبا بشكل كامل. تعد الحرب العالمية الأولى البذرة للحركات الإيديولوجية كالشيوعية وصراعات مستقبلية أخرى كالحرب العالمية الثانية، بل وحتى الحرب الباردة.
عانت ألمانيا، كجزء من فشل قوات المحور من الهزيمة في الحرب ضد قوات الحلفاء في واحد من أعنف الصراعات على مر العصور. اندلعت ثورة نوفمبر عام 1918 وتنازل على إثرها القيصر فيلهلم الثاني وجميع الأمراء الألمان عن الحكم وانتهى عهد الحكم الملكي في كل من ألمانيا والنمسا. وأعلِن عن قيام جمهورية ألمانية ديمقراطية عُرِفت بجمهورية فايمار. تعود أسباب قيام ثورة نوفمبر إلى ضيق الشعب بالأعباء الاقتصادية السيئة التي عمت ألمانيا خلال سنوات الحرب الأربعة، والتي كان يحكمها نظام قيصري ذو دستور رجعي وغير ديمقراطي، بالإضافة إلى التأثير القوي للهزيمة على الإمبراطورية الألمانية، فضلا عن التوترات الاجتماعية التي نشبت بين نخبة حاكمة فاسدة من الطبقتين الأرستقراطية والبورجوازية.
وكان من أهم الأسباب التي أشعلت الثورة، السياسة التي اتبعتها قيادة الجيش، والتي أسفرت عن هزيمة الأسطول الحربي الألماني في الحرب العالمية الأولى. مما أدى إلى قيام ضباط البحرية بالتمرد في مينائي فيلهلمسهافن وكيل، وتطور التمرد إلى ثورة عارمة امتدت إلى ألمانيا كلها.
وخرج الشعب للمطالبة بالجمهورية وإسقاط القيصر. ورضخ القيصر فيلهلم الثاني ووقع وثيقة التنازل عن العرش في 9 نوفمبر 1918.
غير أن الأحزاب التي قادت الثورة رأت أن القضاء الكامل على النخبة التي كانت تحكم في عهد القيصر المخلوع، قد يقود البلاد إلى حافة حرب أهلية, فقررت الإبقاء عليها وإقامة علاقات طبيعية معها. وهكذا تحالف قادة الثورة مع قيادة الجيش, مما أدى إلى نشوب أعمال شغب واسعة عرفت باسم «انتفاضة سبارتاكوس» التي قادتها القوى اليمينية. لكن تم القضاء على هذه الثورة الصغيرة.
وفي 11 أغسطس 1919 تم وضع دستور جديد للجمهورية عرف بدستور فايمار. وتم انتخاب فريدريش إيبرت أول رئيس للرايخ في جمهورية فايمار.
وضعت الهدنة مع ألمانيا حداً للحرب وقد تم التوقيع عليها في 11 نوفمبر 1918 وتم إجبار ألمانيا على التوقيع على معاهدة فرساي في يونيو 1919.
خلال التفاوض وعلى عكس المفاوضات الدبلوماسية التقليدية في فترة ما بعد الحرب، تم استبعاد القوى المهزومة من حلف المحور.
وكان ينظر إلى هذه المعاهدة في ألمانيا باعتبارها مهينة واستمراراً للحرب بوسائل أخرى وبسبب قسوتها فإنها كثيراً ما يستشهد على أنها سهلت في وقت لاحق بروز النازية في ألمانيا.
ومن نتائج الحرب في معاهدة فرساي:

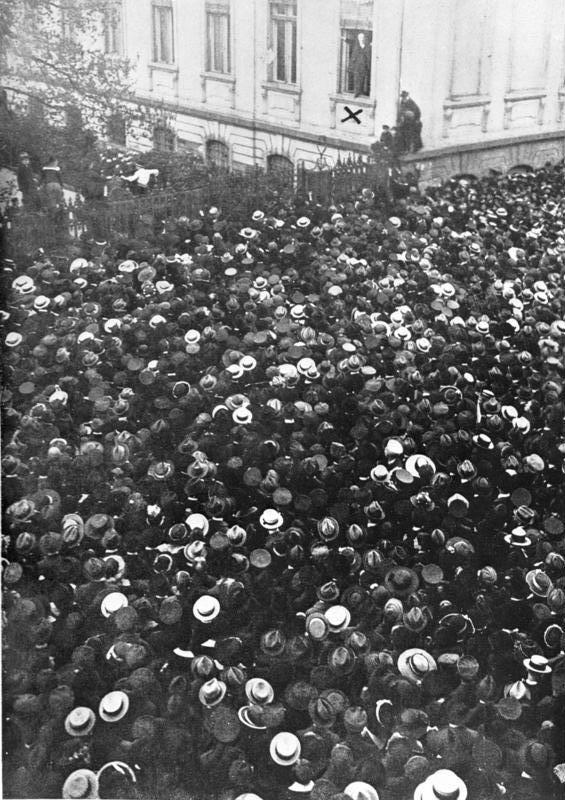
فيليب شايدمان يلقى بخطابه من نافذة مستشارية الرايخ عقب تولي منصبه، 9 نوفمبر 1918.

- فرض غرامة مالية كبيرة على الدول المنهزمة.
- فرض قيود على تسليح الجيش الألماني.
- فقدان الدولة العثمانية كل ممتلكاتها في أوروبا وآسيا.
- توسع الإمبراطوريتين الفرنسية والإنجليزية.
- اختفاء أربع إمبراطوريات عريقة هي: الإمبراطورية النمساوية المجرية - الإمبراطورية الألمانية - الدولة العثمانية - الإمبراطورية الروسية.

ويقول بعض المؤرخين أن الذين حضروا مؤتمر فرساي هم أنفسهم الذين وضعوا بأيديهم بذور الحرب العالمية الثانية؛ ففرنسا تقاسمت العالم مع إنجلترا وأهملت الدول الاستعمارية الأخرى مثل روسيا وألمانيا وإيطاليا مما هيأ لقيام الحرب العالمية الثانية.
بعد مؤتمر فرساي تم اقتطاع العديد من المناطق الألمانية لصالح قوات الحلفاء[ ؟ ] المنتصرة، الألزاس واللورين تم ضمهما إلى فرنسا، بلجيكا حصلت على مقاطعة أويبن-مالميدي، كما ذهب جزء من الشلسفيغ إلى الدنمارك، مقاطعات بوزن وبروسيا الشرقية والمناطق المحيطة بها ذهبت كلها إلى بولندا، كما تحصلت دول أخرى ناشئة على مناطق أخرى على غرار ليتوانيا وتشكوسلوفاكيا. وأخيراً تقاسمت كل من فرنسا وبريطانيا المستعمرات الألمانية في أفريقيا وباقي القارات.

### جمهورية فايمار (1919-1933)
أُعلنت ألمانيا جمهورية عند بداية الثورة الألمانية في نوفمبر 1918. ثم في 11 أغسطس 1919 وقّع الرئيس فريدريش إيبرت دستور فايمار الديمقراطي.
عرفت ألمانيا تحولا من الحكم الديموقراطي إلى الحكم الاستبدادي، فكانت هذه الجمهورية بشكل أو بآخر مجرد استمرارية للحكم القيصري الذي سقط بثورة نوفمبر. فقد كان منصب رئيس الجمهورية المنتخب من قبل الشعب يتمتع بصلاحيات كبيرة. أيضاً حيث لم تقم أية مسائلة جادة حول المتسبب في الحرب العالمية ولا حتى بنتائجها الفظيعة، على الرغم من أن الوثائق الألمانية تشير إنه بعد مقتل خليفة القيصر النمساوي في سراييفو في 28 يونيو 1914 تعمدت القيادة السياسية الألمانية للبلاد إضرام نار الأزمة الدولية وكانت بذلك مسببا رئيسيا لاندلاع الحرب العالمية الأولى.
كان على هذه الجمهورية التخلص من القيود والشروط التي وضعتها معاهدة فرساي، والتي أدت إلى ظروف اقتصادية صعبة، فقد اعتبرها معظم الألمان معاهدة جائرة بحقهم وقد اعتبر منع النمسا من التوحد مع ألمانيا أيضا نوعا من الحكم المجحف بحق الشعب الألماني.
في نتيجة انتخابات 14 سبتمبر 1930 خرج حزب أدولف هتلر القومي الاجتماعي (المعروف بالحزب النازي) بالمرتبة الثانية من حيث القوة السياسية في البلاد، بينما خرج الحزب الديمقراطي الاجتماعي (SPD) في المرتبة الأولى، وقد قام بدعم حكومة الأقلية هذه.
لاحقاً وبسبب كل هذه الظروف وبسبب التشرذم والتصدع اللذين أصابا الجمهورية، أوجد كل هذا المناخ اللازم لوصول أدولف هتلر للسلطة مع حلول سنة 1933. كان الأخير قد أوجد الأداة التي مكنته من الوصول إلى هدفه، وذلك عبر حزب العمل الألماني الوطني الاشتراكي والذي اختصر لاحقا إلى «نازي» وتحولت الجمهورية إلى دكتاتورية مطلقة سميت بالعهد النازي.

### الرايخ الثالث (1933-1945)

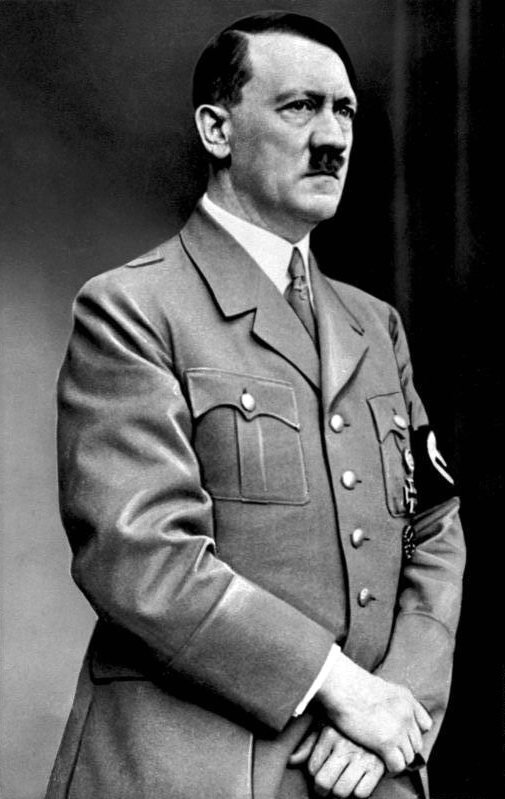
هتلر، زعيم ألمانيا النازية (1933–1945).

في 27 فبراير 1933 احترق مبنى البرلمان الألماني وترتب على ذلك إعلان حالة الطوارئ في ألمانيا ملغية حقوق المواطن الأساسية. مُرر قانون التمكين في البرلمان والذي أعطى هتلر سلطة تشريعية بدون قيود. وكان الحزب الديمقراطي الاجتماعي الألماني هو الحزب الوحيد الذي صوت ضد مشروع ذلك القانون، في حين كان الأعضاء من الحزب الشيوعي الألماني مسجونين. باستخدام صلاحياته لسحق أي مقاومة فعلية أو محتملة، أسس هتلر دولة مركزية استبدادية في غضون أشهر. أعيد تنشيط الصناعة مع التركيز على إعادة تسليح الجيش. وفي عام 1935، استعادت ألمانيا السيطرة على سارلاند، وفي 1936 تمت السيطرة العسكرية على منطقة حوض الراين المنزوعة السلاح، وكلاهما كانا قد فقدا بموجب معاهدة فرساي.
كل هذا أدى إلى نشوب الحرب العالمية الثانية وبالتوازي مع إعادة تسليح الجيش، صارت السياسة الخارجية الألمانية أكثر عدوانية وتوسعية. في عامي 1938 و1939 ضمت النمسا وتشيكوسلوفاكيا لألمانيا وفي 1939 احتلت بولندا بغزو مزدوج ألماني - سوفيتي لتعلن كل من بريطانيا وفرنسا الحرب على ألمانيا معلنتين بذلك بداية الحرب العالمية الثانية في أوروبا والتي استمرت ست سنوات. مع تطور الحرب، سرعان ما سيطرت ألمانيا وحلفائها على جزء كبير من القارة الأوروبية.

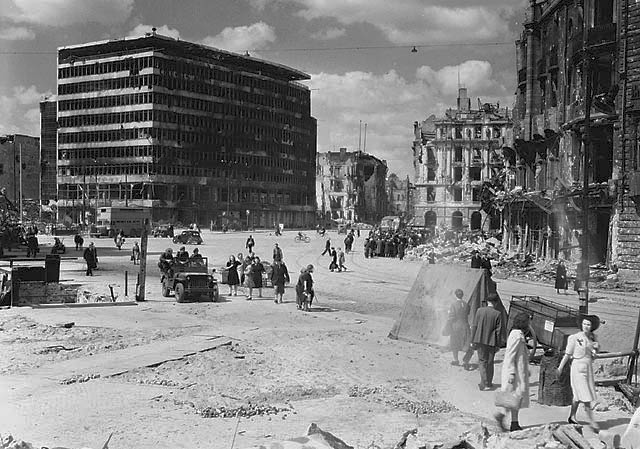
برلين في حالة خراب بعد الحرب العالمية الثانية.

في ربيع عام 1940، قامت ألمانيا بغزو الدنمارك والنرويج ومن بعدها فرنسا وبعض الدول الأخرى. قامت إيطاليا أيضا بإعلان الحرب ضد بريطانيا وفرنسا عام 1940.
في يونيو 1941، غزت ألمانيا الإتحاد السوفياتي. وفي العام نفسه، هاجمت اليابان القاعدة الأمريكية في بيرل هاربر، وأعلنت ألمانيا الحرب على الولايات المتحدة الأمريكية نتيجة لتحالفها مع اليابان وتحولت الحرب لحرب عالمية مفتوحة بين معسكرين. على الرغم من أن الجيش الألماني تقدم في الاتحاد السوفيتي بشكل سريع، شهدت معركة ستالينجراد نقطة تحول رئيسية في الحرب.
بعد ذلك، بدأ الجيش الألماني بالتراجع على الجبهة الشرقية. وفي سبتمبر 1943، استسلمت إيطاليا الحليف لألمانيا، تبعاً لذلك اضطرت القوات الألمانية للدفاع عن جبهة إضافية في إيطاليا. شهد إنزال النورماندي نقطة تحول رئيسية أخرى في الحرب، فاتحاً جبهة غربية للقوات الألمانية، حيث نزلت قوات الحلفاء على شواطئ النورماندي وأحرزت تقدماً في اتجاه الأراضي الألمانية. ثم هزمت ألمانيا بعدها بوقت قصير. في 8 مايو 1945، استسلمت القوات المسلحة الألمانية بعدما احتل الجيش الأحمر برلين. ما يقرب من سبعة ملايين من الجنود والمدنيين الألمان، بمن فيهم الألمان من أوروبا الشرقية، لقوا مصرعهم خلال الحرب العالمية الثانية. في حين أقدم هتلر على الانتحار بصحبة عشيقته إيفا براون في ملجأهما المحصن اسفل مبنى المستشارية ببرلين.

### الانقسام والاتحاد (1945-1990)

منطقة الاحتلال ق في ألمانيا، 1947. الأراضي شرق أودر-نيس خط، تحت الإدارة البولندية والاتحاد السوفيتي دي القانونية والضم بحكم الأمر الواقع، وكما هو مبين الأبيض كما هو فصل سار محمية.

أسفرت الحرب عن تقسيم ألمانيا من قبل الحلفاء إلى أربع مناطق احتلال عسكري.
القطاعات الغربية، التي سيطرت عليها كل من فرنسا والمملكة المتحدة والولايات المتحدة، دمجت في 23 مايو 1949، لتشكل جمهورية ألمانيا الاتحادية، وفي 7 أكتوبر 1949، أصبحت المنطقة السوفييتية (القطاع الشرقي) جمهورية ألمانيا الديمقراطية (DDR). عُرفت الدولتان خصوصاً خارج ألمانيا بأسماء غير رسمية هي ألمانيا الشرقية وألمانيا الغربية، وعُرف شطرا برلين كبرلين الشرقية وبرلين الغربية. اختارت ألمانيا الشرقية برلين الشرقية عاصمة لها، في حين أًختيرت بون عاصمة لألمانيا الغربية. ومع ذلك، أعلنت ألمانيا الغربية أن بون عاصمة مؤقتة لها، من أجل التأكيد على موقفها بأن الحل القائم على دولتين آنذاك هو وضع مصطنع ومن المحتم ان يتم التغلب على هذا الوضع وتوحيد ألمانيا مجدداً في يوم ما.

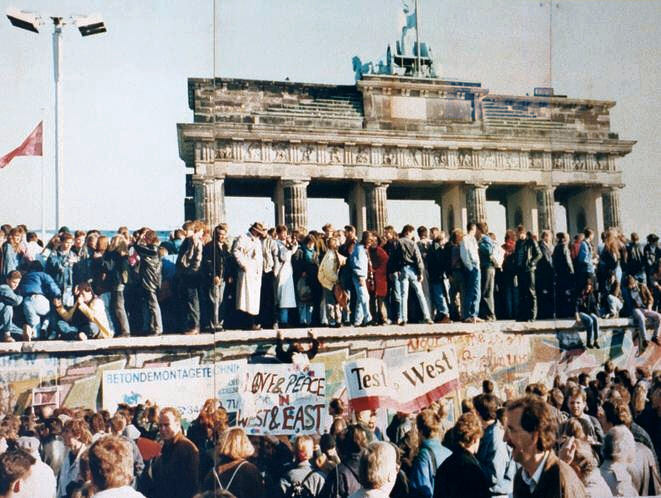
جدار برلين أمام بوابة براندنبورغ قبل فترة وجيزة من سقوطه في عام 1989

ألمانيا الغربية، التي تأسست كجمهورية برلمانية فيدرالية تتبنى اقتصاد السوق الاشتراكي، كانت متحالفة مع الولايات المتحدة والمملكة المتحدة وفرنسا. وقد تم صياغة الدستور من قبل ممثلين للبرلمانات المنتخبة ديمقراطياً في المناطق الخاضعة للاحتلال في بون، كان هذا الدستور رداً على البنية الهيكلية لدستور الرايش الذي يعود لعام 1919، وبالتالي رداً على انهيار جمهورية فايمار. تمتعت البلد بالنمو الاقتصادي لفترات طويلة ابتداءا من أوائل الخمسينيات من القرن العشرين وإطلق عليها اصطلاحاً المعجزة الاقتصادية وساعدت فترة الازدهار هذه على توطين واندماج حوالي 8 ملايين مُهجر من المناطق الشرقية التي رُحّلوا عنها بعد الحرب. وانضمت ألمانيا الغربية لحلف شمال الأطلسي في 1955 وكانت أحد الأعضاء المؤسسين للسوق الأوربية المشتركة في 1957. وفي 1 يناير 1957، قدمت سارلاند انضمامها إلى ألمانيا الغربية بموجب المادة 23 من القانون الأساسي لجمهورية ألمانيا الاتحادية.
ألمانيا الشرقية كانت إحدى دول الكتلة الشرقية تحت السيطرة السياسية والعسكرية للإتحاد السوفييتي عن طريق قوات الاحتلال وحلف وارسو. في حين كانت تدعي أنها دولة ديمقراطية ، السلطة السياسية كانت تقرر من قبل الأعضاء القياديين في المكتب السياسي لحزب الوحدة الاشتراكي الألماني. وقد تم ضمان تلك السلطة من قبل جهاز أمن الدولة الاشتازي، وهو جهاز سري هائل الحجم سيطر على كافة جوانب الحياة في المجتمع الألمانى حينئذ، وكان ذلك مقابل توفير الاحتياجات الأساسية للسكان وبأسعار منخفضة من قبل الدولة كانت مرضية وكافية. أصبحت جمهورية ألمانيا الديمقراطية قائمة على الاقتصاد الشمولي على الطراز السوفيتي، وفي وقت لاحق انضمت للكوميكون. في حين استندت دعاية ألمانيا الشرقية على فوائد برامج جمهورية ألمانيا الديمقراطية الاجتماعية والتهديد المزعوم المستمر لغزو ألماني غربي، بدا العديد من المواطنين بالنظر إلى الغرب من أجل الحريات السياسية والازدهار الاقتصادي. جدار برلين الذي بني في عام 1961 لمنع الألمان الشرقيين من الهرب إلى ألمانيا الغربية، أصبح رمزاً من رموز الحرب الباردة.
انخفضت حدة التوتر بعض الشيء بين ألمانيا الشرقية وألمانيا الغربية في أوائل السبعينات مع علاقات تقارب قادها المستشار فيلي برانت، والتي تضمنت قبول الأمر الواقع من خسائر في ألمانيا الإقليمية في الحرب العالمية الثانية واعتراف بجمهورية ألمانيا الديمقراطية.
في صيف 1989 قررت المجر في 2 مايو تفكيك الستار الحديدي وفتح الحدود في 23 أغسطس، مما تسبب في نزوح الآلاف من الألمان الشرقيين في 11 سبتمبر والذهاب إلى ألمانيا الغربية عبر المجر. كانت الآثار المترتبة على الأحداث المجرية مدمرة لجمهورية ألمانيا الديمقراطية. مع انطلاق مظاهرات حاشدة اضطرت السلطات الألمانية الشرقية إلى تخفيف القيود المفروضة على الحدود بشكل غير متوقع في نوفمبر، مما سمح للمواطنين الألمان الشرقيين بالسفر إلى الغرب. ما كان مقصوداَ ان يكون صماما لتخفيف الضغط من أجل الإبقاء على ألمانيا الشرقية كدولة، أدى فتح الحدود في الواقع إلى تسريع عملية الإصلاح في ألمانيا الشرقية، التي اختتمت مع معاهدة اثنان + أربعة بعد مرور عام في 12 سبتمبر 1990. ثم في إطار الصلاحيات التي تخلت عنها قوى الاحتلال الأربع والتي كانت قد حصلت عليها سابقا بموجب وثيقة الاستسلام، استعادت ألمانيا سيادتها الكاملة. وهو ما سمح بإعادة توحيد ألمانيا في 3 أكتوبر 1990، مع انضمام الولايات الخمس التي أسست جمهورية ألمانيا الديمقراطية السابقة للولايات العشر المكونة لجمورية ألمانيا الإتحادية.

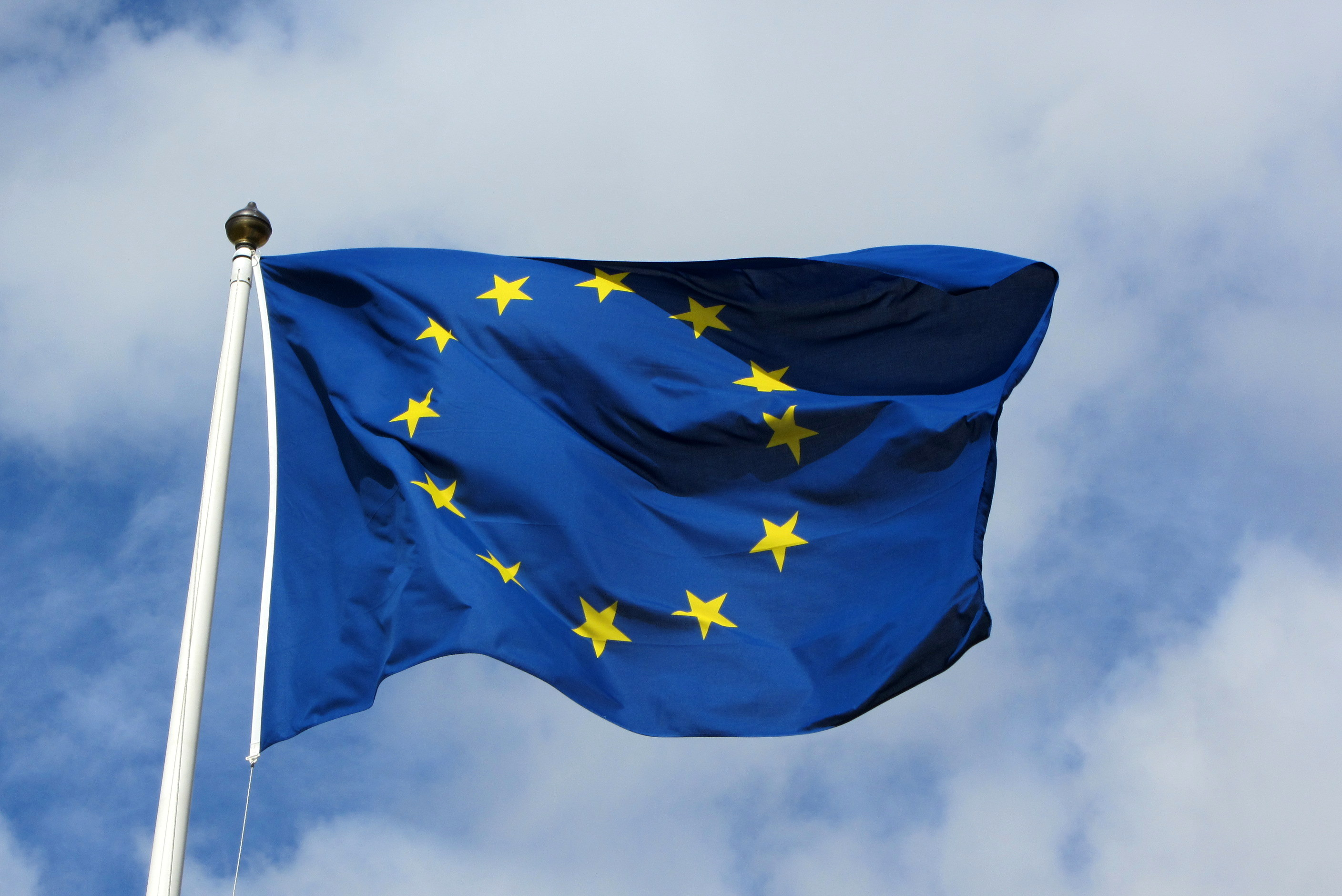
شعار الاتحاد الأوروبي

### الانضمام إلى الاتحاد الأوروبي 1990
استناداً إلى قانون برلين الذي تم اعتماده من البرلمان في 10 مارس 1994، عادت برلين مرة أخرى لألمانيا الموحدة، في حين حصلت بون على منصب « مدينة فيدرالية » (بالألمانية: Bundesstadt) وهو منصب يعدّها بمثابة «مدينة اتحادية» ويُبقي على بعض الوزارات الاتحادية فيها. وقد تم الانتهاء من نقل الحكومة لبرلين في 1999.
منذ إعادة توحيد ألمانيا، اضطلعت ألمانيا بدور أكثر نشاطا في الاتحاد الأوروبي والناتو. وارسلت ألمانيا قوة لحفظ السلام لضمان الاستقرار في منطقة البلقان وأرسلت قوة من القوات الألمانية إلى أفغانستان المضطرب كجزء من عمل حلف شمال الأطلسي لتوفير الأمن بعد الإطاحة بطالبان. نشر هذه القوات كان مثارا للجدل، حيث أنه منذ انتهاء الحرب، كانت ألمانيا مقيدة بموجب القانون المحلي أن نشر القوات يكون للدفاع فقط. ويفهم أن الانتشار في الأراضي الأجنبية لا يمكن تغطيته من خلال غطاء الدفاع، لكن تصويت البرلمان حول هذه القضية وتصديقه على إرسال القوات للمشاركة في سياق حفظ السلام انهى الجدل القانوني.
في 2005 انتخبت أنغيلا ميركل كأول امرأة تتولى منصب المتشارة في ألمانيا. بين عامي 2005 - 2009 قادت تشكيل ائتلاف موسع مع الاتحاد الاجتماعي المسيحي والحزب الاشتراكي الديموقراطي. وعقب الانتخابات العامة في 27 سبتمبر 2009، اسست ميركل حكومة ائتلافية مع الحزب الديمقراطي الحر محل الحزب الاشتراكي الديموقراطي.

## الجغرافيا

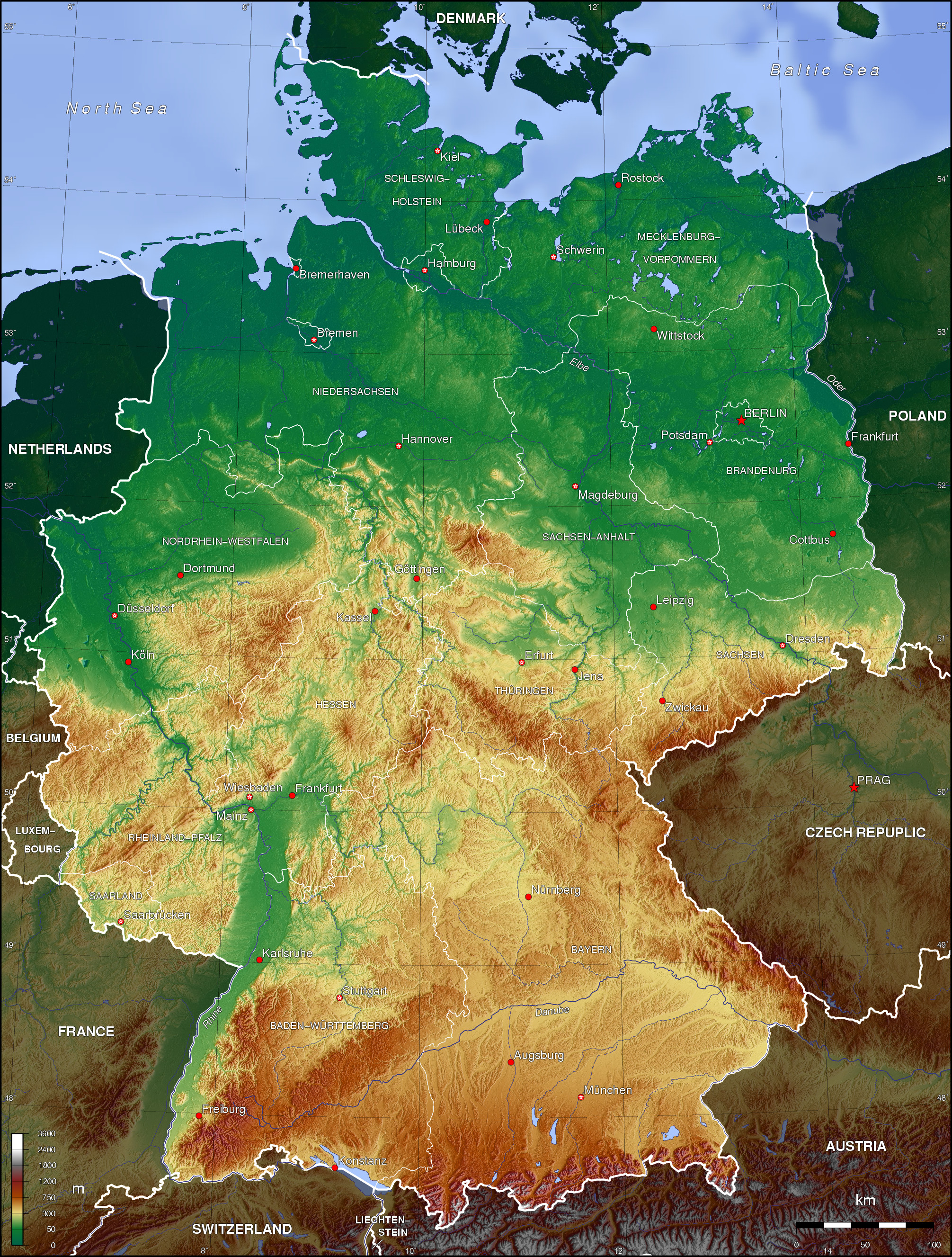
خريطة طوبوغرافية لألمانيا

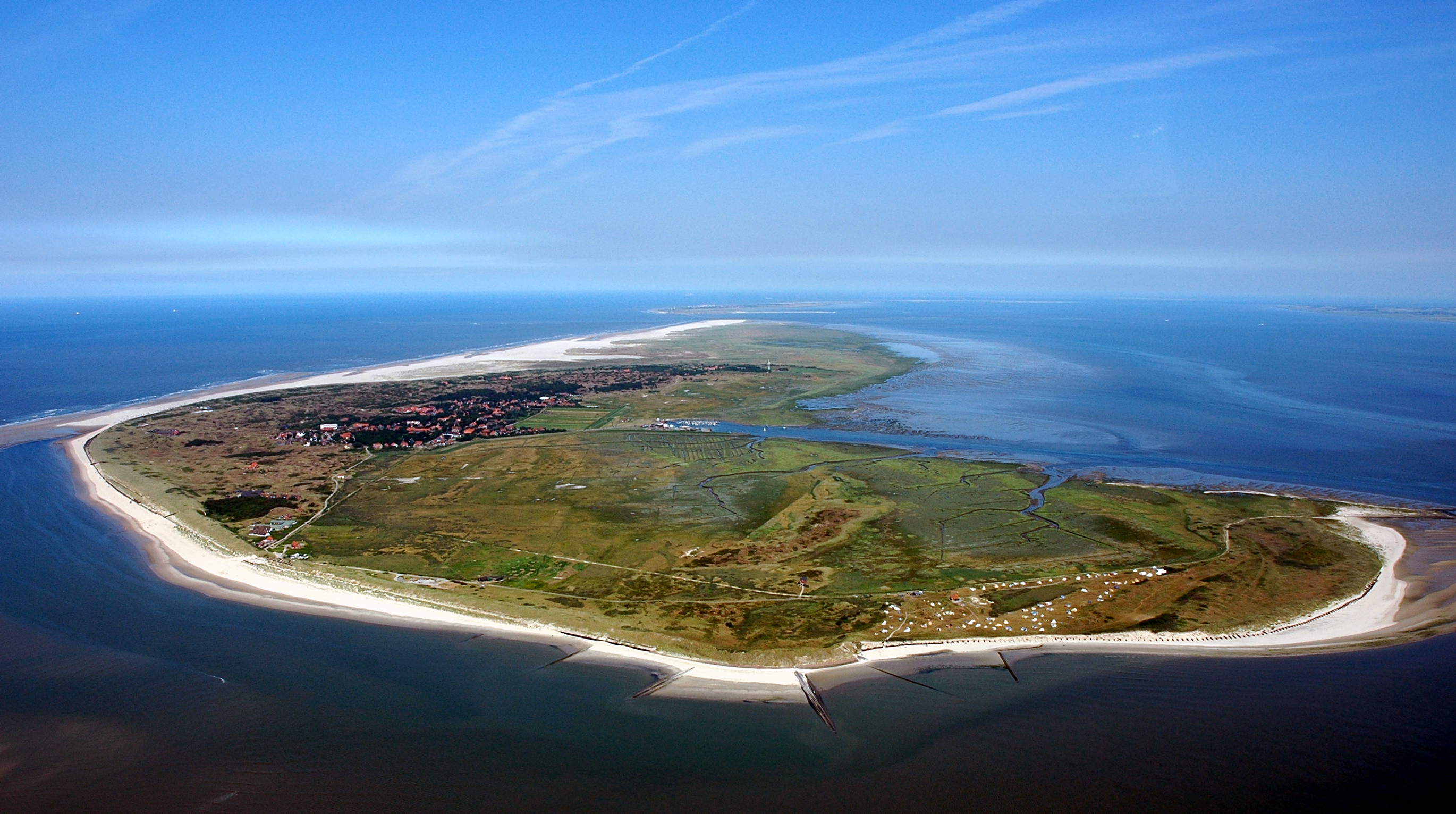
جزيرة «سبيكرأوغ» في بحر الشمال، على ساحل «ولاية سكسونيا السفلى».

تتشارك ألمانيا الحدود مع كثير من البلدان الأوروبية أكثر من أي دولة أوروبية أخرى، جيران ألمانيا هم الدنمارك من الشمال وبولندا والتشيك عند الحدود الشرقية والنمسا وسويسرا عند الحدود الجنوبية وفرنسا ولوكسمبورغ عند الحدود الجنوبية الغربية وبلجيكا وهولندا عند الحدود الشمالية الغربية. تقع ألمانيا في معظمها بين خطي عرض 47 درجة و 55 درجة شمالا وخطي الطول 5 درجات و 16 درجة شرقا وتبلغ مساحتها 357,596 كم² (138,069 ميل مربع)، مساحة اليابسة منها 349.223 كم² (134,836 ميل مربع) ومساحة المياه 7.798 كم² (3,011 ميل مربع)، وهي سابع أكبر دولة من ناحية المساحة في أوروبا، والثالثة والستين على مستوى العالم، 
يترواح ارتفاعها من أعلى نقطة تقع في جبال الألب وهي تزوغشبيتسا 2.962 متر (9,718 قدم) في الجنوب إلى سواحل بحر الشمال في الشمال الغربي وبحر البلطيق في الشمال الشرقي. بين المرتفعات التي تغطيها الغابات في وسط ألمانيا والأراضي المنخفضة في شمال ألمانيا تقع أخفض نقطة وهي ويلسترماش 3.54 متر/(11.6 قدم) تحت مستوى سطح البحر، حيث تعبر منها الأنهار الرئيسية مثل نهر الدانوب والراين وإلبه، كما توجد الأنهار الجليدية في منطقة جبال الألب. الموارد الطبيعية الهامة تشمل خام الحديد والفحم والبوتاس والأخشاب والليجنيت واليورانيوم والنحاس والغاز الطبيعي والملح والنيكل والأراضي الصالحة للزراعة والمياه.

### المناخ

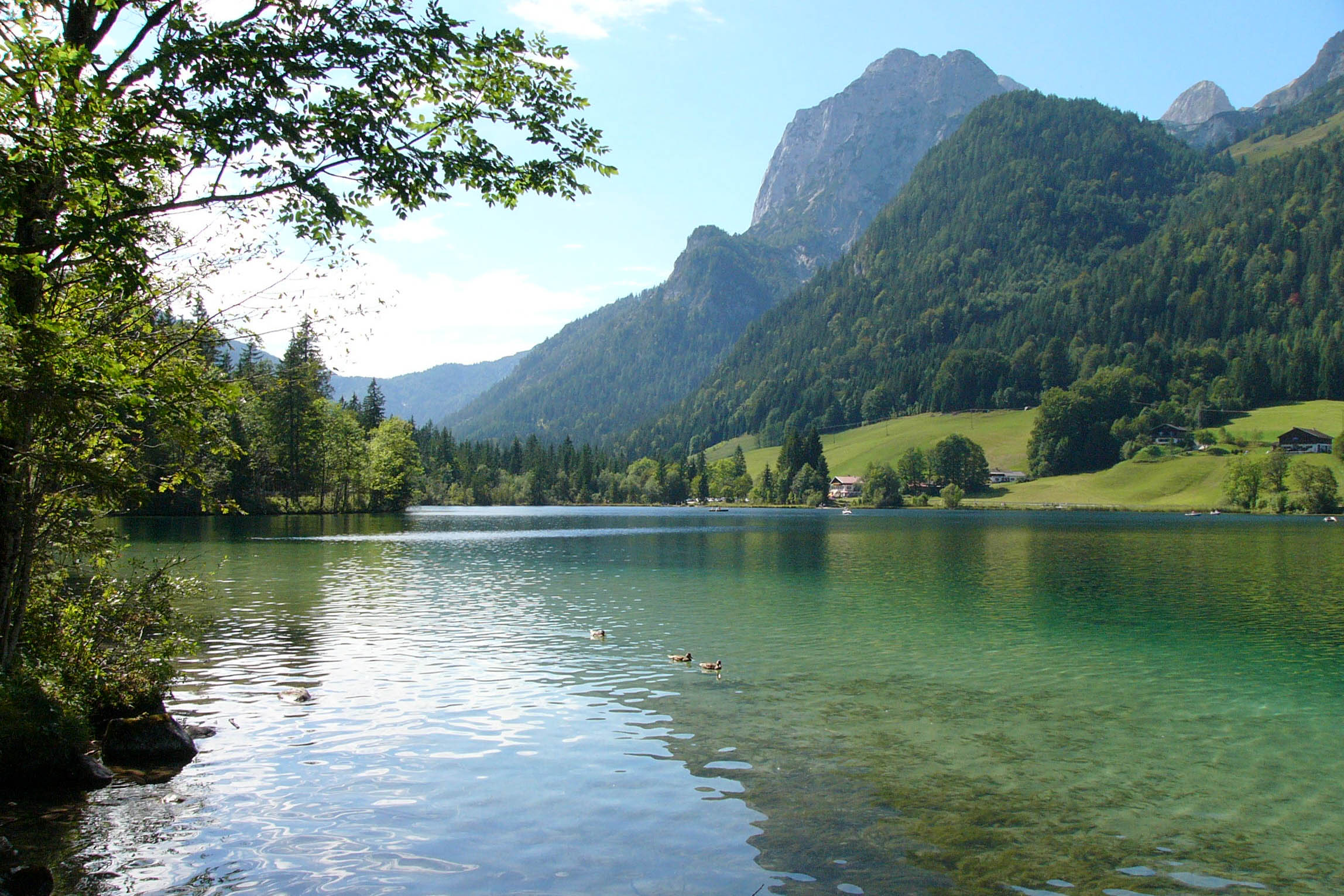
منظر لجبال الألب في ولاية بافاريا في الجنوب.

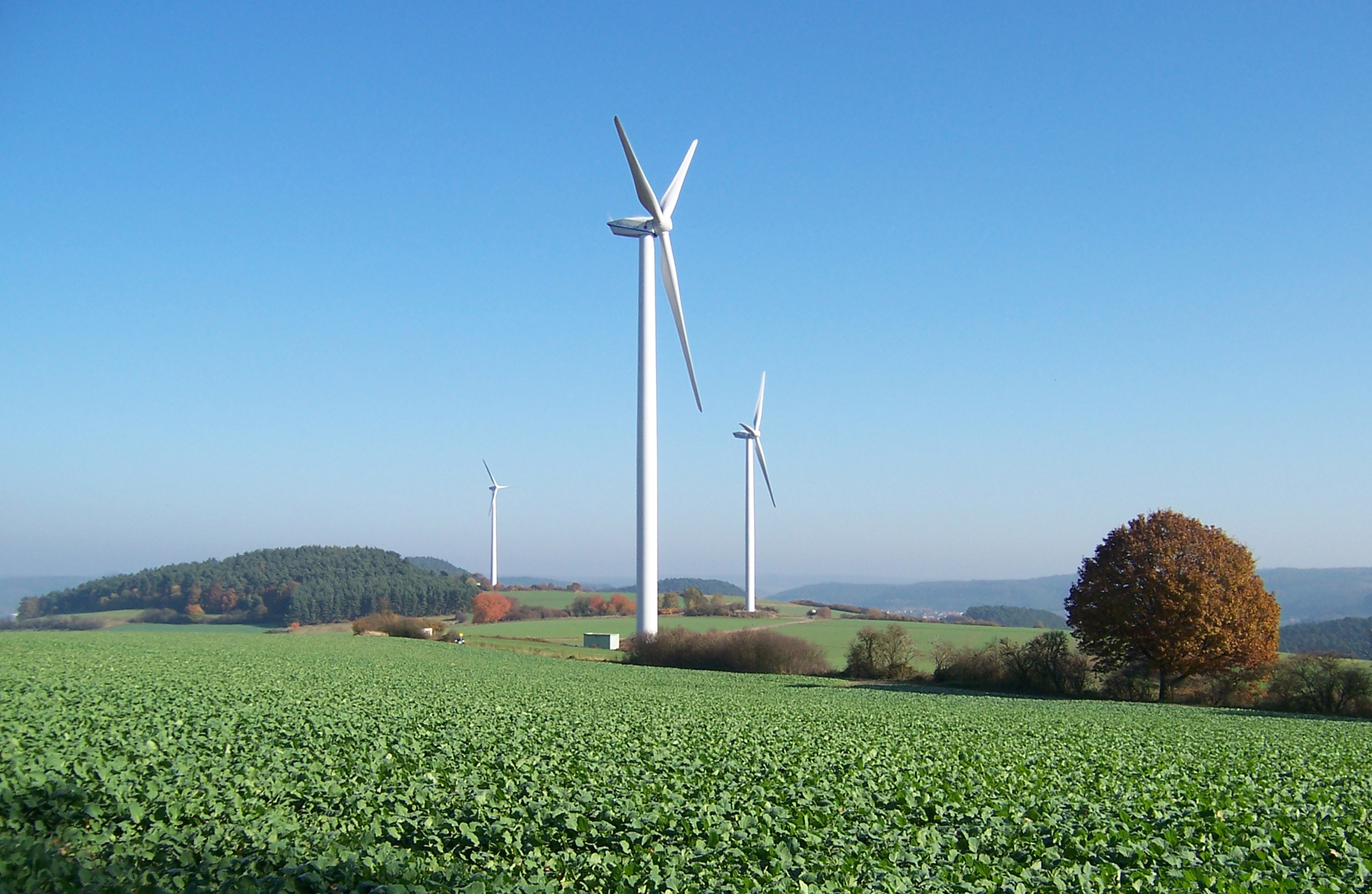
توليد الكهرباء بقوة الرياح في شمال ألمانيا.

معظم أنحاء ألمانيا تتمتع بمناخ معتدل حيث تسود رياح غربية رطبة. يتلطف هذا المناخ بتيارات المحيط الأطلسي الذي هو الامتداد الشمالي لتيار الخليج. هذه التيارات الأكثر دفئاً تؤثر على المناطق التي تحد بحر الشمال بما فيها شبه جزيرة يوتلاند والمنطقة المحاذية لنهر غاين الذي يصب في بحر الشمال. لهذا يكون المناخ في الشمال الغربي والشمال محيطي. وتتساقط الأمطار على مدار السنة وتكون غزيرة خلال الصيف. فصل الشتاء يكون معتدلا وفصل الصيف يميل إلى البرودة مع أن درجات الحرارة يمكن أن تتجاوز ال 30 درجة لفترات طويلة. من جهة الشرق يكون المناخ قارياً أكثر إذ أن فصل الشتاء يكون بارداً جدا في حين يكون فصل الصيف دافئاً ويمكن أن تسجل فترات جفاف طويلة. إن مناطق ألمانيا الجنوبية والوسطى هي مناطق متقلبة حيث تتغير من محيطية معتدلة إلى قارية. ومجدداً يمكن لدرجات الحرارة أن تتخطى ال 30 درجة مئوية. (86 درجة فهرنهايت).
كلما اتجهنا شرقاً يبرز المناخ القاري، يمكن للشتاء أن يكون بارداً جداً والصيف حاراً جداً، كما أن فترات الجفاف طويلة ومتكررة. مناطق وسط وجنوب ألمانيا تمر بمرحلة مناخية انتقالية تتباين بين معتدلة وقارية.
بالإضافة إلى المناخات البحرية والقارية التي تسيطر على معظم أنحاء البلاد، مناطق جبال الألب في أقصى الجنوب، وبدرجة أقل، بعض مناطق المرتفعات الوسطى الألمانية لديها المناخ الجبلي الذي يتميز بانخفاض درجات الحرارة وزيادة في هطول الأمطار.
| البيانات المناخية لـألمانيا                                        | البيانات المناخية لـألمانيا | البيانات المناخية لـألمانيا | البيانات المناخية لـألمانيا | البيانات المناخية لـألمانيا | البيانات المناخية لـألمانيا | البيانات المناخية لـألمانيا | البيانات المناخية لـألمانيا | البيانات المناخية لـألمانيا | البيانات المناخية لـألمانيا | البيانات المناخية لـألمانيا | البيانات المناخية لـألمانيا | البيانات المناخية لـألمانيا | البيانات المناخية لـألمانيا |
| الشهر                                                              | يناير                       | فبراير                      | مارس                        | أبريل                       | مايو                        | يونيو                       | يوليو                       | أغسطس                       | سبتمبر                      | أكتوبر                      | نوفمبر                      | ديسمبر                      | المعدل السنوي               |
| ------------------------------------------------------------------ | --------------------------- | --------------------------- | --------------------------- | --------------------------- | --------------------------- | --------------------------- | --------------------------- | --------------------------- | --------------------------- | --------------------------- | --------------------------- | --------------------------- | --------------------------- |
| متوسط درجة الحرارة الكبرى °م (°ف)                                  | 2.0 (35.6)                  | 3.4 (38.1)                  | 7.5 (45.5)                  | 12.1 (53.8)                 | 17.2 (63.0)                 | 20.4 (68.7)                 | 22.0 (71.6)                 | 21.9 (71.4)                 | 18.4 (65.1)                 | 13.1 (55.6)                 | 6.9 (44.4)                  | 3.2 (37.8)                  | 12.3 (54.2)                 |
| متوسط درجة الحرارة الصغرى °م (°ف)                                  | −3.0 (26.6)                 | −2.5 (27.5)                 | 0.0 (32.0)                  | 3.0 (37.4)                  | 7.3 (45.1)                  | 10.6 (51.1)                 | 12.3 (54.1)                 | 12.0 (53.6)                 | 9.3 (48.7)                  | 5.7 (42.3)                  | 1.6 (34.9)                  | −1.5 (29.3)                 | 4.6 (40.2)                  |
| الهطول مم (إنش)                                                    | 46 (1.8)                    | 43 (1.7)                    | 34 (1.3)                    | 24 (0.9)                    | 24 (0.9)                    | 24.3 (0.96)                 | 24 (0.9)                    | 27 (1.1)                    | 43 (1.7)                    | 54 (2.1)                    | 54 (2.1)                    | 60 (2.4)                    | 457.3 (17.86)               |
| المصدر: الإحصائية المجمعة للمناخ في ألمانيا ما بين عامي 1961-1990. |                             |                             |                             |                             |                             |                             |                             |                             |                             |                             |                             |                             |                             |

### التنوع الحيوي

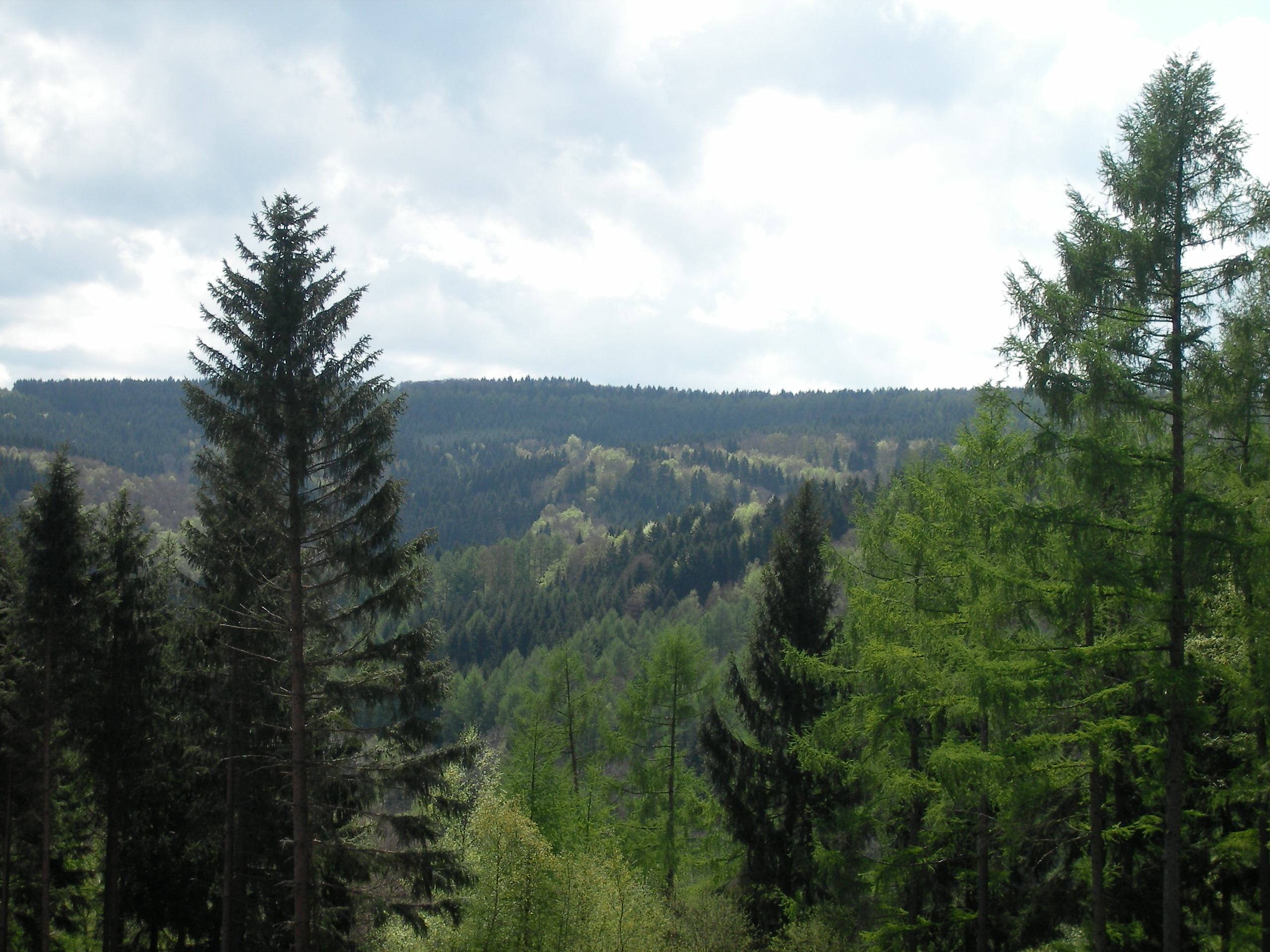
الغابات تغطي حوالي ثلث مساحة ألمانيا

بالنسبة للتنوع الجغرافي للنباتات تنقسم ألمانيا ما بين الأقاليم الأوروبية الأطلسية والأقاليم الأوروبية الوسطى الملتفة حول المملكة البوريالية. منطقة ألمانيا يمكن أن تنقسم إلى منطقتين بيئيتين:
الغابات المختلطة الأورو-متوسطية الجبلية وسلسلة شمال شرق المحيط الأطلسي البحرية. معظم أنحاء ألمانيا تغطيها الأراضي الصالحة للزراعة (33%)، والأراضي الغابية المشجرة (31%)، بينما لا تشكل المراعي الدائمة سوى 15%.
النباتات والحيوانات هي تلك الشائعة عموماً في أوروبا الوسطى. أشجار البلوط والأشجار ذات البذور تشكل ثلث الغابات. أشجار الراتينغ والتنوب تسود في الجبال العليا بينما توجد أشجار الصنوبر في التربة الرملية.

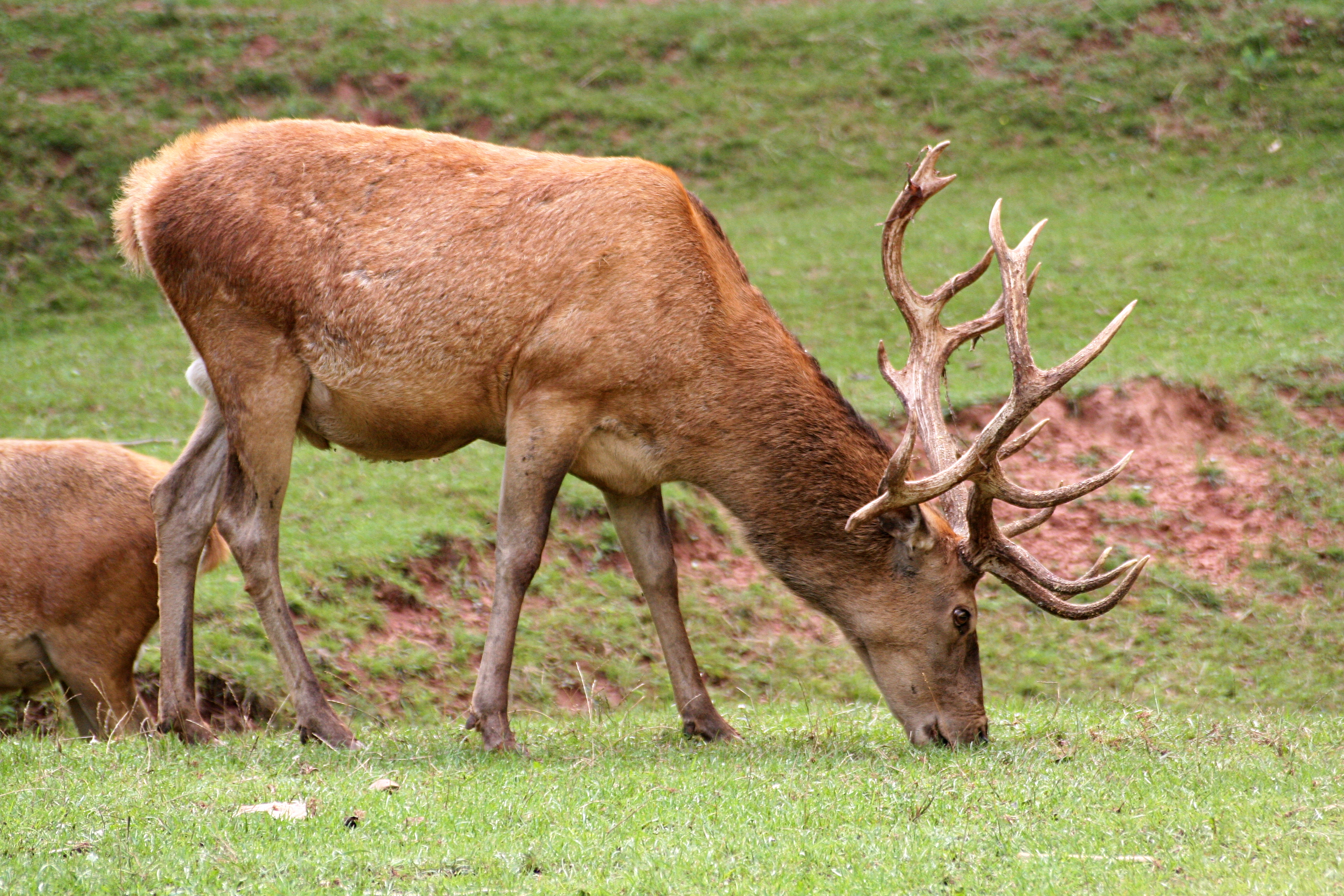
الأيل في غابات ألمانيا.

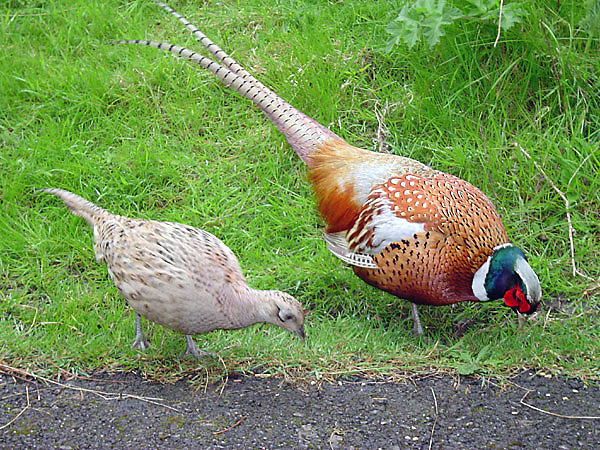
طائر التدرج

يوجد الكثير من الورود والفطريات والطحالب. تنحصر الأسماك في الأنهار وفي بحر الشمال. الحيوانات البرية تتضمن الغزلان من نوع اليحمور الأوروبي والأيل والخنازير البرية ودجاج التدرج والأرانب البرية والثعالب والقط البري من نوع لوكس وأنواعاً كثيرة من السناجب. تعبر طيور مهاجرة متنوعة سماء ألمانيا في الربيع والخريف. وتعطي حكومات الولايات تصريحات للصيد بحيث تحافظ على وجود أعداد معينة من كل نوع، ويبلغ عدد الحيوانات والطيور التي اصطيدت عام 2010 ما يزيد عن مليون حيوان، ويمثل ذلك ازديادا عن نحو 600 ألف حيوان اصطيدت في عام 2007. كما تعطي حكومات الولايات تصاريحا لصيد الأسماك في الأنهار والبحيرات بشروط دقيقة، ويعاقب القانون من يخالفها.
المتنزهات الوطنية في ألمانيا تشمل متنزه بحر وادن الوطني ومتنزه جاسموند الوطني ومتنزه منطقة فوربوميرن لاجون الوطني ومتنزه موريتز الوطني ومتنزه وادي اودر الأسفل الوطني ومتنزه هارتز الوطني ومتنزه سكسونيا سويسرا الوطني ومتنزه غابة بافاريا الوطني وحديقة هاينيخ الوطنية.
تشتهر ألمانيا بامتلاكها العديد من حدائق الحيوان ومحميات الحياة البرية والأحواض المائية وحدائق الطيور. أكثر من 400 حديقة مسجلة للحيوانات تعمل في ألمانيا، ويعتقد أن هذا العدد هو أكبر عدد من الحدائق الموجودة في بلد واحد في العالم. حديقة حيوان برلين هي أقدم حدائق الحيوانات في ألمانيا، وتمتلك أكبر مجموعة شاملة من المخلوقات في العالم.

### البيئة

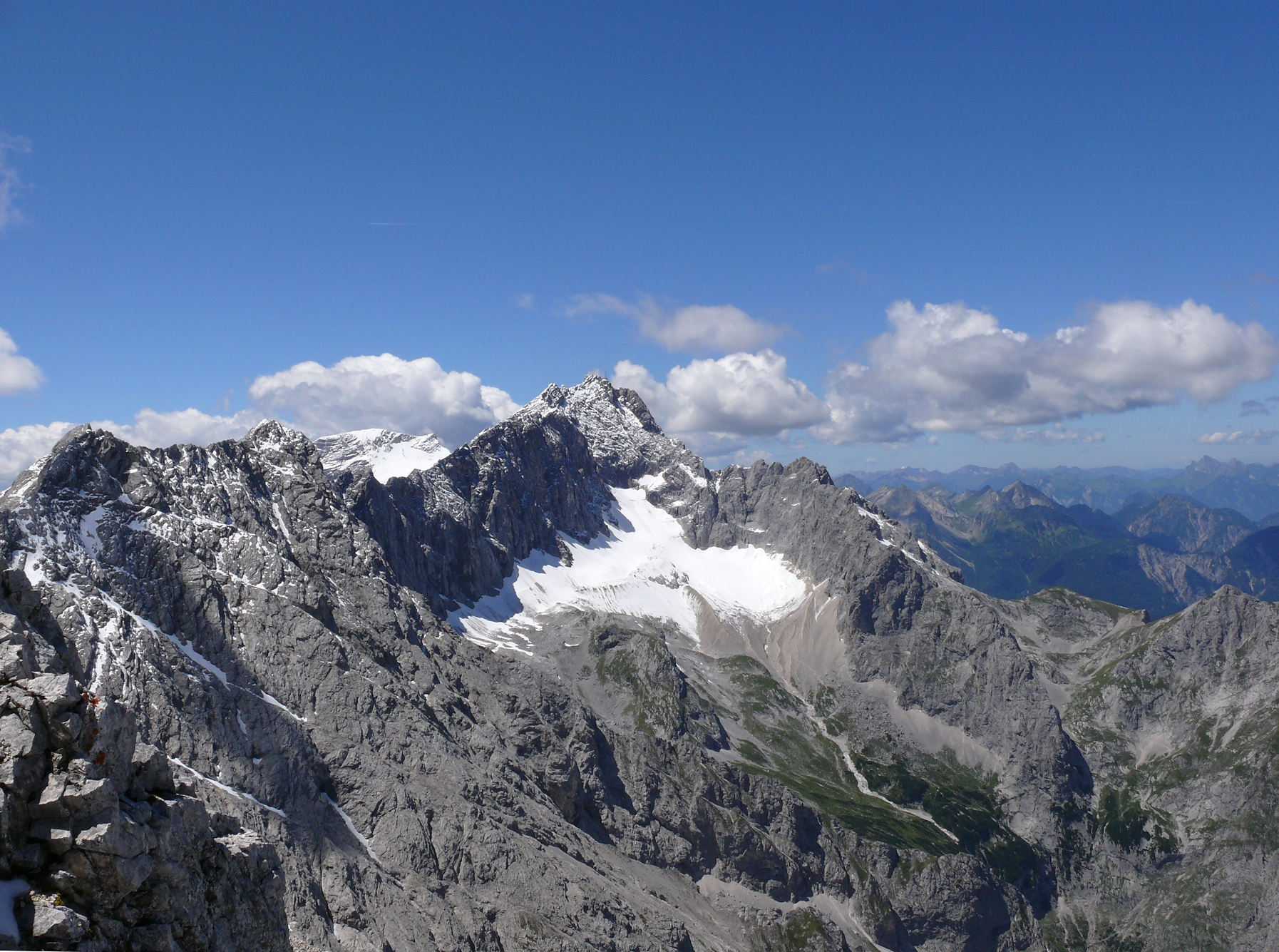
القمة الشهيرة «قمة تسوغشبيتسه» في جبال الألب.

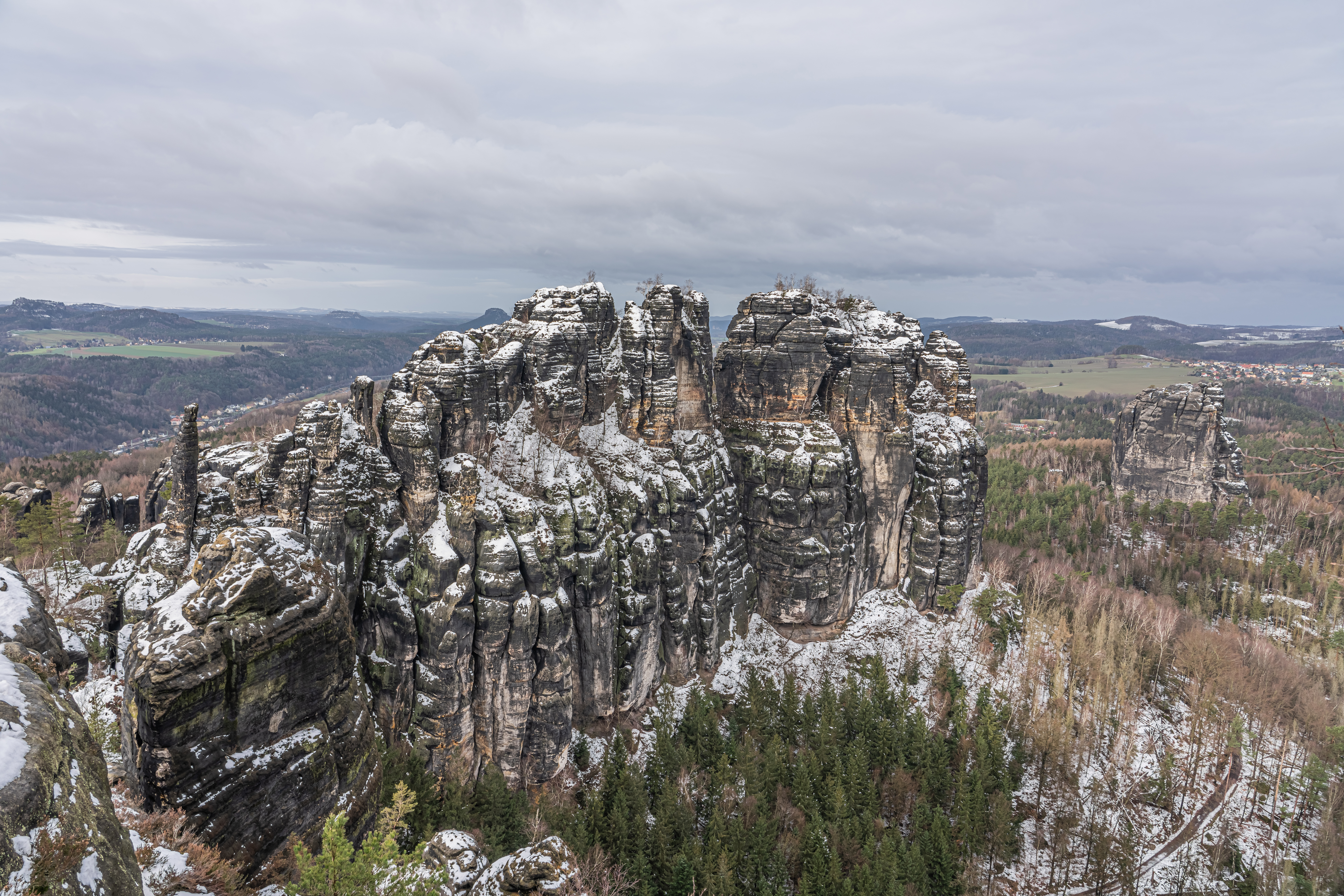
جبال إلبساند بالقرب من درسدن.

يعرف الشعب الألماني بوعيه البيئي العالي. حيث ينظر معظم الألمان للأسباب البشرية على أنها عامل شديد الأهمية في ارتفاع درجة حرارة الارض. للدولة الألمانية دور ريادي على المستوى العالمي في سياسات المناخ والطاقة حيث أنها ملتزمة باتفاقية كيوتو ومعاهدات أخرى عديدة لتعزيز التنوع البيولوجي وخفض الانبعاثات الكربونية وإعادة التدوير واستخدام الطاقة المتجددة النظيفة والكفاءة في استخدامها كما تدعم التنمية المستدامة على المستوى العالمي.
وقد شرعت الحكومة الألمانية في تنفيذ برامج واسعة النطاق للحد من الانبعاثات حيث أن الانبعاثات الشاملة للبلاد آخذة في الهبوط. على سبيل المثال، منذ 1964، تم تنظيم تلوث الهواء في ألمانيا بواسطة تشريعات قانونية صارمة. ومع ذلك تظل معدلات انبعاثات ثنائي أكسيد الكربون في ألمانيا للفرد من بين أعلى المعدلات في الاتحاد الأوروبي باعتبارها أكبر الاقتصادات الأوروبية والثالثة على مستوى العالم، رغم ذلك تظل أيضاً أقل بكثير من تلك المعدلات في أستراليا وكندا والمملكة العربية السعودية والولايات المتحدة.
تنتج الانبعاثات من المرافق التي تعمل بحرق الفحم والصناعات المساهمة في تلوث الهواء. تتسبب الأمطار الحمضية الناتجة عن انبعاثات ثاني أكسيد الكبريت في تلف الغابات الألمانية. تم تخفيض التلوث في بحر البلطيق من مياه المجاري والنفايات الصناعية السائلة من الأنهار في ألمانيا الشرقية سابقا. وأعلنت الحكومة في ظل حكم المستشار غيرهارد شرودر نيتها وضع حد لاستخدام الطاقة النووية لإنتاج الكهرباء. تعمل ألمانيا على الوفاء بالتزاماتها في الاتحاد الأوروبي في مجالات الحفاظ على المحميات الطبيعية والحيوانات المهددة بالانقراض في الاتحاد الأوروبي. الأنهار الجليدية في ألمانيا في منطقة جبال الألب معرضة للخطر. المخاطر الطبيعية مثل فيضانات الأنهار في فصلي الربيع والرياح العاصفة تحدث في جميع المناطق.

## النظام السياسي

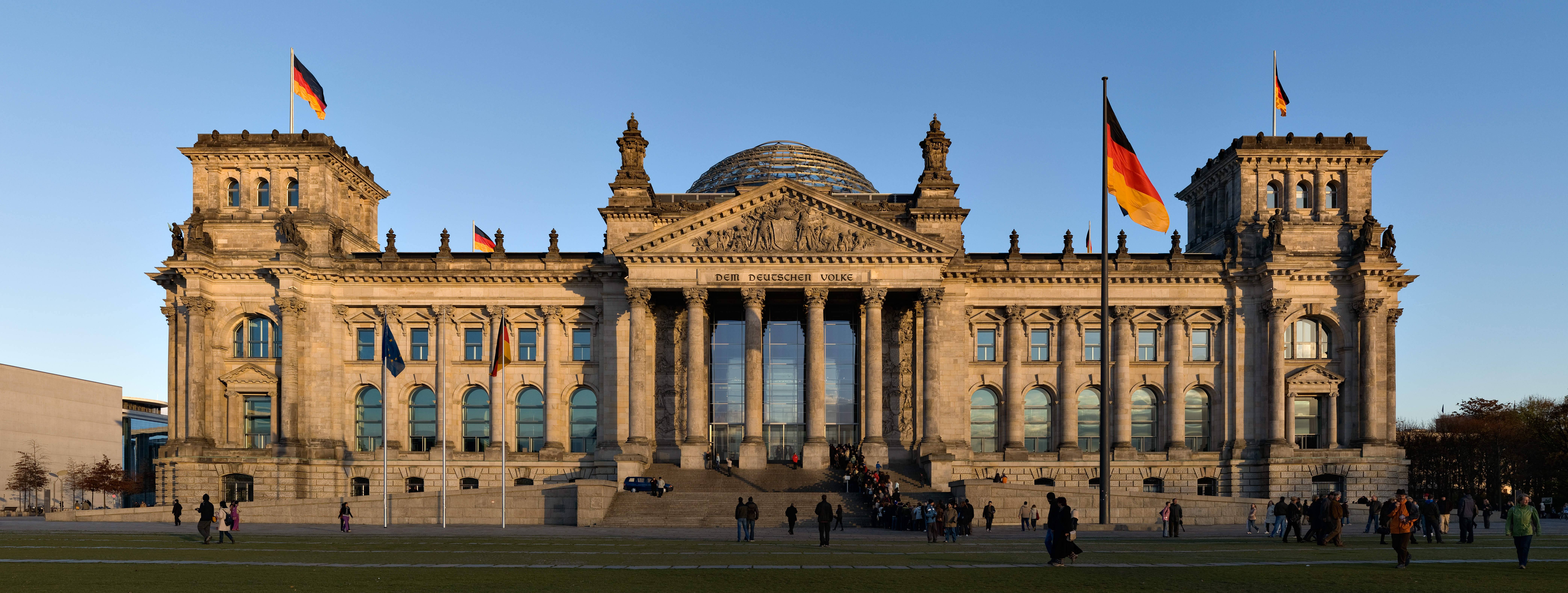
مبنى البرلمان «البوندستاغ» برلين (وكان اسمه الرايخستاغ قبل الحرب).

حسب المادة 20 من الدستور تعدّ ألمانيا جمهورية، فيدرالية، برلمانية ديمقراطية تمثيلية. يقوم النظام السياسي في ألمانيا على دستور تم وضعه في 1949 يسمى بالقانون الأساسي، وقد اختيرت كلمة القانون الأساسي عوضاً عن الدستور كناية عن نية واضعيه آنذاك بأنه سيتم استبداله بدستور أفضل حينما يتم توحيد ألمانيا مجدداً.
أي تعديل على القانون الأساسي يحتاج أغلبية الثلثين من كلا غرفتي البرلمان؛ والمبادئ الأساسية للدستور تنص على ضمان كرامة الإنسان والفصل بين السلطات والنظام الفيدرالي وسيادة القانون. وخلافاً لرغبة واضعي القانون الأساسي فقد ظل الدستور كما هو بعد إعادة توحيد ألمانيا عام 1990 مع بعض التعديلات الطفيفة.

### الحكومة

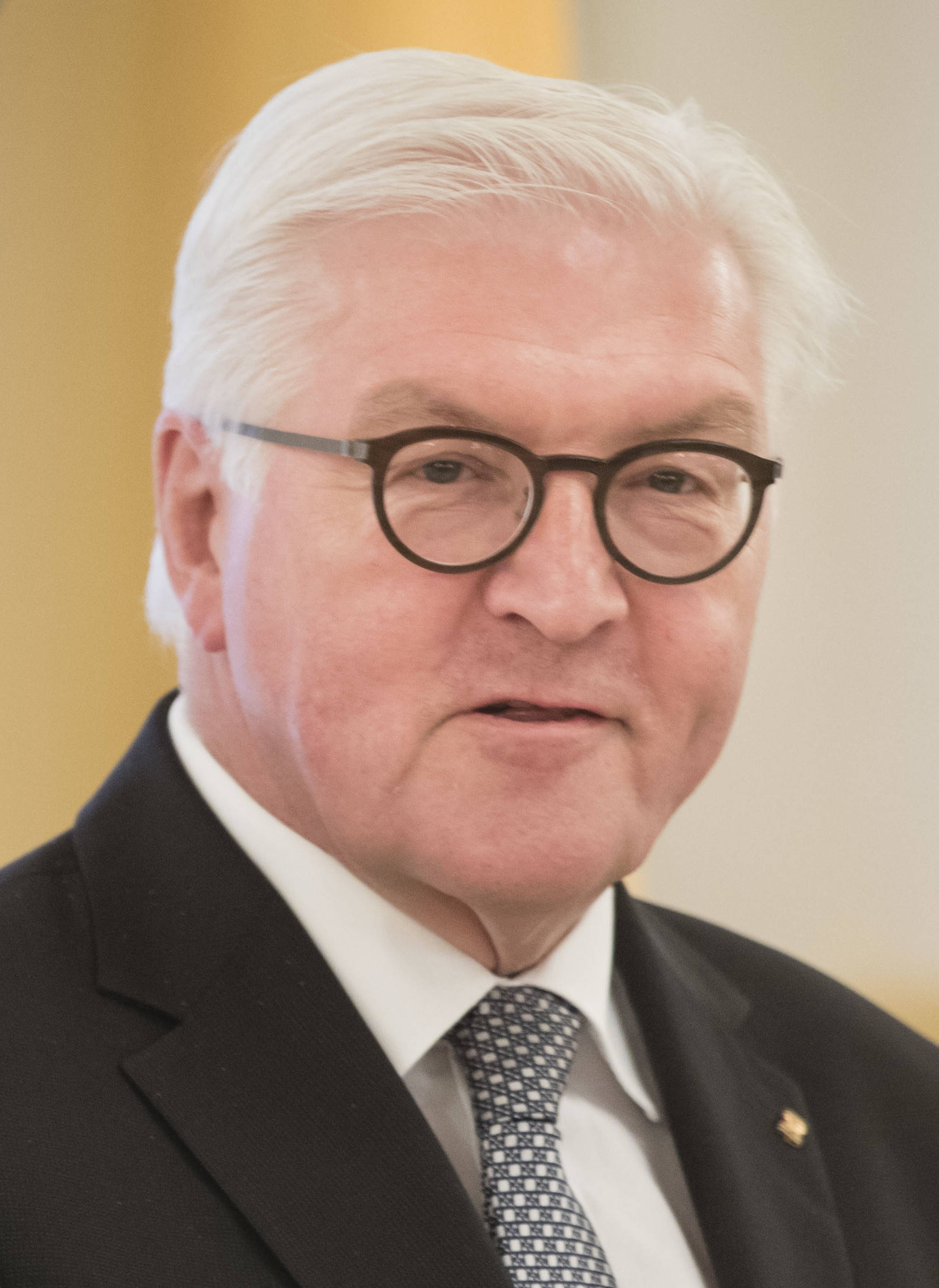
فرانك-فالتر شتاينماير، الرئيس الألماني منذ عام 2017

الرئيس، هو قائد الدولة ويتمتع بصلاحيات وسلطات تمثيلية أولية. يتم انتخاب الرئيس من قبل المؤتمر الفيدرالي، وهو مؤسسة تشمل أعضاء البرلمان (البوندستاغ) وعدد مماثل من مجالس الولايات («البوندسرات») وعدد من المواطنين المشهور لهم بالاحترام والتقدير.
ثاني أعلى منصب رسمي حسب ترتيب الأسبقية الألماني هو رئيس البوندستاج ويتم انتخابه من قبل أعضاء البوندستاج وهو مسؤول عن الإشراف على الجلسات اليومية للبرلمان.
ثالث أعلى المناصب الرسمية ورئيس الحكومة هو «المستشار» وهو رئيس تآلف من حزب أو أحزاب لتكوين الحكومة، ويقوم بأداء القسم أمام رئيس البوندستاج. يمكن إقالة المستشار بالتصويت على حجب الثقة عليه من قبل البوندستاج، حيث يتم انتخاب خليفة للمستشار في نفس الوقت.
المستشار الحالي أولاف شولتس هو رئيس الحكومة ويمارس سلطاتها التنفيذية، بشكل مماثل لرئيس الوزراء الموجود في النظام البرلماني في الدول الديمقراطية. الهيئة التشريعية الفيدرالية مخولة للبرلمان المتكون من البوندستاج والمجلس الفيدرالي، اللذين معاً يمثلان نموذجا فريدا للسلطة التشريعية. يتم انتخاب البوندستاج (البرلمان) بالانتخابات المباشرة ذات التمثيل النسبي. أعضاء البوندسرات (مجلس الولايات) يمثلون حكومات 16 ولاية فيدرالية وهم أعضاء الحكومات المحلية. ويحق لحكومة الولاية الممثلة أن تعين أو تعفي ممثليها في أي وقت.
منذ 1949، ظل الاتحاد الديمقراطي المسيحي والحزب الديمقراطي الاجتماعي الألماني مسيطرين على النظام الحزبي كون كل المستشارين كانوا أعضاء أحد هذين الحزبين. مع ذلك، الحزب الديمقراطي الحر الليبرالي الأصغر حجما (الذي كان لديه أعضاء في البوندستاج منذ 1949)، وحزب الخضر الألماني (الذي لديه مقاعد في البرلمان منذ 1983) قد لعبا ادوارا مهمة عن طريق كونهم الشريك الأصغر في حكومة ائتلافية.

### التقسيمات الإدارية
تتألف ألمانيا من 16 ولاية والتي يشار إليها كدول باعتبار ألمانيا دولة اتحادية (فِيدرالية). لكل ولايةٍ دستورها الخاص، ووزارتها الخاصة ويرأسها رئيس الوزارة، وتتمتع بحكم شبه ذاتيٍّ فيما يتعلق بتنظيمها الداخلي.  تختلف هذه الولايات بسبب الاختلافات في حجم السكان والتقسيم الجغرافي لا سيما فيما بين الولايات المدينية (ولايات المدن، وهي ثلاثة برلين وهامبورغ وبريمن)، والولايات الأكبر (بلدان منطقة). لأغراض إدارية إقليمية خمس ولايات، وهي ولاية بادن فورتمبيرغ، بافاريا، هسن، شمال الراين وستفاليا وساكسونيا تتكون من مجموع الدوائر الحكومية 22 (المقاطعات). اعتباراً من عام 2017 تنقسم ألمانيا إلى 401 بلدية (منطقة)، تنقسم بدورها إلى 294 منطقة ريفية و107 منطقة حضرية، وبلغت في انتخابات 2117م 299 دائرة انتخابية.
| الولاية                | العاصمة  | المساحة (كم²) | السكان     |
| ---------------------- | -------- | ------------- | ---------- |
| بادن-فورتمبيرغ         | شتوتغارت | 35,752        | 10,717,000 |
| بافاريا                | ميونخ    | 70,549        | 12,444,000 |
| برلين                  | برلين    | 892           | 3,400,000  |
| براندنبورغ             | بوتسدام  | 29,477        | 2,568,000  |
| بريمن                  | بريمن    | 404           | 663,000    |
| هامبورغ                | هامبورغ  | 755           | 1,735,000  |
| هسن                    | فيسبادن  | 21,115        | 6,098,000  |
| ميكلينبورغ-فوربومرن    | شفيرين   | 23,174        | 1,720,000  |
| ساكسونيا السفلى        | هانوفر   | 47,618        | 8,001,000  |
| شمال الراين - وستفاليا | دوسلدورف | 34,043        | 18,075,000 |
| راينلاند - بالاتينات   | ماينز    | 19,847        | 4,061,000  |
| سارلاند                | ساربروكن | 2,569         | 1,056,000  |
| ساكسونيا               | دريسدن   | 18,416        | 4,296,000  |
| سكسونيا-أنهالت         | ماغدبورغ | 20,445        | 2,494,000  |
| شليسفغ هولسشتاين       | كييل     | 15,763        | 2,829,000  |
| تورنغن                 | إرفورت   | 16,172        | 2,355,000  |

### القوات المسلحة

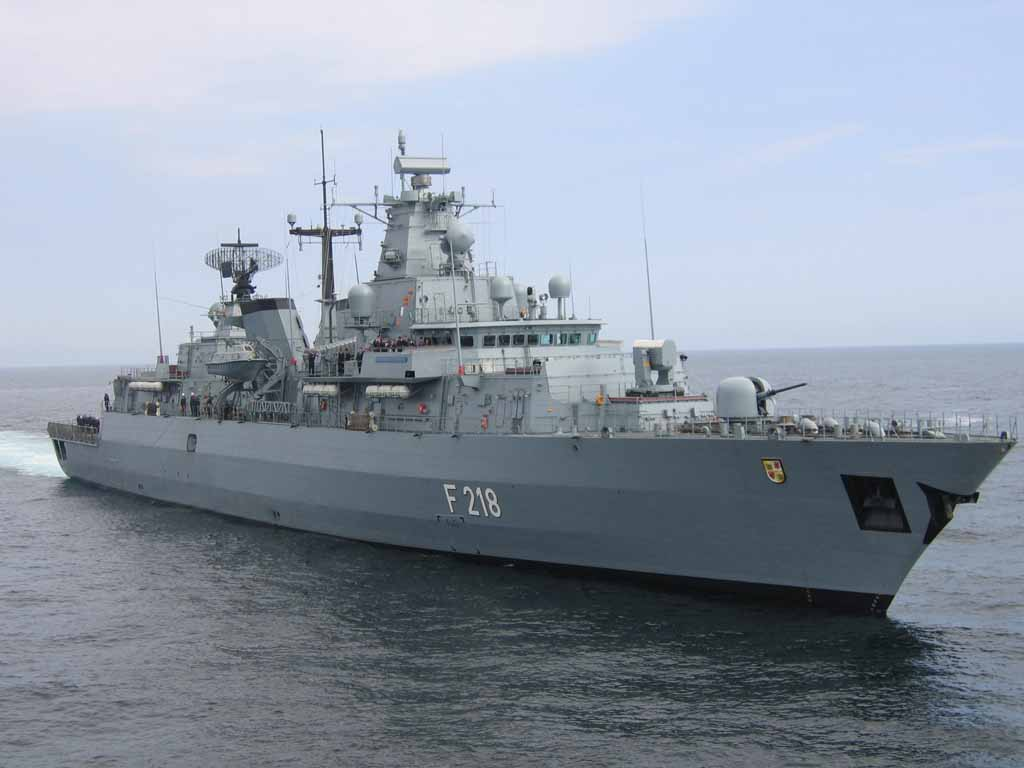
البحرية الألمانية الفرقاطة

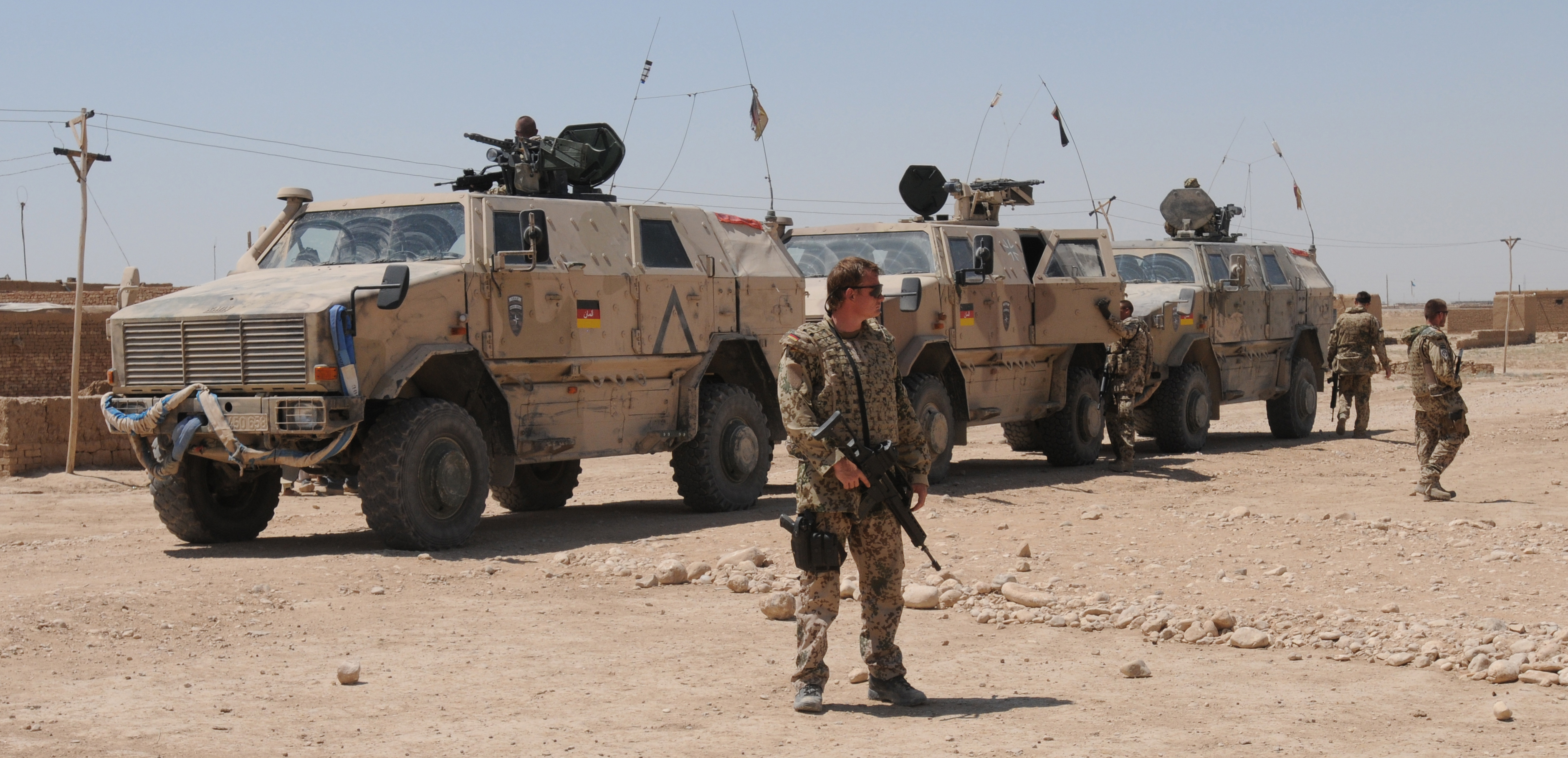
الجيش الألماني الجنود في أفغانستان (2009).

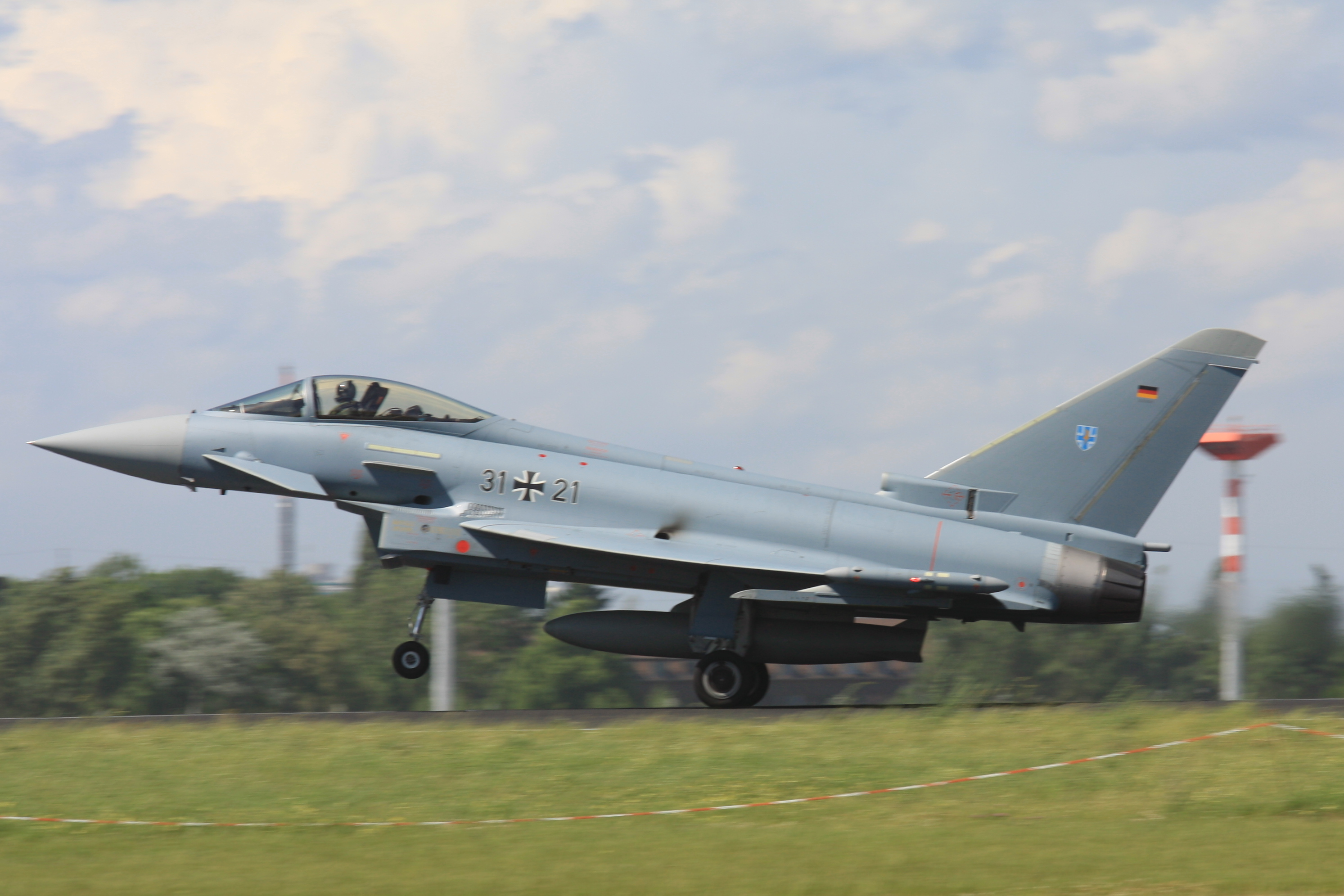
فتوافا ييوروفايتر ت ايفون (ذات المقعد الواحد نسخة)

تنقسم القوات المسلحة الألمانية إلى فير (الجيش الألماني وقيادة القوات الخاصة) والبحرية الألمانية وسلاح الجو الألماني والخدمة الطبية المشتركة وخدمة الدعم المشترك. اعتبارا من عام 2018، يقدر الإنفاق العسكري بحوالي 1.2% من الناتج المحلي الإجمالي للبلاد، ومن حيث القيمة المطلقة تأتي النفقات العسكرية الألمانية في المركز الثامن من حيث أعلى المعدلات في العالم. وفي وقت السلم، يأتمر الجيش الألماني بأمر وزير الدفاع، أما في حالة الحرب - والتي وفقا للدستور تكون فقط لأغراض دفاعية - يصير المستشار هو القائدالعام للقوات المسلحة.
طبقا لتقرير معهد ستوكهولم الدولي لأبحاث السلام، أتت ألمانيا في المركز الرابع من حيث تصدير السلاح على مستوى العالم في الفترة من 2014 إلى 2018.
اعتبارا من يناير 2021 يوظف الجيش الألماني 184,017 من الجنود المحترفين و80,698 من المدنيين. وهو ما يجعل الجيش الألماني من أكبر 30 جيشاً على مستوى العالم، والثاني على مستوى الاتحاد الأوروبي - بعد فرنسا - من حيث عدد المنتسبين إليه. وتعتزم ألمانيا زيادة عديد جيشها إلى 203,000 جندي بحلول عام 2025, وذلك ليتناسب العدد مع المهام الموكل إليه. يوصف الجيش الألماني في الدستور بأن هدفه الدفاع فقط، ولكن صدر حكم عام 1994 من المحكمة الدستورية الفيدرالية بأن الدفاع لا يعني فقط حماية الحدود، بل يشمل في صورته الكبرى الدفاع عن أمن ألمانيا في أي بقعة من بقاع العالم. اعتبارا من 2017 يوجد لدى الجيش الألماني 3900 جندي من قواته يتمركزون في البلدان الأجنبية كجزء من قوات حفظ السلام الدولية، بما في ذلك 980 في قوة ايساف التي يقودها حلف الأطلسي في أفغانستان وأوزبكستان و800 جندي ألماني في كوسوفو، و 300 جندي مع قوة الأمم المتحدة في لبنان.
حتى عام 2011، كانت الخدمة العسكرية إلزامية للذكور عند بلوغهم سن 18 عاماً، وهو ماتم تعليقه واستبداله بالخدمة التطوعية، ويكون ذلك على سبيل المثال في إدارة مكافحة الحرائق أو الصليب الأحمر[ ؟ ]. ومنذ مايو 2001 يسمح للمرأة بالخدمة في جميع وظائف الخدمة دون قيود، ولكنها لا تخضع للتجنيد. هناك حاليا من الجنود النساء عدد 23,066في الخدمة الفعلية بالإضافة إلى عدد آخر منهن في قوات الاحتياط.

### إنفاذ القانون

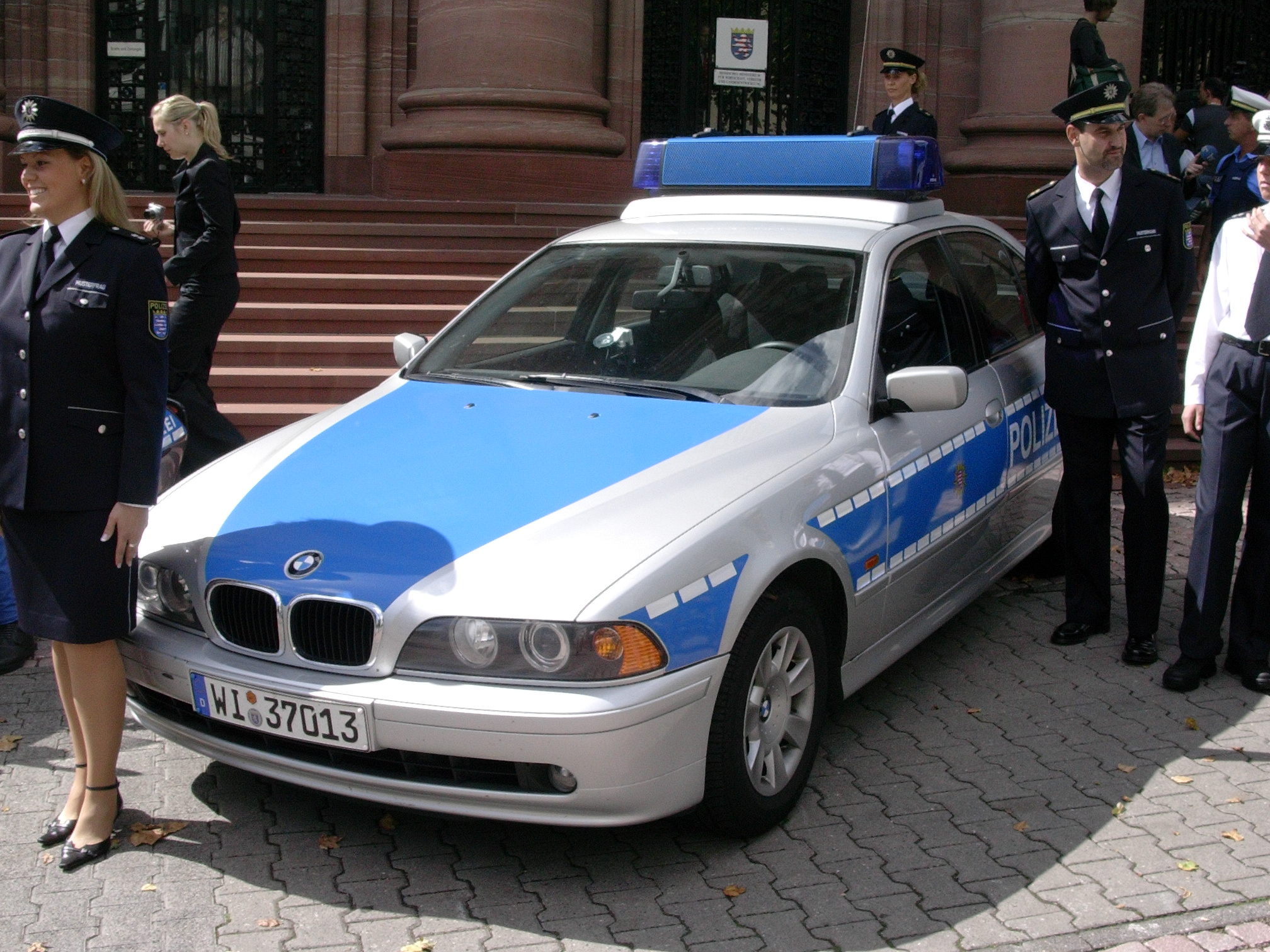
صورة سيارات الشرطة وأفراد الشرطة بالزي الرسمي في ألمانيا.

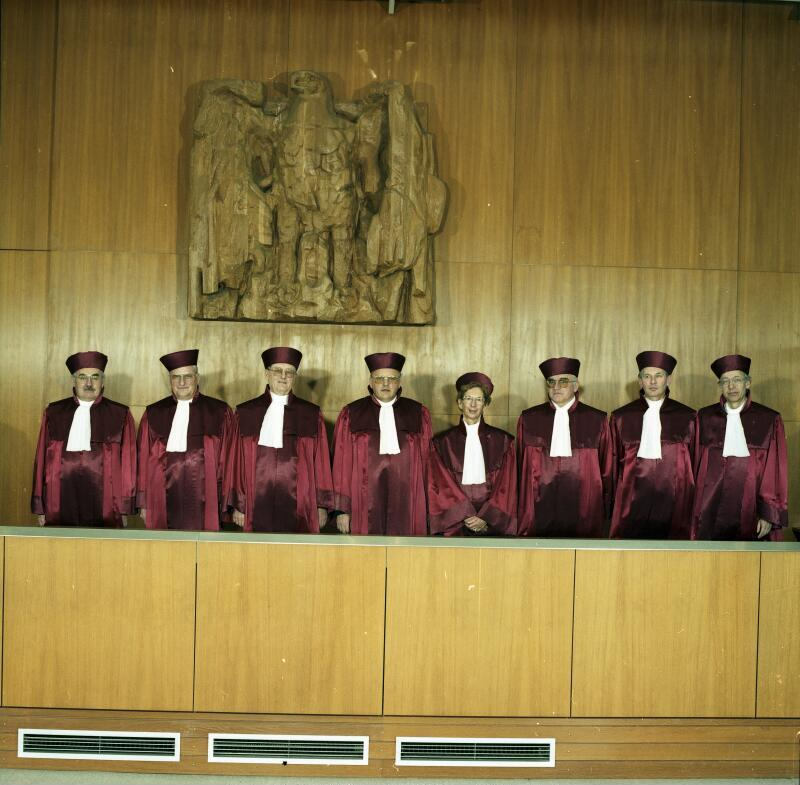
قضاة (المحكمة الدستورية الاتحادية) في كارلسروه في عام 1989.

ألمانيا لديها نظام القانون المدني على أساس القانون الروماني مع بعض الإشارات إلى القانون الجرماني. النظام القانوني الألماني هو نظام القانون الذي تأسس على المبادئ التي وضعها القانون الأساسي لجمهورية ألمانيا الاتحادية، على الرغم من أن العديد من أهم القوانين والأنظمة قد وضعت قبل الدستور عام 1949. وهو يتألف من القانون العام، الذي ينظم العلاقات بين المواطن/الشخص والدولة أو بين هيئتين للدولة (بما في ذلك القانون الجنائي) والقانون الخاص (القانون الخاص) الذي ينظم العلاقات بين شخصين أو الشركات والقانون الجنائي. فقد كان يخضع لمجموعة واسعة من التأثيرات من القانون الروماني.
والمحكمة الدستورية الألمانية (المحكمة الدستورية الاتحادية) هي المحكمة العليا الألمانية المسؤولة عن الأمور الدستورية، مع قوة المراجعة القضائية. وأعلى محكمة هي محكمة الاستئناف وهي المحكمة الاتحادية لتحقيق العدل، والشؤون الأخرى يتم نظرها أمام المحاكم الأخرى وهي محكمة العمل الاتحادية والمحكمة الاجتماعية الاتحادية والمحكمة المالية الاتحادية والمحكمة الإدارية الاتحادية.
ويسعى نظام العقوبات الألماني إلى تأهيل المجرم وحماية الجمهور. باستثناء الجرائم الصغيرة، التي تنظر من قبل قاض محترف واحد، والجرائم السياسية الخطيرة، تكون محاكمة جميع التهم أمام المحاكم المختلطة التي وضعت القاضي العادي (القضاء) الجالس جنبا إلى جنب مع القضاة المحترفين. وما زال الكثير من المسائل الأساسية للقانون الإداري في اختصاص الولايات.
ويوجد لالمانيا معدل جرائم قتل منخفض بنسبة 1,18 جريمة قتل لكل 100،000 نسمة في عام 2016. وفي عام 2018 انخفض المعدل الكلى الجرائم بالبلاد إلى أدنى مستوى له منذ عام 1992.

### العلاقات الخارجية

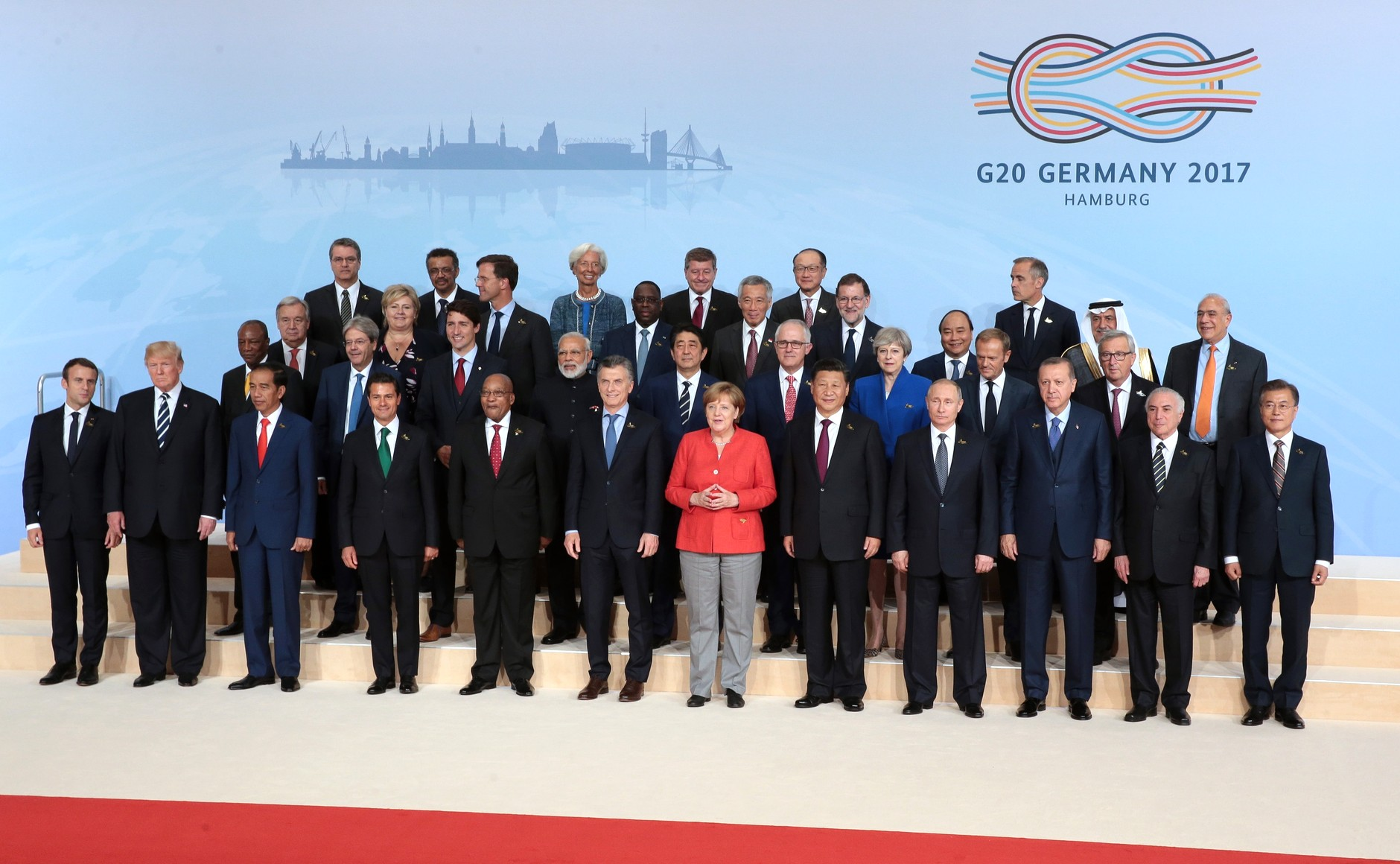
استضافت ألمانيا قمة مجموعة العشرين في هامبورغ خلال يومي السابع والثامن من شهر يوليو عام 2017

لدى ألمانيا شبكة متألفة من 227 بعثة دبلوماسية منتشرة في جميع أنحاء العالم. وترتبط بعلاقات مع أكثر من 190 دولة. وهي اعتبارا من عام 2011، أكبر مساهم مالي في ميزانية الاتحاد الأوروبي (حيث تقدم 20% من ميزانيته) وثالث أكبر المساهمين في تمويل الأمم المتحدة (حيث تقدم 8% من ميزانيته). ألمانيا عضو في حلف شمال الأطلسي (الناتو)، ومنظمة التعاون الاقتصادي والتنمية، ومجموعة الثماني، ومجموعة العشرين، والبنك الدولي وصندوق النقد الدولي. وقد لعبت ألمانيا دورا قياديا ومحوريا في الاتحاد الأوروبي منذ تأسيسه وحافظت على تحالفها القوي مع فرنسا وجميع البلدان المجاورة منذ عام 1990. تسعى ألمانيا للمضي قدما في إرساء سياسة ودفاع وجهاز أمني أوروبي أكثر توحدا.
إن سياسة التنمية التي تنهجها جمهورية ألمانيا الاتحادية تعد بحد ذاتها مجالا منفصلا مستقلا عن السياسة الخارجية الألمانية، حيث يقع على عاتق الوزارة الاتحادية للتعاون الاقتصادي والتنمية مهمة وضع وتشكيل هذه السياسة والتي تطبقها على أرض الواقع المنظمات المنفِذة. ترى الحكومة الألمانية في سياسة التنمية مسؤوليةً مشتركةً يتحملها المجتمع الدولي. وكانت ألمانيا ثالث أكبر مانح للمساعدات عالميا عام 2009 بعد الولايات الممتحدة وفرنسا.
وضعت حكومة المستشار غيرهارد شرودر عام 1999 تعريفا ذا أساس جديد للسياسة الخارجية الألمانية من خلال المشاركة في عملية صناعة القرار ضمن حلف شمال الأطلسي فيما يتعلق بحرب كوسوفو؛ حيث أقدمت ألمانيا على إرسال قوات إلى جبهة القتال في خطوة هي الأولى من نوعها منذ انتهاء الحرب العالمية الثانية عام 1945. يربط حكومتي ألمانيا والولايات المتحدة تحالف سياسي وثيق. وقد وضعت خطة مارشال عام 1948 والعلاقات الثقافية القوية رابطة قوية بين البلدين، على الرغم من أن شرودر كان من المعارضين لحرب العراق مما تسبب ببعض البرود النسبي في العلاقات الألمانية الأمريكية كما أن البلدين مترابطان إقتصاديا: 8.8٪ من الصادرات الألمانية متجهة إلى الولايات المتحدة و 6.6٪ من الواردات الألمانية تنبع من الولايات المتحدة.

## التركيبة السكانية

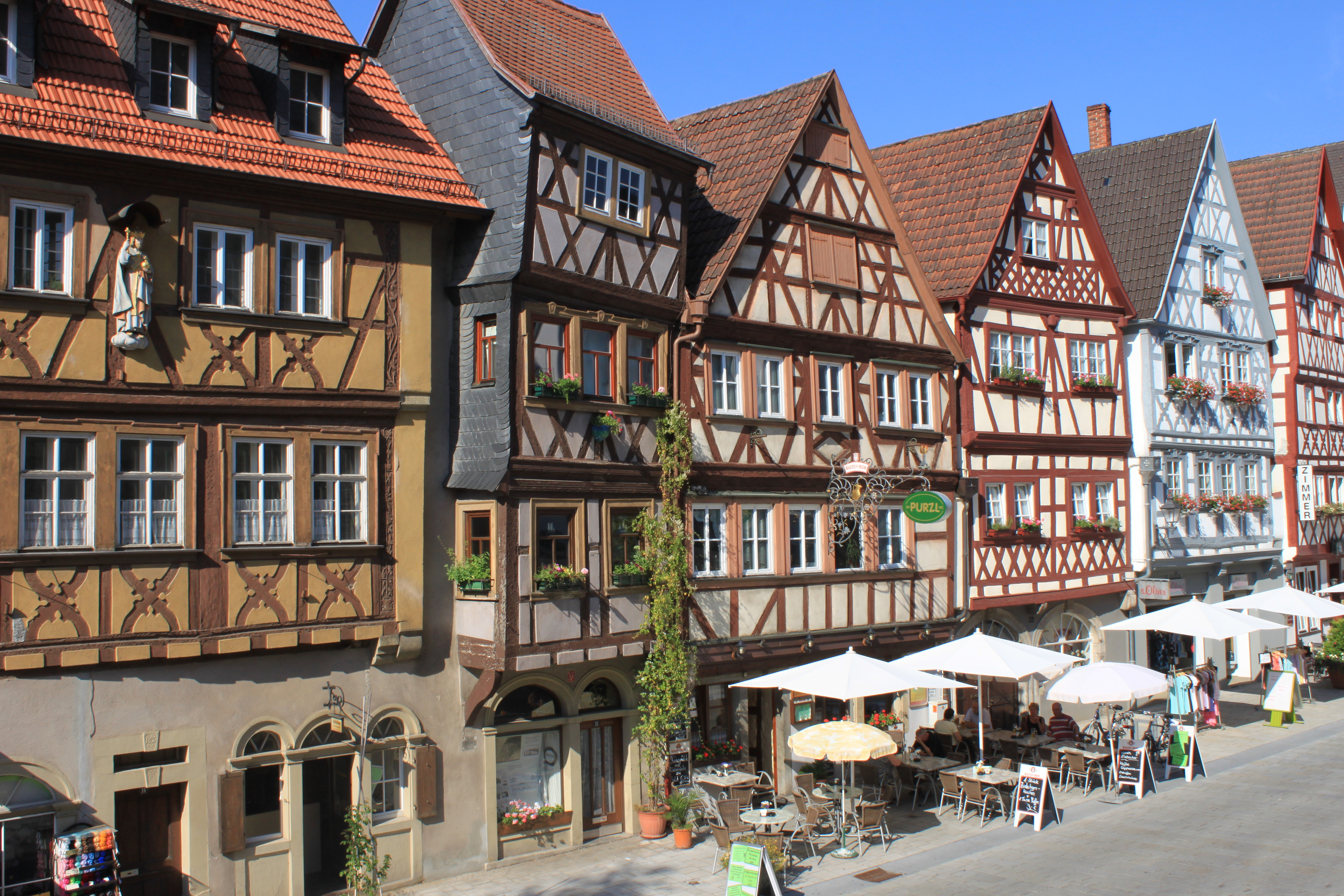
المباني التقليدية في ألمانيا.

يبلغ عدد سكان ألمانيا 83,4 مليون نسمة وفقًا لإحصائيات عام 2024، اطلع عليه بتاريخ 1 يونيو 2013.</ref> لتحتل ألمانيا المرتبة الأولى على مستوى الاتحاد الأوروبي من حيث عدد السكان والمرتبة الثانية على مجمل القارة الأوروبية بعد روسيا، وليكون ترتيبها التاسعة عشر عالميا بعدد السكان. يعدّ معدل الخصوبة الكلي لديها من أدنى المعدلات في العالم حيث يبلغ 1.41 طفل لكل امرأة (عام 2011)، ويتوقع المكتب الفيدرالي الألماني للإحصاء أن يتراجع عدد السكان إلى ما بين 65 و 70 مليون بحلول عام 2060 (65 مليون في حال كان عدد المهاجرين السنوي إليها 100,000 و70 مليون في حال كان عدد المهاجرين 200,000 سنوياً).

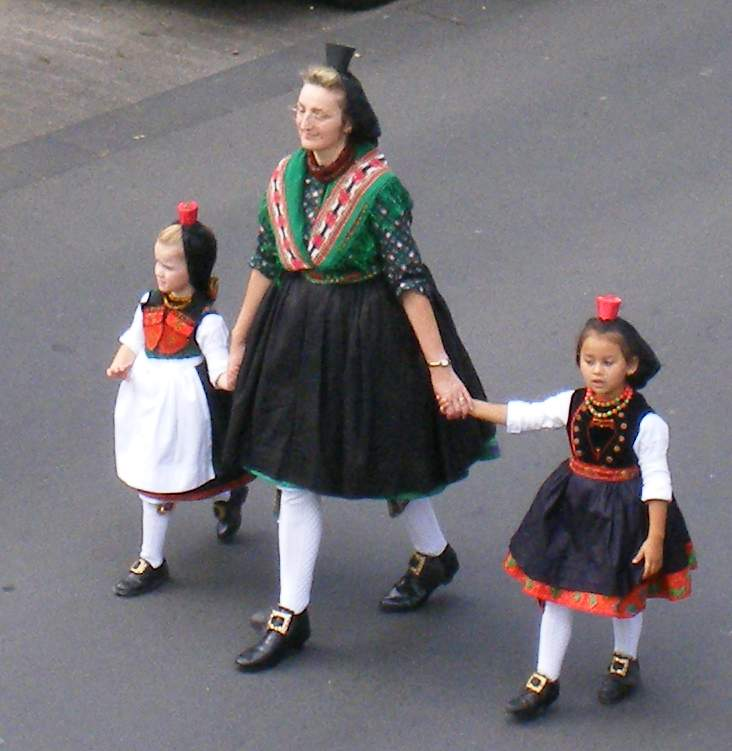
أزياء وطنية من شمال ألمانيا.

ألمانيا لديها العديد من المدن الكبيرة، أكثر المدن سكاناً هي: برلين، هامبورغ، ميونخ، كولونيا، فرانكفورت وشتوتغارت. انظر أيضاً قائمة المدن في ألمانيا بأكثر من 100,000 ساكن
يشكل الألمان الأغلبية حوالي 91% من السكان. في حين يشكل المهاجرون نسبة تفارب 9% من السكان، ويقارب عددهم 11 مليون نسمة بحسب مقال لوكالة رويترز وبحسب الوكالة فإن 1 لكل 8 من الالمان يعدّ من المهاجرين. ويقدر المكتب الفيدرالي الألماني للإحصاء أن أحد الوالدين على الأقل لحوالي 30% من الالمان بعمر 5 سنوات واقل مولود خارج ألمانيا.
في عام 2009، 20% من السكان لديهم جذور مهاجرة، وهي أعلى نسبة مسجلة منذ 1945. في 2008 كانت أكبر مجموعة من السكان لديها اصول مهاجرة كانت من تركيا بحوالي 2.5 مليون، وتاتي بعدها الاصول الإيطالية بحوالي 776,000 ثم البولندية بحوالي 687,000.
صندوق الأمم المتحدة للسكان ادرج ألمانيا بالمرتبة الثانية لأكبر الدول التي تستضيف المهاجرين في العالم بعد الولايات المتحدة الأمريكية، أي حوالي 5% أو 12 مليون من مجمل 242 مليون مهاجر في العالم.
من ناحية أخرى هناك أعداد كبيرة من السكان الذين يتحدرون من اسلاف الألمان موجودون في الولايات المتحدة (50 مليون)، البرازيل(5 مليون) وكندا (3 مليون).
المجموعات الإثنية في ألمانيا
فيما يلي إحصائية بأعداد المهاجرين وفقا لقائمة الدول حسب السكان المهاجرين إليها.
وتقسيمات المجموعات الإثنية لعام 2010:
| مجموعات إثنية                                 | %    | عدد السكان |
| --------------------------------------------- | ---- | ---------- |
| أوروبيون                                      | 88.0 | 70,593,332 |
| ألمان                                         | 80.7 | 64,737,294 |
| بولندا                                        | 2.0  | 1,604,394  |
| دول الاتحاد السوفيتي سابقة + يهود             | 1.7  | 1,363,735  |
| (أوروبيين من يوغوسلافيا واليونان)             | 3.6  | 2,887,909  |
| الشرق الأوسط                                  | 5.2  | 4,171,424  |
| أتراك                                         | 4.0  | 3,208,788  |
| أخرى (بشكل رئيسي عرب وفرس)                    | 1.2  | 962,636    |
| آسيويين                                       | 2.0  | 1,604,394  |
| أفارقة                                        | 1.0  | 802,197    |
| مختلط أو غير معروف                            | 2.0  | 1,604,394  |
| المجموعات الأخرى (بشكل رئيسي , تشمل أمريكيون) | 1.8  | 1,443,955  |
| إجمالي السكان                                 | 100  | 80,219,695 |

### المدن الكبرى
ألمانيا لديها عدد من المدن الكبيرة. هناك 11 منطقة حضرية معترف بها رسميا في ألمانيا. أكبر المجتمعات الحضرية هي منطقة الراين والرور (11.7 مليون في عام 2008)، بما في ذلك دوسلدورف (عاصمة ولاية شمال الراين وستفاليا)، كولونيا وبون، دورتموند، إيسن، دويسبورغ، وبوخوم. توجد في ألمانيا 82 مدينة يزيد عدد سكانها عن 100,000 نسمة.
| 1  | برلين     | برلين                  | 3,460,725 |
| 2  | همبورغ    | همبورغ                 | 1,786,448 |
| 3  | ميونخ     | ميونخ                  | 1,353,186 |
| 4  | كولونيا   | شمال الراين - وستفاليا | 1,007,119 |
| 5  | فرانكفورت | هسن                    | 679,664   |
| 6  | شتوتغارت  | بادن فورتمبيرغ         | 606,588   |
| 7  | دوسلدورف  | شمال الراين - وستفاليا | 588,735   |
| 8  | دورتموند  | شمال الراين - وستفاليا | 580,444   |
| 9  | إسن       | شمال الراين - وستفاليا | 574,635   |
| 10 | بريمن     | ولاية بريمن            | 547,340   |
| 11 | دريسدن    | ساكسونيا               | 523,058   |
| 12 | لبسيا     | ساكسونيا               | 522,883   |
| 13 | هانوفر    | سكسونيا السفلى         | 522,686   |
| 14 | نورنبيرغ  | بافاريا                | 505,664   |
| 15 | دويسبورغ  | شمال الراين - وستفاليا | 489,599   |
| 16 | بوخوم     | شمال الراين - وستفاليا | 374,737   |
| 17 | فوبرتال   | شمال الراين - وستفاليا | 349,721   |
| 18 | بون       | شمال الراين - وستفاليا | 324,899   |
| 19 | بيليفيلد  | شمال الراين - وستفاليا | 323,270   |
| 20 | مانهايم   | بادن فورتمبيرغ         | 313,174   |

### اللغات

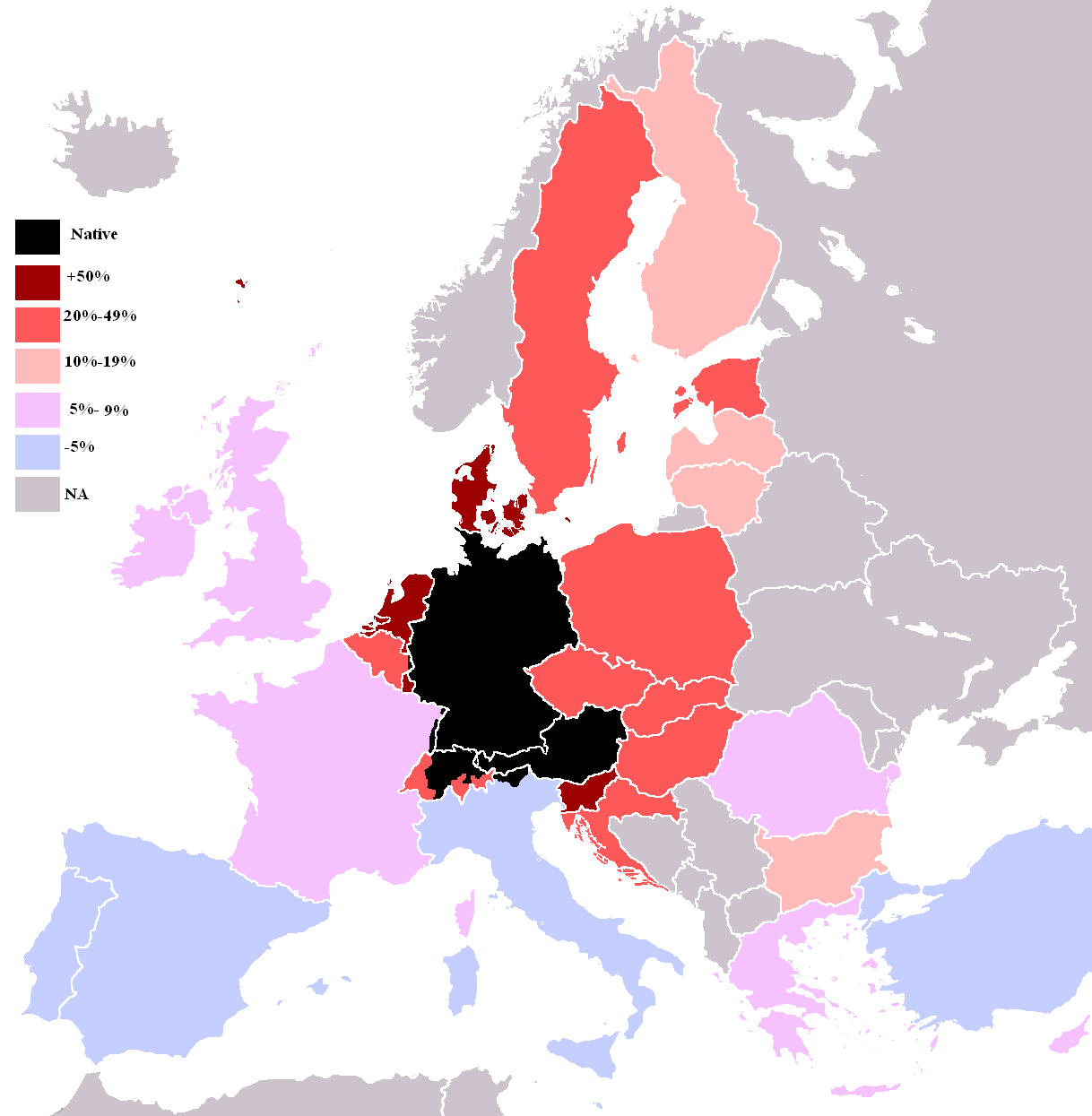
مدى معرفة اللغة الألمانية في دول الاتحاد الأوروبي إضافةً لتركيا وسويسرا وكرواتيا

اللغة الألمانية هي اللغة الرسمية والمستخدمة في ألمانيا. وهي إحدى اللغات الـ23 الرسمية في الاتحاد الأوروبي، واحد اللغات الثلاث المستخدمة في المفوضية الأوروبية مع الفرنسية والإنجليزية. اللغات الأخرى للأقليات في ألمانيا هي: الدنماركية، الصربية، الرومنية والفريزية. هذه اللغات معترف بها رسمياً من قبل الميثاق الأوروبي للغات الإقليمية ولغات الأقليات. اما أكثر اللغات المستخدمة من قبل المهاجرين في ألمانيا فهي: التركية، والسريانية والكردية والبولندية، واللغة البلقانية، والروسية.
في جميع أنحاء العالم، اللغة الألمانية هي اللغة الأم لحوالي 100 مليون شخص، إضافة إلى 80 مليون شخص يتحدث الألمانية كلغة ثانية. الألمانية هي اللغة الأم لما يقرب من 90 مليون شخص في الاتحاد الأروربي أي ما يوازي 18% من سكانه. 67% من الألمان يتحدثون لغة أخرى على الأقل إلى جانب الألمانية، بينما 27% يتحدثون لغتين اضافيتين.

### الدين

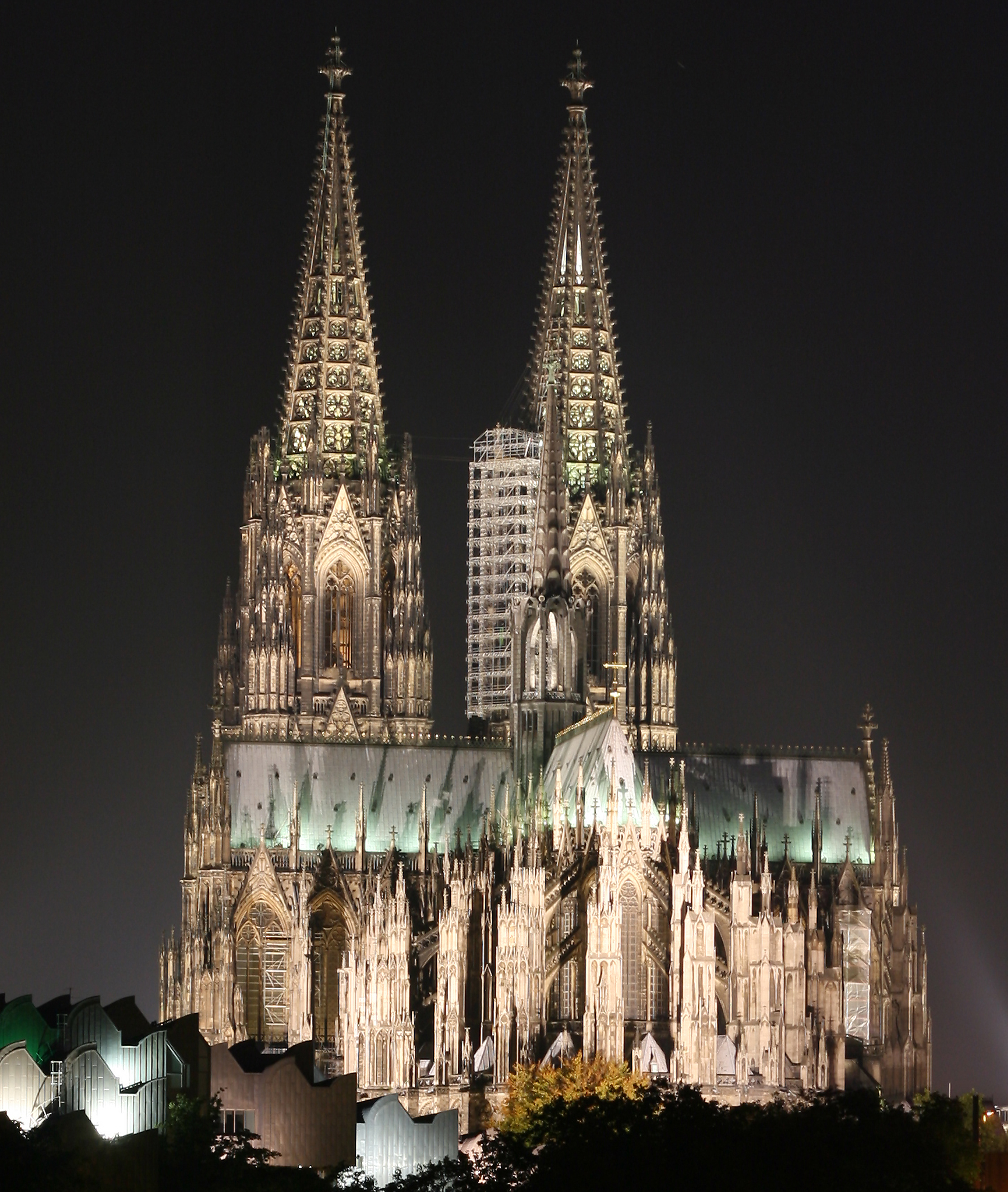
كاتدرائية كولونيا على نهر الراين تعدّ أحد مواقع التراث العالمي

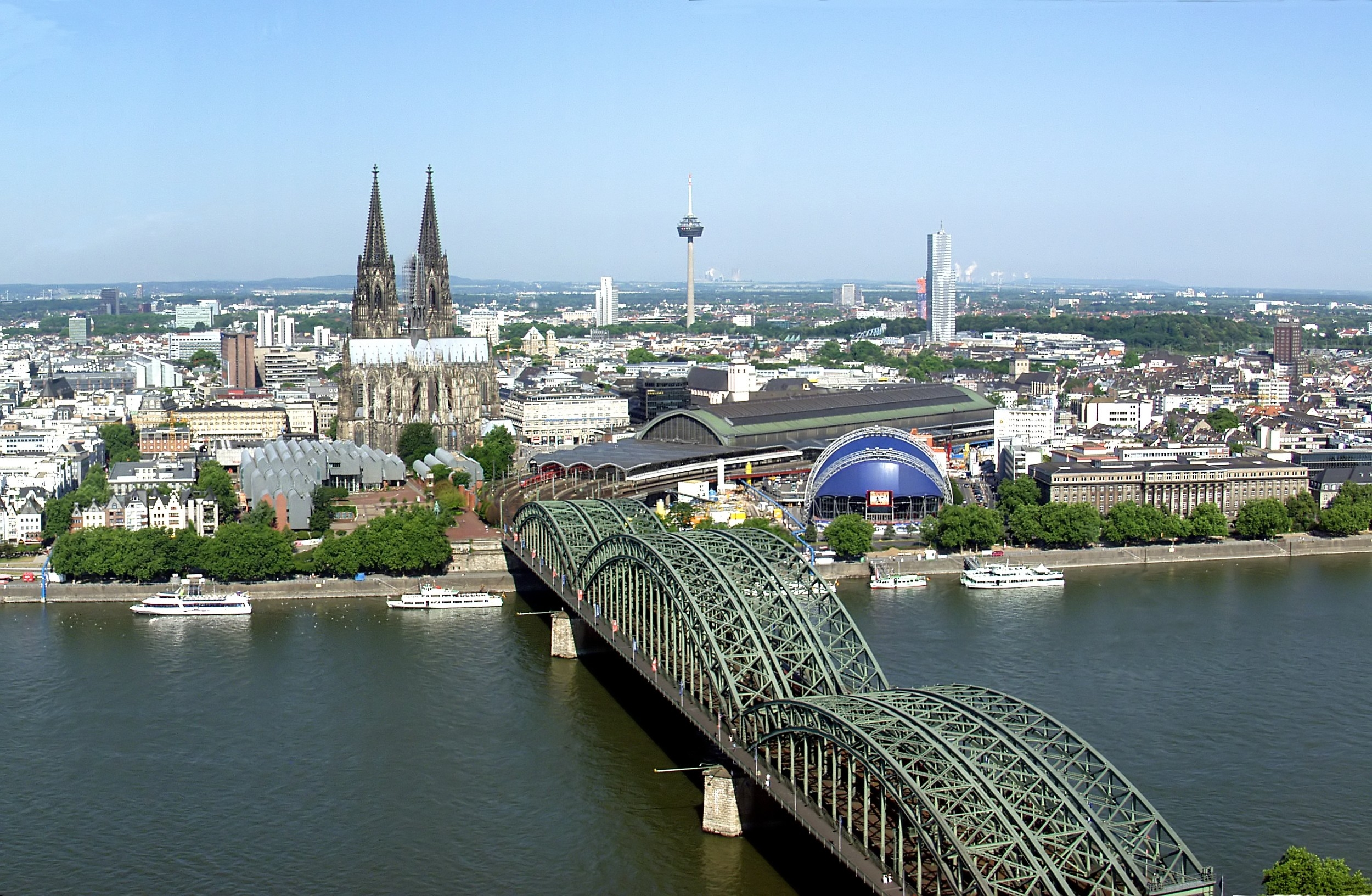
قنطرة كولونيا الشهيرة وخلفها الكاتدرائية.

عند تأسيسها في عام 1871، كان حوالي الثلثين في ألمانيا من البروتستانت والثلث كاثوليكي روماني، مع أقلية يهودية بارزة. توجد معتقدات أخرى في الدولة، لكنها لم تحقق أبداً أهمية ديموغرافية وتأثير ثقافي مماثل لهذه الإعتقادات الثلاثة. فقدت ألمانيا تقريبا كل الأقلية اليهودية خلال الهولوكوست. تغيرت البنية الدينية تدريجياً في العقود التالية لعام 1945 مع تنوع ألمانيا الغربية من خلال الهجرة كما أصبحت ألمانيا الشرقية لادينية بأغلبية ساحقة من خلال سياسات الدولة (إلحاد الدولة). استمرت الدولة في التنوع بعد إعادة التوحيد الألمانية في عام 1990، مع وجود تراجع كبير في التدين في جميع أنحاء ألمانيا وزيادة في البروتستانت الإنجيليين والمسلمين.
جغرافيًا، تتركز البروتستانتية في الأجزاء الشمالية والوسطى والشرقية من البلاد. معظمهم أعضاء في الكنيسة الإنجيلية الألمانية أو EKD، والتي تشمل اللوثرية، الكالفينية والنقابات الإدارية أو الطائفية لكل التقاليد التي يعود تاريخها إلى الاتحاد البروسي عام 1817. تتركز الكاثوليكية الرومانية في الجنوب والغرب.
وفقا للتعداد الألماني لعام 2011، تعدّ المسيحية أكبر ديانة في ألمانيا، حيث يعتنقها 66.8٪ من مجموع السكان. نسبة إلى مجموع السكان، أعلن 31.7٪ أنهم بروتستانت، بما في ذلك أعضاء الكنيسة الإنجيلية في ألمانيا (30.8٪) والكنائس الحرة (الألمانية: Evangelische Freikirchen) (0.9٪)، و31.2٪ أعلنوا أنفسهم من الكاثوليك. شكل المسيحيون الأرثوذكس 1.3٪، وكانت الديانات الأخرى تمثل 2.7 ٪. وفقا لأحدث البيانات من عام 2016، ادعت الكنيسة الكاثوليكية والكنيسة الإنجيلية على التوالي امتلاكهما 28.5 ٪ و 27.5 ٪ من السكان. فقدت كلتا الكنيستين الكبيرتين عددًا كبيرًا من الأتباع في السنوات الأخيرة.
في عام 2011، كان 33٪ من الألمان ليسوا منتمين لأي من الطوائف الدينية المعترف بها رسمياً ولها وضع خاص. كانت اللادينية في ألمانيا أقوى في ألمانيا الشرقية السابقة، التي اعتادت أن تكون بروتستانتية في الغالب قبل إلحاد الدولة، وكذلك في المناطق الحضرية الكبرى.
الإسلام هو ثاني أكبر دين في البلاد. في تعداد عام 2011، أعلن 1.9٪ من تعداد السكان (1.52 مليون شخص) دينهم الإسلام، لكن هذا الرقم يعدّ غير موثوق لأن عددًا ملحوظا من معتنقي هذا الدين (والأديان الأخرى، مثل اليهودية) استعملوا حقهم في عدم الإجابة على السؤال. تشير الأرقام الواردة من Religionswissenschaftlicher Medien - und Informationsdienst إلى وجود 4.4 إلى 4.7 مليون مسلم (حوالي 5.5 ٪ من السكان) في عام 2015. وجدت دراسة أجراها المكتب الاتحادي للهجرة واللاجئين أن عدد المسلمين ارتفع بين عامي 2011 و2015 بنسبة 1.2 مليون شخص، معظمهم بسبب الهجرة. معظم المسلمين هم من السنة والعلويين من تركيا، ولكن هناك عدد قليل من الشيعة، الأحمدية والطوائف الأخرى. ووفقا لمركز بيو سنة 2016، بلغ عدد المسلمين في ألمانيا حوالي 5 مليون شخص، ويمثلون نحو 6,1% من إجمالي السكان.
الديانات الأخرى التي تضم أقل من واحد في المائة من سكان ألمانيا هي البوذية التي تضم 270 ألف من الأتباع، واليهودية التي تضم 200 ألف، والهندوسية مع حوالي 100000 من الأتباع. لدى جميع الطوائف الدينية الأخرى في ألمانيا أقل من 50000 من الأتباع.

## البنية التحتية

### الطاقة

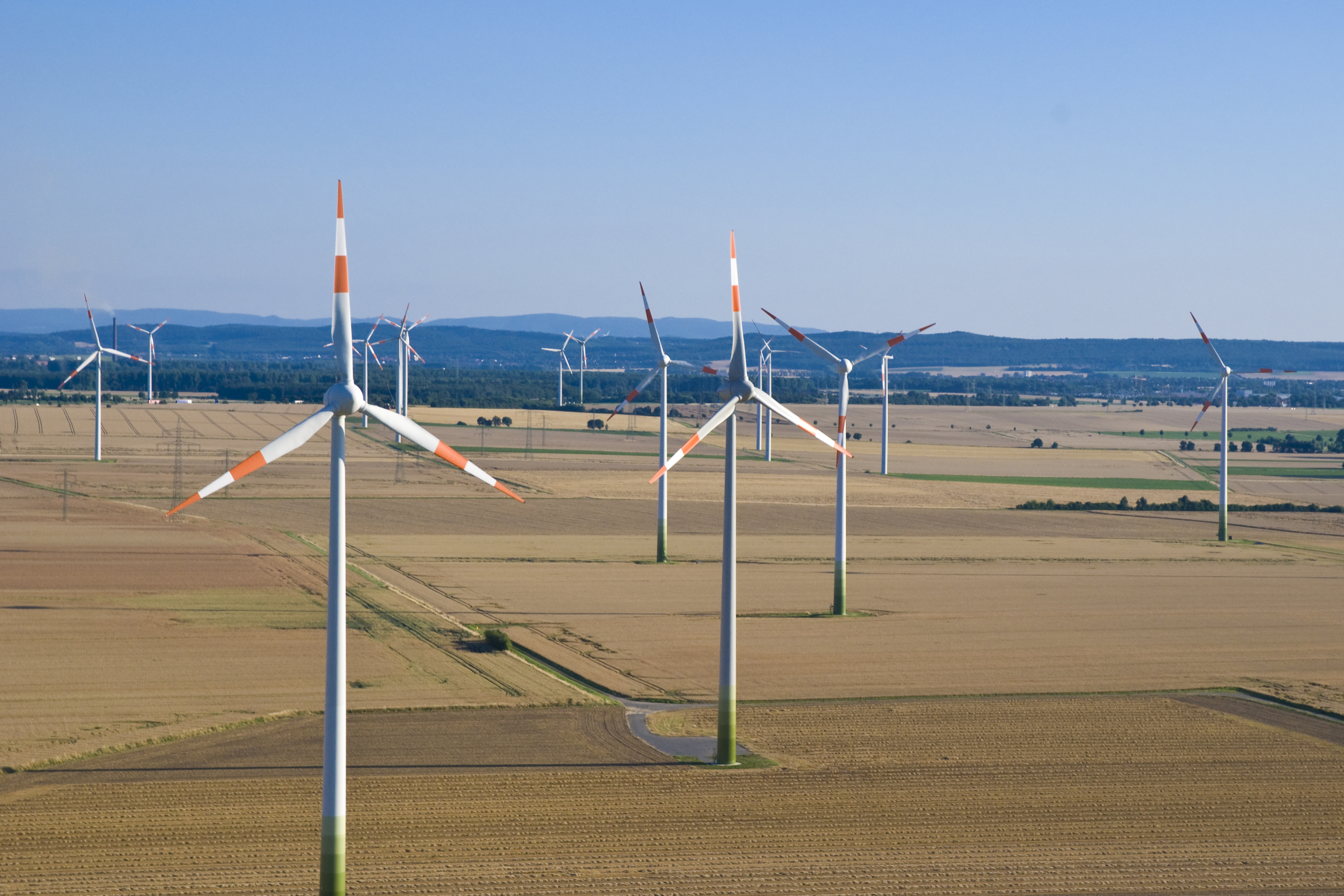
طاقة الرياح لإنتاج الطاقة الكهربائية في ألمانيا

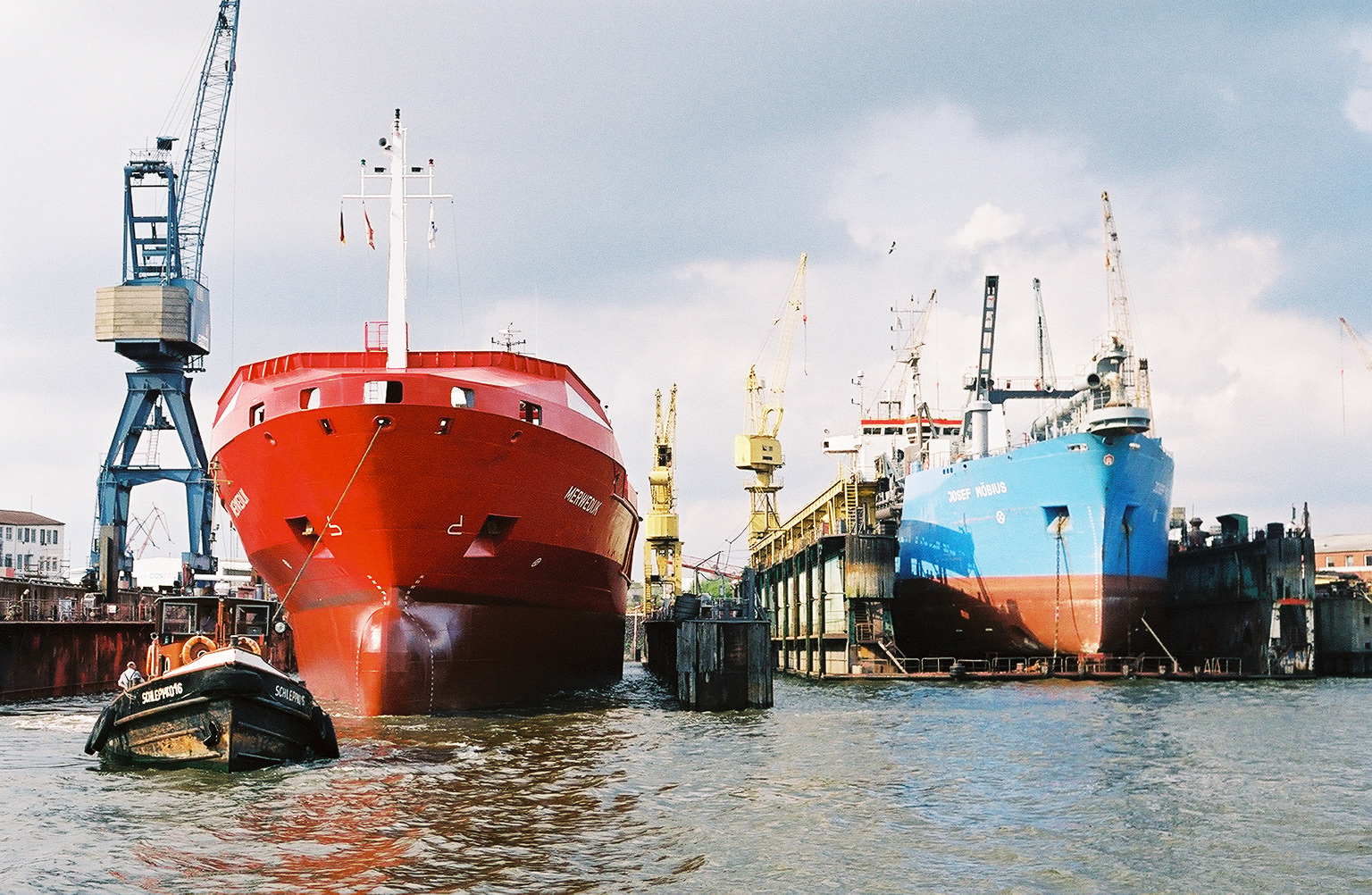
ميناء هامبورغ هو ثاني أكبر ميناء في أوروبا

في عام 2015 كانت ألمانيا سابع مستهلك للطاقة على مستوى العالم. كما أنها خامس أكبر مستهلك للنفط في العالم، واُستخدم النفط لإنتاج 34.4% من مجمل استهلاك الطاقة في 2018، بينما يأتي 23.7% من استهلاك ألمانيا للطاقة من الغاز. وتستورد ألمانيا أكثر من نصف احتياجاتها من الطاقة. ويأني معظم النفط المستورد من روسيا والنرويج والمملكة المتحدة. وقعت ألمانيا على إتفاقية باريس للمناخ والعديد من الاتفاقيات الأخرى الهادفة للحفاظ على التنوع الحيوي وتقليل انبعاثات الغازات وتحسين إدارة المياه. يعتبر معدل إعادة تدوير المخلفات المنزلية بألمانيا من بين أعلى المعدلات في العالم، إذ يصل إلى حوالي 65%.

### النقل والمواصلات

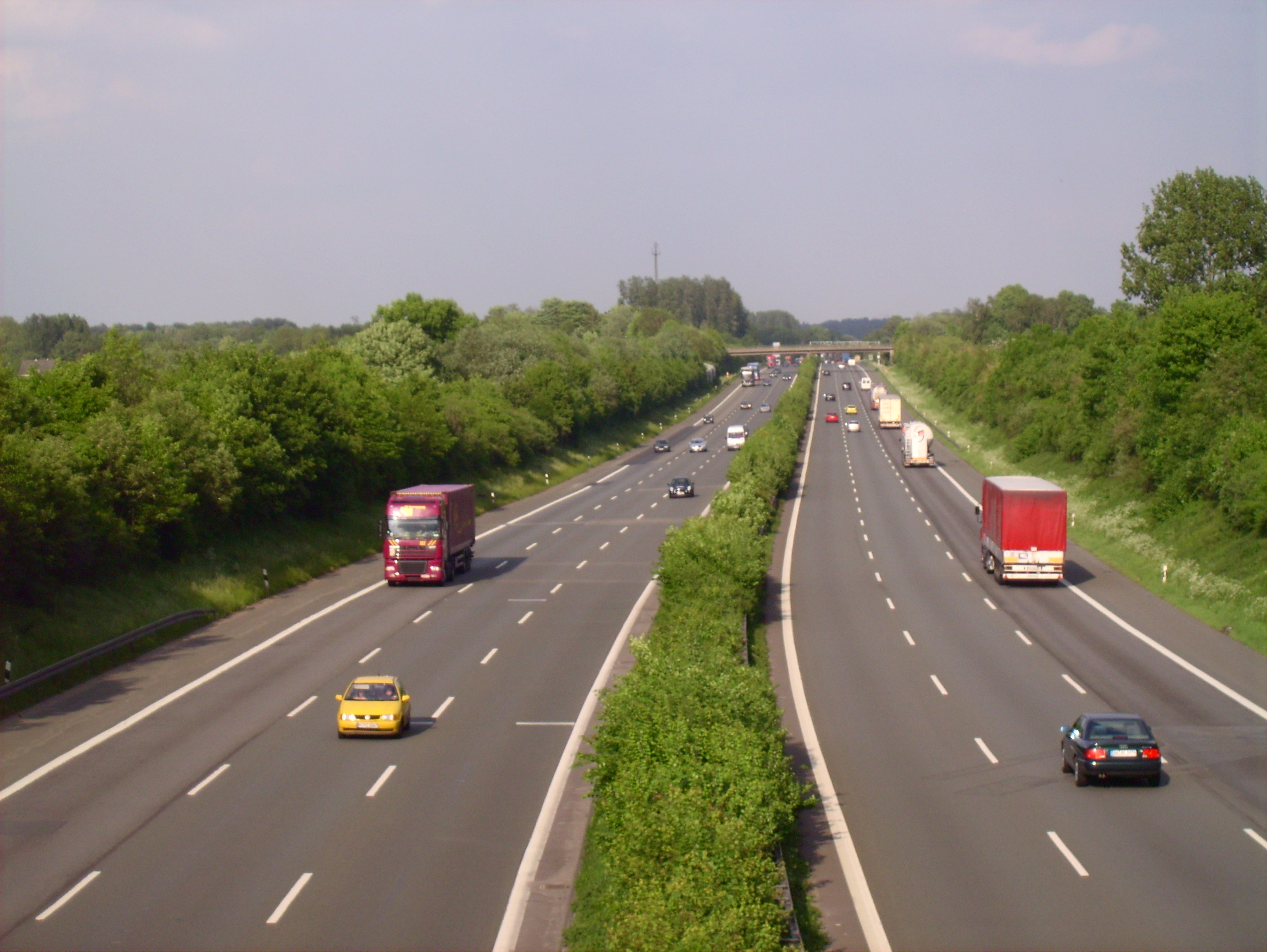
الطرق السريعة منتشرة في ألمانيا وتربط بين جميع المدن الكبيرة.

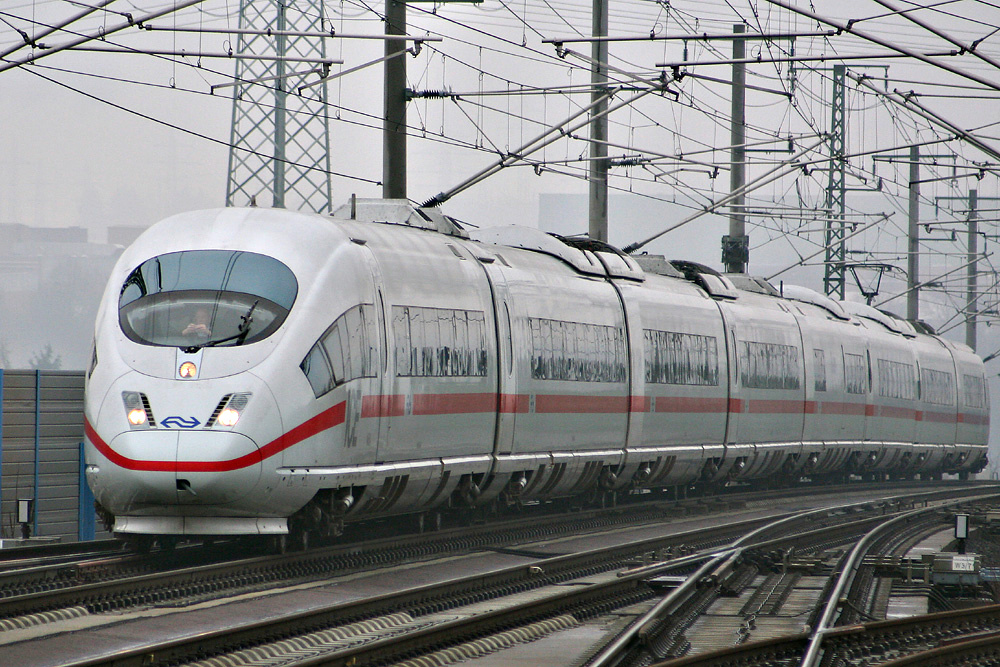
قطار فائق السرعة بين هامبورغ وميونيخ، يسير بالكهرباء.

بموقعها وسط القارة الأوروبية، تعتبر ألمانيا نقطة التقاء هامة وسط القارة، كما تعد شبكة طرقها من أكثر شبكات الطرق كثافة في أوروبا. يُشتهر طريقها السريع للسيارات بعدم وجود حدود للسرعة لأنواع معينة من السيارات التي تسير عليه. ولدى ألمانيا 650,000 كم من الطرق، منها 231,000 كم طرق غير محلية. يتم استخدام شبكة الطرق بكثافة إذ تم قطع قرابة 2 تريليون كم بالسيارات عام 2005، بالمقارنة ب 70 مليار كم فقط بالسكك الحديدية و35 مليار كم بالطائرات. بلغت شبكة الطرق السريعة حوالي 12,966 كيلومتر (8,075 ميلاً) عام 2016، وهو ما يجعلها ضمن أكثر شبكات الطرق كثافة وطولاً على مستوى العالم ومع ذلك تعد الطرق السريعة أكثر أنواع الطرق أماناً، ففي عام 2012, على سبيل المثال، حازت 31% من إجمالي السفر على الطرق، بينما كانت الطرق السريعة مسئولة عن 11% فقط من وفيات الحوادث المرورية. القطار فائق السرعة والمعروف ب ICE يتنقل بين مدن ألمانيا الكبرى وكذلك المدن الكبرى للدول المجاورة وذلك بسرعات تصل إلى 300 كيلومتر (190 ميل) في الساعة. في عام 2014، بلغ طول السكك الحديدية 43,468 كيلومتراً، منها على الأقل 18,973 كيلومتراً تعمل بالكهرباء. أكبر مطارين بألمانيا هما مطار فرانكفورت ومطار ميونيخ. في عام 2013، كان ترتيب ألمانيا الخامس عالمياً في سوق السفر الجوي، بإجمالي 105,016,346 مسافراً. كما يعتبر ميناء ه  امبورج من أضخم 20 ميناءاً بالعالم.

## الاقتصاد

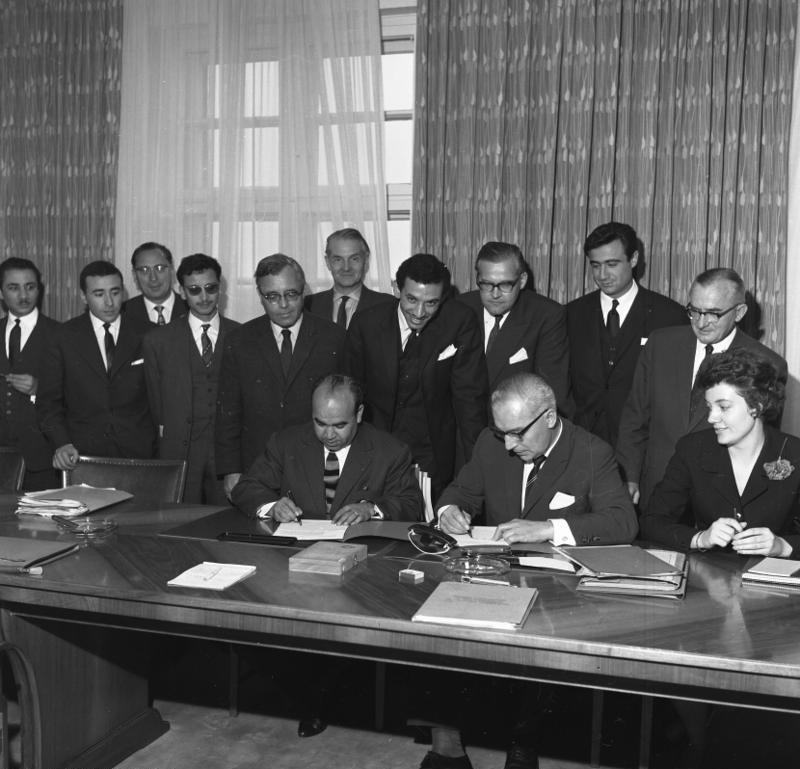
توقيع اتفاقية تجارية بين ألمانيا الغربية والمغرب، 15 أبريل 1961

لسوق الاجتماعي بالإضافة إلى أيدي عاملة ماهرة مع مستوى ضئيل من الفساد ومستوى عالي من الإبتكار. وهي المورد الثالث للسلع عالمياً، كما أن لديها الاقتصاد الأقوى أوروبياً، والرابع عالميا من حيث الناتج المحلي الإجمالي الإسمي، والخامس عالمياً من حيث الناتج الإجمالي (تعادل القوة الشرائية). متوسط دخل الفرد يصل إلى 121% من متوسط دخل الفرد بدول الاتحاد الأوروبي السبعة والعشرين الذي يبلغ 100%. يسهم القطاع الخدمي بنسبة 69% من الدخل العام، والقطاع الصناعي بنسبة 31% والقطاع الزراعي بنسبة 1% طبقاً لبيانات عام 2017. بلغ معدل البطالة 3.2% في يناير 2020، وهو رابع أدنى معدل للبطالة  في الاتحاد الأوروبي. تعد ألمانيا جزءاً من السوق الأوروبي الموحد، وهو ما يشمل 450 مليون مستهلك. في عام 2017, مثلت ألمانيا 28% من اقتصاد منطقة اليورو طبقاً لمنظمة النقد العالمية. اعتمدت ألمانيا العملة الأوروبية الموحدة (اليورو) عام 2002 والذي تُعتَمد ساساته النقدية عن طريق البنك المركزي الأوروبي، والذي تقع رئاسته في مدينة فرانكفورت.

### الشركات
من بين أكبر 500 شركة عالمية (حسب أرباح عام 2019,كما هو مدرج في دليل فورتشن غلوبال500)، يقع مقر 29 شركة منها في ألمانيا. هناك 30 شركة ألمانية مدرجة في مؤشر داكس، مؤشر سوق الأسهم الألمانية والذي يُدارُ عن طريق بورصة فرانكفورت. تشمل العلامات التجارية العالمية المعروفة مرسيدس بنز، بي ام دبليو، ساب إيه جي، فولكس فاجن، أودي، سيمنز، اليانز، أديداس، بورش، وشركة دي إتش إل.
ومن المعروف أن لألمانيا جزء كبير من المشاريع الصغيرة والمتوسطة المتخصصة، والمعروفة بالصناعات الوسيطة. حوالي 1،000 من هذه الشركات هم قادة السوق العالمية في القطاع ووصفت بالأبطال المختفين. وهذه الشركات هي التي جعلت اقتصاد مدينة برلين مزدهراً، حتى أنها أصبحت مركزاً عالميا ًللشركات الناشئة وأصبحت المكان الرئيسي للشركات التمويلية ذات رأس المال الاستثماري في الاتحاد الأوروبي.
وتشمل قائمة أكبر الشركات الألمانية من حيث الإيرادات في عام 2014:

ألمانيا هي جزء من الاتحاد النقدي، واليورو (الأزرق الداكن)، ومن السوق الداخلية (الاتحاد الأوروبي).

| الترتيب | الاسم                      | المقر الرئيسي    | حجم الأعمال (مليون. €) | المكسب (مليون. €) | عدد العاملين (في العالم) |
| ------- | -------------------------- | ---------------- | ---------------------- | ----------------- | ------------------------ |
| 1       | فولكسواجن                  | فولفسبورغ        | 108,897                | 4,120             | 329,305                  |
| 2       | مرسيدس                     | شتوتغارت         | 99,399                 | 3,985             | 272,382                  |
| 3       | سيمنس                      | ميونيخ/برلين     | 72,488                 | 3,806             | 398,200                  |
| 4       | للكهرباء أي أو أن          | دوسلدورف         | 68,731                 | 7,204             | 87,815                   |
| 5       | مترو، للغذاء               | دوسلدورف         | 64,337                 | 825               | 242,378                  |
| 6       | البريد (شركة)              | بون              | 63,512                 | 1,389             | 475,100                  |
| 7       | دويتشي تيليكوم، اتصالات    | بون              | 62,516                 | 569               | 241,426                  |
| 8       | كيمياء باسف                | لودفيجزهافن      | 57,951                 | 4,065             | 95,175                   |
| 9       | سيارات بي إم دبليو         | ميونيخ           | 56,018                 | 3,126             | 107,539                  |
| 10      | تيسين كروب (للحديد والصلب) | إسن[ ؟ ]/ديزبورج | 51,723                 | 2,102             | 191,350                  |

## البحوث العلمية

مركز أبحاث كارلسروه.

تُعَدُ الأبحاث العلمية والتطوير جزءاً لا يتجزأ من الاقتصاد الألماني. في عام 2018 احتلت ألمانيا المرتبة الرابعة من حيث عدد الأبحاث العلمية والهندسية المنشورة. تشمل مؤسسات الأبحاث في ألمانيا جمعية ماكس بلانك ومجموعة مراكز هلمهولتز الألمانية للبحوث العلمية وجمعية فراونهوفر، فضلاً عن مساهمة ألمانيا بالنصيب الأكبر في وكالة الفضاء الأوروبية. ظلت ألمانيا مهداً لبعض أبرز الباحثين في العديد من المجالات العلمية المتنوعة لا سيما علوم الفيزياء والرياضيات والكيمياء والهندسة. قبل الحرب العالمية الثانية، بلغ عدد جوائز نوبل التي حصل عليها العلماء الألمان أكثر من عدد جوائز نوبل التي حصل عليها علماء أي دولة أخرى، كما أنها كانت الدولة صاحبة الصدارة في العلوم الطبيعية. ألمانيا هي موطن العديد من المخترعين والمهندسين، مثل يوهان غوتنبرغ الذي اشتهر بكونه أول مخترع للطباعة في أوروبا وهانز غايغر، مخترع عداد غايغر وكونراد سوزة، باني أول كمبيوتر إلكتروني. توجد في ألمانيا ثلاثة مراكز للبحوث العلمية كبيرة تابعة للحكومة الفدرالية بنسبة 90% و 10% تصرفها الولاية على الأبحاث. تلك المراكز توجد في كارلسروه ومركز أبحاث يوليش ومركز أبحاث غيستهات، وهي تقوم بالبحوث في مجالات تكنولوجيا أعماق البحار، وتسخير طاقة الاندماج النووي، والطاقة النووية، وفيزياء الجوامد، والطاقة المتجددة. بالإضافة إلى ذلك توجد مراكز تتبع الحكومة الفدرالية بشكل كامل وتعمل في مجالات رئيسية تطبيقية مثل المصلحة الفدرالية للجيولوجيا والمناجم، والمصلحة الفدرالية لفيزياء الجوامد والمواد الخام، والمصلحة الفدرالية للطيران وطيران الفضاء، والمصلحة الفدرالية للمقاييس، وغيرها. وبالإضافة إلى ما تنفقه الحكومة المركزية على البحث العلمي، تقوم الصناعة والقطاع الخاص بمزاولة البحث العلمي التطبيقي. فتوجد معامل للبحوث تابعة للصناعات المختلفة بغرض ابتكار المنتجات وتطويرها، وكلها من القطاع الخاص، وتقوم بابتكارات في مجالات صناعة السيارات، وصناعة الدواء والمخصبات ومواد التنظيف، وصناعة الميكروبروسيسور، وصناعات استغلال الطاقة الشمسية وصناعة إنتاج الكهرباء من طاقة الرياح وغيرها.

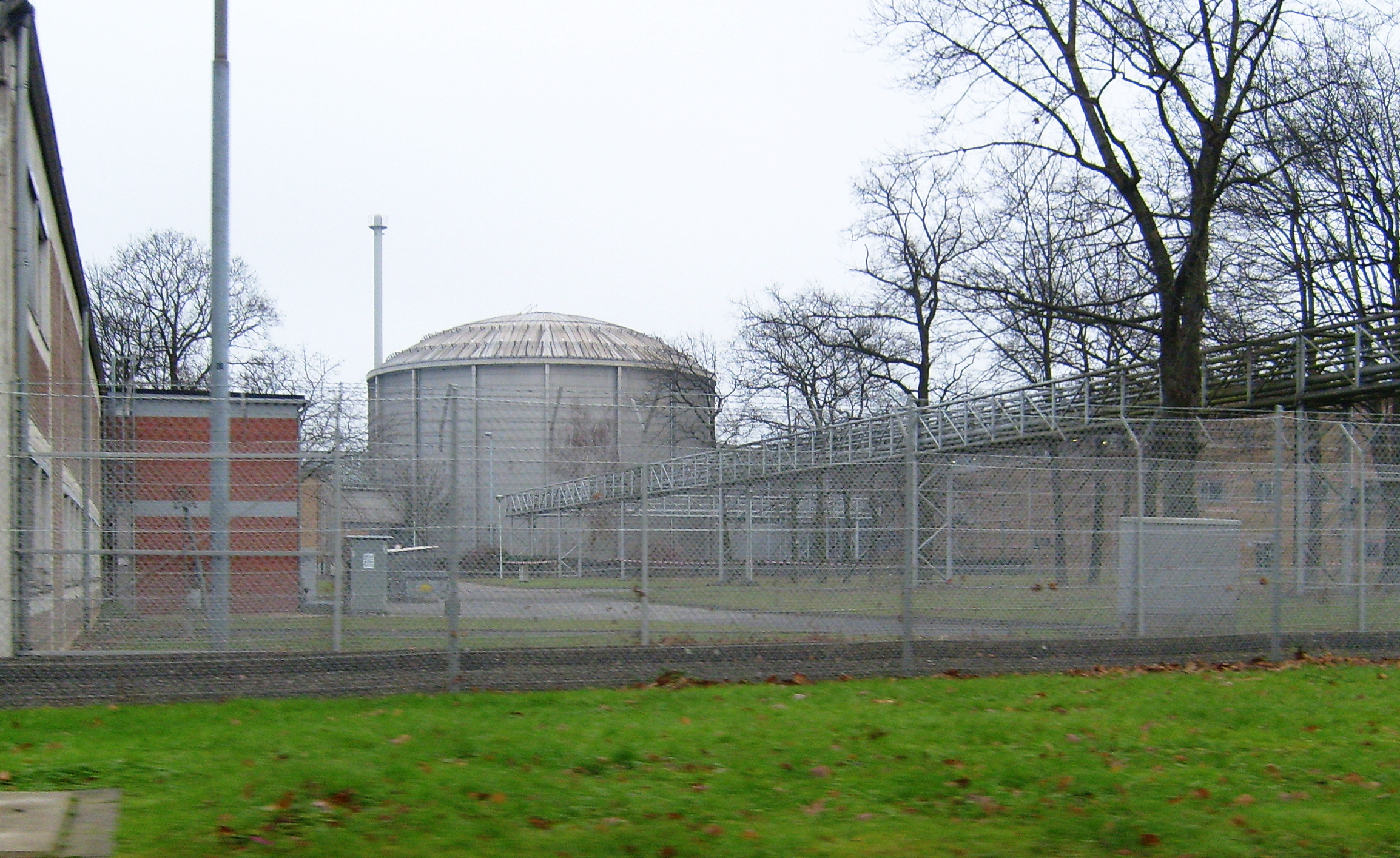
مفاعل 2 للبحوث النووية بمركز أبحاث يوليش.

تصرف الحكومة الفدرالية على البحث العلمي نحو 12 مليار يورو، وتصرف معامل البحوث التابعة للقطاع الخاص في مجالات الصناعات المختلفة نحو 11 مليار يورو سنويا. كما يوجد في ألمانيا بالقرب من هامبورغ معجل كبير «ديزي» للإلكترونات لبحوث الجسيمات الأولية، كما تشترك ألمانيا مع الدول الأوروبية الأخرى في مصادم الهادرونات الكبير الموجود تحت الأرض في سويسرا.
وبالنسبة إلى البحوث الفلكية فألمانيا أحد البلاد المشتركة في الوكالة الأوروبية لأبحاث الفضاء وتقوم بتشغيل مراصد فلكية في إسبانيا وشيلي علاوة على مراصد في ألمانيا. كما تقوم بأرسال مراصد فضائية على متن أقمار صناعية لرصد الأجرام السماوية التي تشع اشعة إكس وأشعة غاما مثل مرصد روسات الفضائي. كما تشارك بأجهزة على مسبارات الفضاء إلى القمر والمريخ بالاشتراك مع الولايات المتحدة والدول الأوروبية الأخرى.

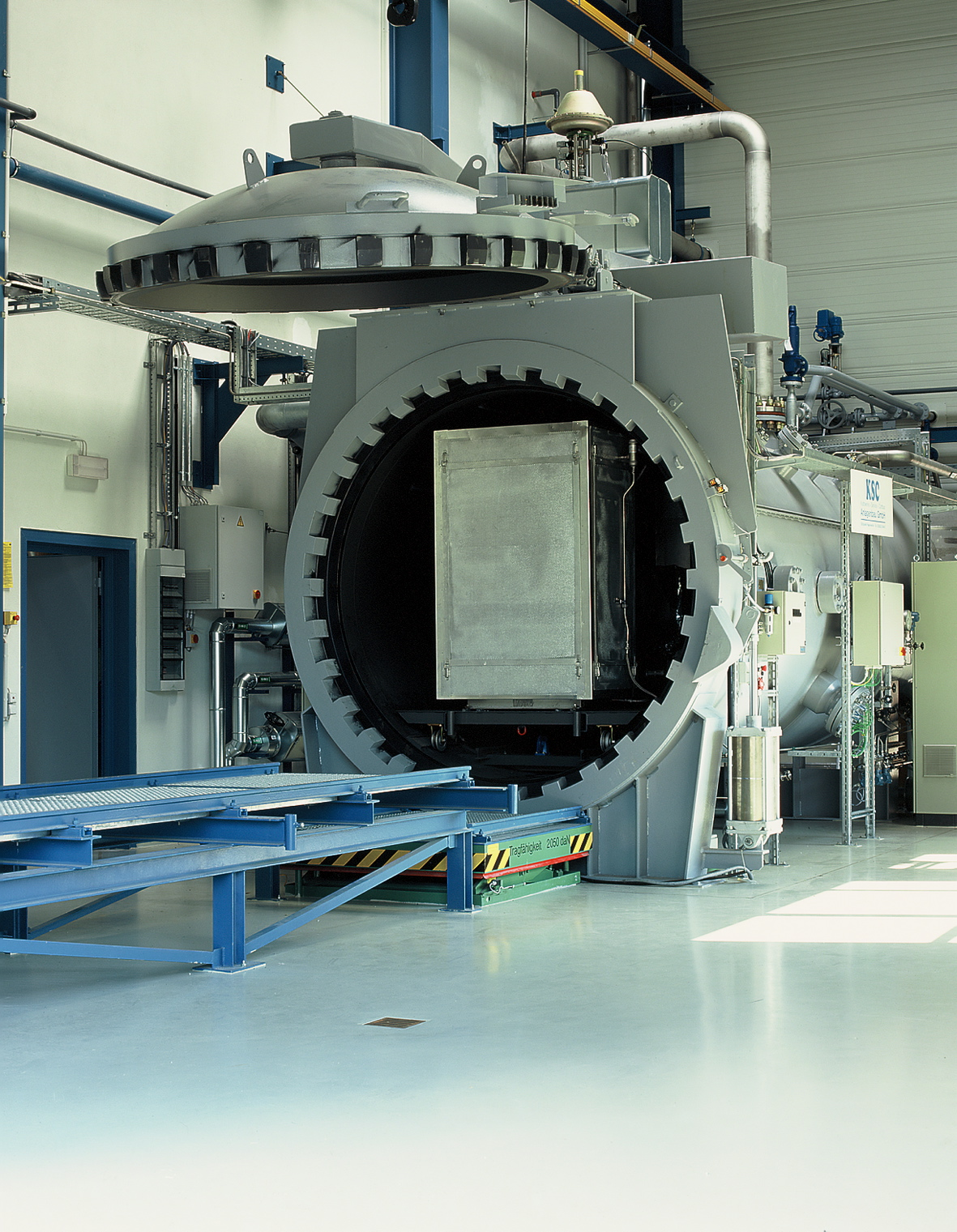
تجربة في مركز ابحاث دريسدن.

وهناك معامل البحوث التابعة للجامعات وتبحث في مجالات البحوث الأساسية، فتقدم ألمانيا مبني على استغلال البحوث وتطبيقها مباشرة على منتجات تباع في الأسواق. بذلك تحتفظ ألمانيا بالصدارة بين الدول في منتجاتها الصناعية وتصديرها في جميع أنحاء العالم.

### التعليم

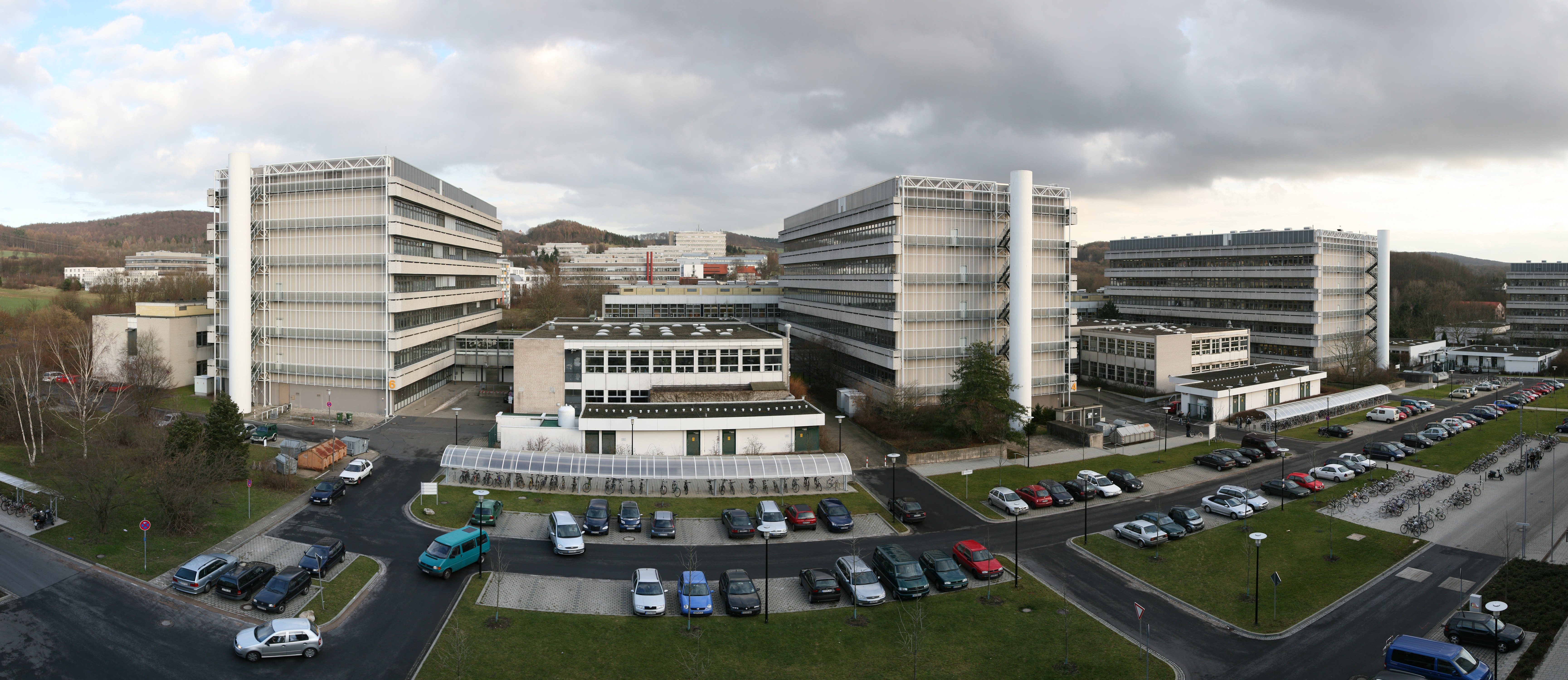
كلية العلوم الكيميائية بجامعة جوتنجن.

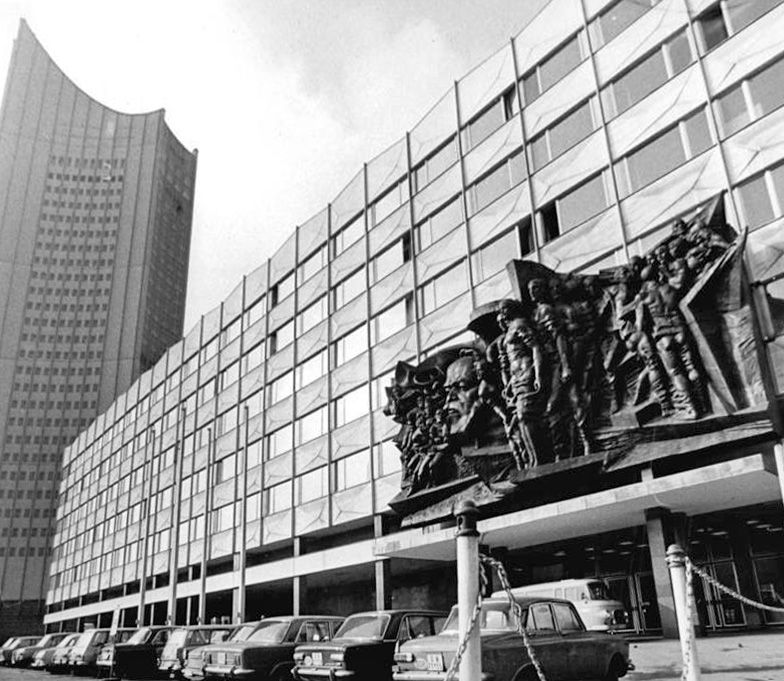
جامعة لايبزيج 1975، وكانت تسمى جامعة كارل ما

تُعَد مسئولية الإشراف على العملية التعليمية مهمة الولايات وليس الحكومة الإتحادية. التعليم في مرحلة حضانة الأطفال ما بين ثلاثة إلى ستة أعوام هو أمر اختياري، يكون بعده الذهاب للمدرسة إجبارياً لمدة تسع سنوات على الأقل. تستغرق المرحلة الابتدائية ما بين أربع إلى ست سنوات. ينقسم التعليم الثانوي إلى مسارات مختلفة بناءاً على رغبة الطلاب في إكمال تعليمهم أكاديمياً أم مهنياً. هناك نظام للتدريب المهني يسمى بالتأهيل المزدوج، والذي يقود إلى الحصول على شهادة مهارية والتي يمكن مقارنتها بالدرجة الأكاديمية. يسمح هذا النظام للطلبة المنتسبين له بالتدرب بإحدى الشركات بالتوازي مع التعلم في إحدى مدارس الولاية. هذا النموذج يتم الإقتداء به في العديد من دول العالم.  معظم الجامعات الألمانية مؤسسات عامة، يدرس فيها الطلاب عادة دون دفع أي مصاريف. الشرط العام للإلتحاق بالجامعة هو الحصول على شهادة الأبيتور وهي تعادل تقريباً الثانوية العامة مع وجود بعض الإختلافات. طبقاً لتقرير صادر عن منظمة التعاون الإقتصادي والتنمية عام 2014, تأتي ألمانيا المقصد الثالث عالمياً للطلاب على مستوى العالم. من بين جامعات ألمانيا بعض أقدم الجامعات على مستوى العالم، وتُعتَبر جامعة هايدلبرغ (التي تأسست عام 1386) الأقدم من بينها. أضحت جامعة هومبولت في برلين - التي تأسست عام 1810 بواسطة المصلح التعليمي الليبرالي فيلهم فون همبولت - نموذجاً أكاديمياً تحتذي به العديد من الجامعات الغربية. أما في الفترة المعاصرة فقد حصلت 11 جامعة ألمانية على مبادرة الإمتياز للجامعات الألمانية.  تم إلغاء الرسوم الدراسية في جميع الجامعات العامة في عام 2014، ولكن تم الإعلان عن أن الجامعات في ولاية بادن فورتمبيرغ في جنوب غرب البلاد ستعيد تطبيق الرسوم للطلاب غير المنتمين إلى الاتحاد الأوروبي بدءًا من خريف 2017. دون أن يؤثر ذلك على الطلاب الحاليين من خارج الاتحاد الأوروبي  بما في ذلك تركيا وآيسلندا أو الطلاب القادمين من الدول الأعضاء. وسيتم تحديد الرسوم بمبلغ 1500 يورو لكل فصل دراسي – وبالتالي تصل إلى 3000 يورو سنويًا (حوالي 3،300 دولار أمريكي).

### العلوم

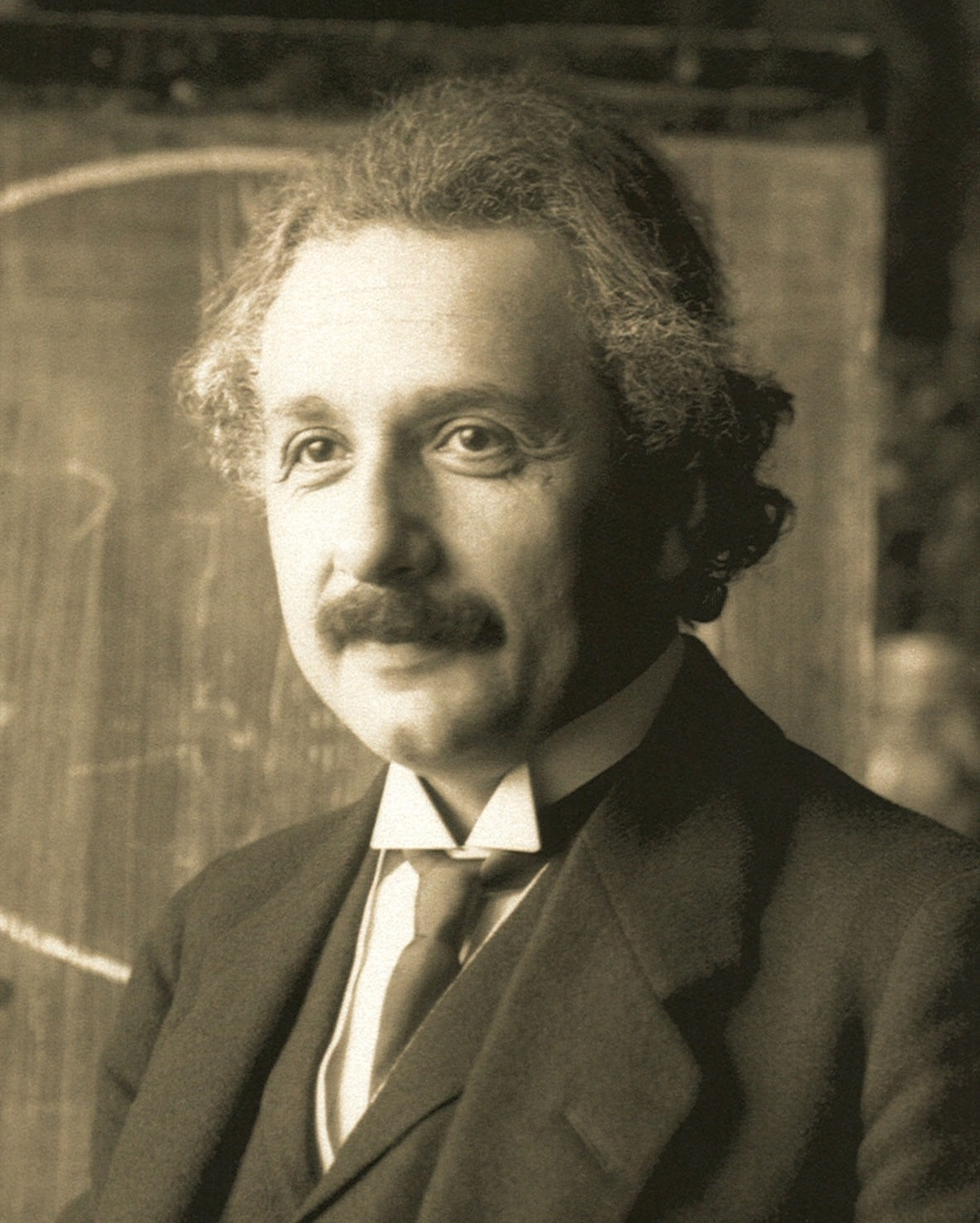
ألبرت أينشتاين عام 1921.

تعد ألمانيا موطنا لأهم الباحثين في مجالات علمية مختلفة. كانت أبحاث البرت اينشتاين وماكس بلانك حاسمة في تأسيس العلوم الفيزيائية الحديثة التي طورها لاحقا فيرنر هايزينبيرغ وإرفين شرودينغر. وكان أول الفائزين بجائزة نوبل للفيزياء الألماني فيلهلم كونراد رونتغن عام 1901 عن أكتشافه للأشعة السينية. في بداية القرن العشرين، بلغ عدد العلماء الألمان الحاصلين على جائزة نوبل للكيمياء، 14 عالماً من بين 31 عالماً حصلوا عليها على مستوى العالم، وذلك ابتداءاً من هيرمان إميل فيشر عام 1902 وحتى كارل بوش وفريدريش بيرغيوس عام 1931. ساهم المخترعون والمهندسون ورجال الصناعة الألمان من أمثال زيبلين وسيمنز ودايملر وديزل وأوتو وفانكل وفون براون وبنز، ساهموا في تشكيل النقل البري والجوي بصورتهما الحديثة، بما في ذلك بدايات السفر إلى الفضاء. كما وضع المهندس أوتو ليلنتال أساسيات علم الطيران. o.

### براءات الاختراع
تحتل ألمانيا المرتبة الأولى في أوروبا من حيث عدد براءات الاختراع المسجلة. وإلى جانب اليابان والولايات المتحدة تنتمي ألمانيا إلى أكثر بلدان العالم ابتكارا من خلال 11188 براءة اختراع فردية مسجلة
زيادة ملحوظة للأجانب
في آخر إحصائية للدائرة المركزية لشؤون الطلبة في الجامعات الألمانية كانت نسبة الزيادة في أعداد الدارسين والباحثين الأجانب مرتفعة بشكل ملموس. في سنة 2001 كان هناك ما يقرب من 150 ألف طالب وطالبة من الأجانب، بينما وصل هذا العدد مع بداية هذا العام إلى 230 ألف طالب. ومن الجدير ذكره أن ما يقارب 50% من هؤلاء الطلاب قادم من آسيا وخاصة الصين، وهذا يعود ليس فقط لكون الدراسة شبه مجانية في الجامعات الألمانية، وإنما أيضا لكون ألمانيا تقدم الكثير من الخدمات وفرص البحث العلمي لهؤلاء الطلاب، وهذا يعدّ سببا كافيا خاصة لطلاب الدول النامية والدول التي تكثر فيها الأزمات السياسية والاقتصادية، وذلك على حد قول وزيرة التعليم العالي بولمان التي أضافت: «إنه من الأهمية بمكان أن نحاول استقطاب الباحثين والدارسين من الدول النامية وكذلك الدول التي تعاني من أزمات سياسية واقتصادية، خاصة أن هؤلاء الباحثين سيكونون بمثابة سفراء لألمانيا في بلدانهم». على صعيد آخر تقدر نسبة الطلاب الألمان الذين يدرسون في الخارج بـ 15%، وفي هذا المجال تفوق ألمانيا الكثير من الدول الأوروبية والصناعية مثل بريطانيا وأستراليا أو حتى الولايات المتحدة الأمريكية، الأمر الذي يعني اكتساب هؤلاء الطلاب لخبرة أوسع من زملائهم من هذه الدول. وهنا تقول بولمان: «إن حركة الطلاب الألمان إلى الخارج يمكن رؤيتها بكل بوضوح، كما هو الحال فيما يتعلق بالطلاب الأجانب الدارسين في ألمانيا. وبذلك فإننا نكسب سنويا الكثير من الباحثين سواء الأجانب أو الألمان ذوي الخبرة الأجنبية. وهذا يتجلى أيضا في سياسة الحكومة الألمانية لإثبات قدرتها على المنافسة العالمية في مجال التقدم والتطور العلمي».
بين البحث والرفاهية
تحاول العديد من الجامعات ومراكز الأبحاث الألمانية استقطاب الكثير من الباحثين والخبراء الأجانب إضافة إلى محاولة استعادة العقول الألمانية المهاجرة، ولذا نجد أن هناك العديد من البرامج الخاصة لدعم وتمويل الطلاب والباحثين، حيث تُقَدم المنح الدراسية للباحثين الشباب إضافة إلى محاولة توفير فرص عمل لهم، الأمر الذي يؤتي ثماره على المستويين العلمي والاقتصادي لألمانيا. إلى جانب ذلك توفر العديد من الجامعات الألمانية الكثير من البرامج الاجتماعية الترفيهية للطلاب الأجانب من أجل مساعدتهم على الاندماج والتعايش في المجتمع الألماني. فجامعة دورتموند ممثلة بمكتب العلاقات الخارجية تنظم مثلا في كل فصل دراسي برنامجا متنوعا للطلاب الجدد، حيث يتم التعريف بالجامعة والدراسة فيها إلى جانب التعريف بالمؤسسات العامة وما يمكن أن تقدمه للطلاب من خدمات، فمن مكتب العمل إلى مؤسسات التأمين الصحي إضافة إلى التعريف بالمؤسسات الاجتماعية الأخرى ومرافق الجامعة العامة كمجلس الطلبة ودائرة شؤون الطلبة. من جهة أخرى عملت مؤسسة دويتشه فيله في مطلع هذا العام على إصدار النسخة العربية من موقع الدراسة والبحث في ألمانيا (كامبوس جيرماني)، ويقدم هذا الموقع معلومات مفصلة عن الجامعات والمعاهد ومراكز الأبحاث وظروف الحياة وغير ذلك من المعلومات التي يحتاج لها الأكاديميون والطلبة على حد سواء.
حلّت ألمانيا في المرتبة الثامنة في مؤشر الابتكار العالمي عام 2023، وتراجعت للمرتبة التاسعة في مؤشر عام 2024.

## الرعاية الصحية
تملك ألمانيا نظام رعاية صحية عالمي متعدد الدافعين؛ يدفع تكاليفه التأمين الصحي الحكومي والتأمين الصحي الخاص.
بلغ رأس المال في قطاع الصحة عام 2010 نحو 368.78 مليار دولار أمريكي (287.3 مليار يورو)، أي ما يعادل 11.6% من الناتج المحلي الإجمالي، ونحو 4,505 دولارًا أمريكيًا (3,510 يورو) لكل فرد، ووفقًا لمنظمة الصحة العالمية، مولت الحكومة نظام الرعاية الصحية في ألمانيا بنسبة 77%، والقطاع الخاص بنسبة 23% بحلول عام 2004. وصنفت ألمانيا سنة 2004 في المركز الثلاثين عالمياً في متوسط العمر المتوقع (78 عاماً بالنسبة للذكور). كما أن لها نسبة منخفضة جداً لمعدل وفيات الأطفال (تقدّر بـ4.7 لكل 1.000 مولود حي) ، وتأتي ألمانيا في المركز الثامن عالمياً في عدد الأطباء (بمعدل 3.3 طبيب لكل 1.000 شخص). وبلغ في سنة 2001 مجموع انفاق ألمانيا على الصحة 10.8 بالمائة من الناتج المحلي الإجمالي.
وفقًا لمؤشر المستهلك الصحي الأوروبي، الذي وضع ألمانيا في المركز السابع في بيانه عام 2015، امتلكت ألمانيا منذ فترة طويلة أكثر نظام رعاية صحي خالٍ من التقييد وموجه نحو المستهلك في أوروبا، إذ يستطيع المرضى الحصول على أي نوع تقريبًا من الرعاية الصحية التي يرغبون فيها متى أرادوا ذلك. يحتفظ النظام الصحي في ألمانيا حاليًا باحتياطي مسجل يتجاوز 18 مليار يورو، ما يجعله أحد أكثر أنظمة الرعاية الصحية قوةً في العالم.

### التاريخ
منذ عام 1976، دعت الحكومة الألمانية إلى تشكيل لجنة سنوية تتألف من ممثلين عن رجال الأعمال والعمال والأطباء والمستشفيات والتأمين والصناعات الدوائية. تأخذ اللجنة بعين الاعتبار السياسات الحكومية وتقدم التوصيات إلى الجمعيات الإقليمية فيما يتعلق بأهداف النفقات الشاملة. وُضعت الحدود القصوى للنفقات بناءً على أعمار السكان المحليين بالإضافة إلى الزيادات الإجمالية في الأجور. مع أن تعويضات مقدمي الرعاية الصحية تعتمد على أجور الخدمات، فإن المبلغ الذي سيُعوّض لكل خدمة يُحدد وفقًا لمعطيات سابقة لضمان عدم تجاوز أهداف الإنفاق. اعتُبرت رعاية الأجور - مثل تلك التي تقدمها المنظمات الأمريكية لصون الصحة - بمثابة آلية لاحتواء التكلفة، ولكنها تتطلب موافقة الجمعيات الإقليمية، ولم يتحقق ذلك.
بدأ العمل بطريقة الدفع المشترك في ثمانينيات القرن العشرين في محاولة لمنع فرط الاستخدام غير الضروري للخدمات الصحية وضبط التكاليف. انخفض متوسط مدة البقاء في المشفى في ألمانيا في السنوات الأخيرة من 14 يومًا إلى 9 أيام، لكن ما يزال أطول بكثير من متوسط البقاء في الولايات المتحدة، والبالغ 5 إلى 6 أيام. يُعزى الفارق جزئيًا إلى أن سداد تكاليف المستشفيات يعتمد أساسًا على عدد أيام البقاء في المستشفيات وليس على الإجراءات المقدمة للمريض أو الفحوصات التشخيصية. ارتفعت تكاليف الأدوية بصورة ملحوظة، إذ ازدادت بنسبة 60% تقريبًا من عام 1991 وحتى عام 2005. رغم المحاولات العديدة لاحتواء التكاليف، ارتفعت نفقات الرعاية الصحية الإجمالية إلى 10.7% من الناتج المحلي الإجمالي في عام 2005 مقارنةً بدول أوروبا الغربية الأخرى، لكنها كانت أقل بكثير من تلك التي أُنفقت في الولايات المتحدة (نحو 16% من الناتج المحلي الإجمالي).
بدءًا من عام 2009، أصبح النظام لا مركزيًا مع كل من الأطباء الممارسين الخاصين الذين يقدمون الرعاية الخارجية، والمستشفيات المستقلة غير الربحية التي تقدم معظم خدمات الرعاية للمرضى الداخليين. تشمل خطة «التأمين الصحي القانوني» قرابة 92% من السكان، وهي توفر مستوىً قياسيًا من التغطية النقدية من خلال أي من صناديق تمويل الأمراض العامة والخاصة، والبالغ عددها نحو 1100 صندوقًا. يُموّل التأمين القياسي من خلال مجموعة من اشتراكات الموظفين وأرباب العمل والدعم الحكومي، وذلك بناءً على مقياس يحدده مستوى الدخل. يختار أحيانًا العمال ذوو الدخل المرتفع دفع ضريبة والتخلي عن الخطة القياسية لصالح التأمين الخاص. لا ترتبط أقساط هذا الأخير بمستوى الدخل، وترتبط بدلًا من ذلك بالحالة الصحية. تاريخيًا، يُحدد مستوى تعويضات مقدمي خدمات الرعاية الصحية تجاه خدمات معينة من خلال إجراء مفاوضات بين جمعيات الأطباء الإقليمية وصناديق تمويل الأمراض.

### التنظيم
يُنظم نظام الرعاية الصحية من قبل اللجنة الفدرالية المشتركة (Gemeinsamer Bundesausschuss)، وهي منظمة صحة عامة مخولة بوضع لوائح ملزمة منبثقة من مشروعات قوانين الإصلاح الصحي التي يمررها المشرعون، إلى جانب القرارات الروتينية المتعلقة بالرعاية الصحية في ألمانيا. تتكون اللجنة الفدرالية المشتركة من 13 عضوًا، يحق لهم التصويت على هذه القوانين الملزمة. يتألف الأعضاء من ممثلين قانونيين عن تأمينات الصحة العامة والمشافي والأطباء وأطباء الأسنان وثلاثة أعضاء محايدين. ويوجد أيضًا خمسة ممثلين عن المرضى لديهم دور استشاري، ولا يُسمح لهم بالتصويت.
وضع القانون الألماني بشأن التأمين الصحي العام (Fünftes Sozialgesetzbuch) الاتفاق الإطاري للجنة. إحدى أهم المهام هي تحديد العلاجات والإجراءات التي يجب أن تدفعها التأمينات بموجب القانون، ومبدأ هذه القرارات هو أن كل علاج وإجراء يجب أن يكون مطلوبًا واقتصاديًا وكافيًا ومناسبًا. وبالمقارنة مع المعايير الدولية، تقدم ألمانيا أفضل وأجود علاج طبي ممكن مترافقاً بأحسن النصائح الوقائية وإعادة التأهيل. ويرجع احتلال هذا المركز القيادي إلى وجود شبكة فريدة تضم العلوم الطبية والبحث العلمي والصناعة والعلاج الطبي في كل أنحاء البلاد. وتعدّ هذه الشبكة المتكاملة السبب الذي يجذب كل سنة عشرات الآلاف من المرضى من خارج ألمانيا للقدوم إلى المستشفيات الألمانية للإقامة بها أو الخضوع للعلاج في عياداتها الخارجية.
ولدى ألمانيا أفضل المراكز الطبية، التي تمتلك مرافقاً وأجنحة توفر الرفاهية لزوارها من المرضى الأجانب. وتنتشر أهم هذه المراكز في مدن مثل برلين (Berlin)، بون (Bonn)، درسدن (Dresden)، دورتموند (Dortmund)، دوسلدورف (Düsseldorf)، غارميش (Garmisch)، هامبورغ (Hamburg)، هايدلبيرغ (Heidelberg)، كيل (Kiel)، لودفيغسهافن (Ludwigshafen)، ماينتس (Mainz)، ميونخ (München)، مونستر (Münster) ونورنبيرغ (Nürnberg). 
ويوجد في ألمانيا أكثر من 2000 مستشفى. من بينها 37 مستشفى جامعي تسعى جميعها إلى تقديم أفضل عناية ممكنة كما تلتزم بتقديم علاج طبي ممتاز. بالإضافة إلى ذلك يوجد حوالي 700 مستشفى حكومي وحوالي 700 مستشفى تابع لطوائف دينية وأكثر من 500 مصحة تعمل للحساب الخاص.
ويختص حوالي 10% من جميع هذه المستشفيات في تقديم الخدمات الطبية للمرضى الوافدين من الخارج وهي تتميز بجودتها العالية.
وتتميز المستشفيات في ألمانيا عن مثيلاتها في أنحاء العالم بالكثير من النقاط ومنها المعايير العالية للتقنية والنظافة والأطباء ذوي الخبرة الكبيرة والكفاءات العالية وأيضاً تتميز المستشفيات بطواقم على قدر عال من المسؤولية، وعندما يتعلق الأمر بالحالات الطارئة، فلن يكون من الصعب إيجاد مستشفىً قريب أينما كنت في ألمانيا، التي تغزر فيها المستشفيات بشكل كبير. كما أن العلاجات والعمليات الجراحية في أغلب المستشفيات يتم إجراءها خلال وقت قصير من الإعلان للحاجة لها. 
.

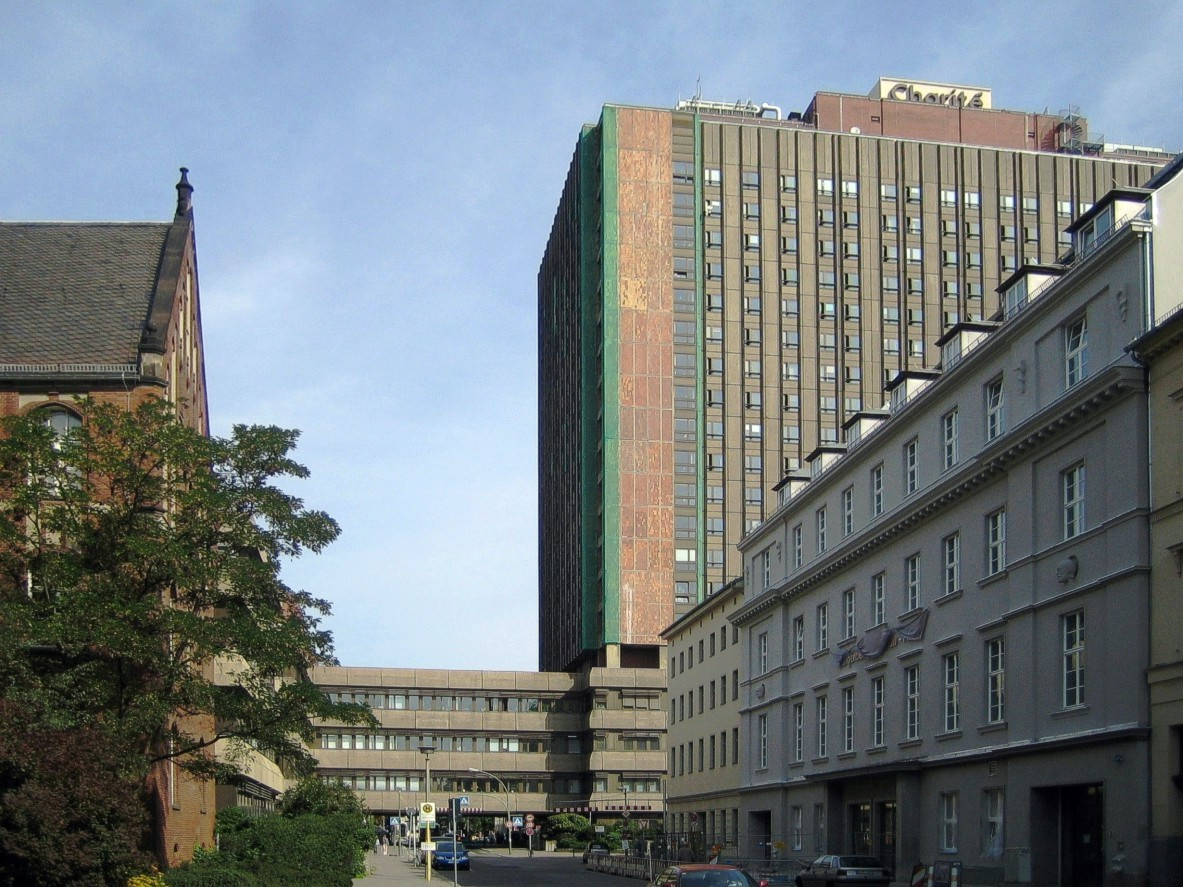
مستشفى "شاريتيه" ببرلين.

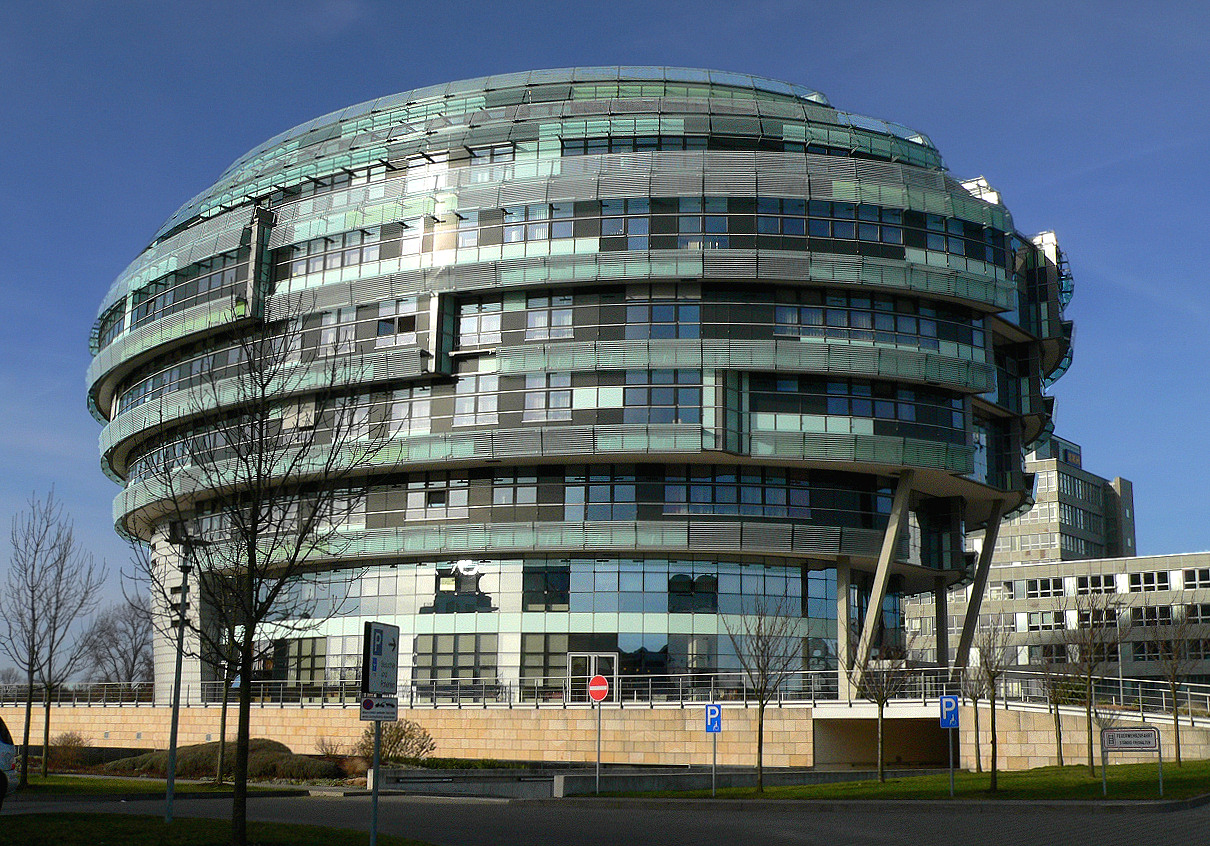
معهد علم الأعصاب الدولي في هانوفر

بالإضافة إلى كل ما سبق، تتميز ألمانيا بالظروف المناخية والمناظر الطبيعية التي تساعد المرضى على استرجاع الصحة بشكل أسرع. فالمناطق الجبلية والهواء العليل والمناظر الطبيعية الساحلية الخلابة المطلة على بحر الشمال وبحر البلطيق والطقس المعتدل، تعدّ كلها عناصر أساسية تلعب دوراً بالغ الأهمية في شفاء المرضى.

## الثقافة

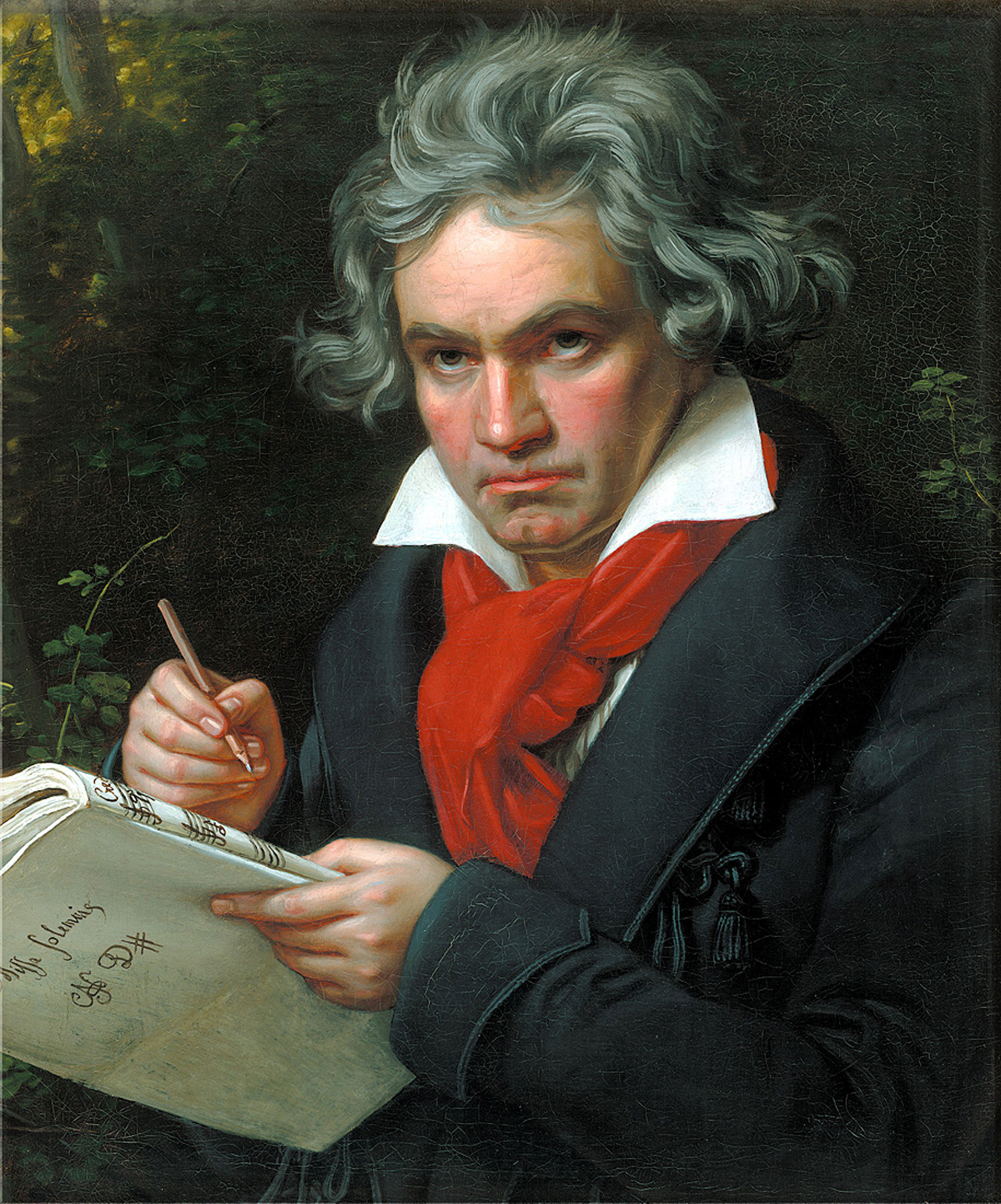
لودفيج فان بيتهوفن

لا تتوقف النشاطات والأحداث في ألمانيا، وتشمل مجالات متعددة فتلبي أذواق وأعمار وجنسيات شتّى. فالتاريخ حاضر في القصور والقلاع والمتاحف والمتنزهات المنتشرة في أنحاء البلاد. أما مهرجانات الموسيقى والعروض الفنية فهي متنوعة وغنية. الثقافة الألمانية متعددة الأوجه، مستمدة من الجذور الرومانية للبلد، وتنعكس على حاضرها المعاصر. والنتيجة مدن عريقة تزخر بالفنون والعمارة.
فالمشهد الثقافي الألماني كثيف ويتوزع على عدة أصعدة كالنهضة العمرانية والأدب والفنون التشكيلية والموسيقى.
من أشهر المهرجانات والعروض:
- أسبوع الاحتفالات البرلينية،
- الفيلهارموني في برلين،
- مهرجان الما في برلين (Berlinale)،
- ليلة المتاحف في برلين،
- معرض الكتاب في فرنكفورت،
- معرض الكتاب في لايبزيغ

عرفت ألمانيا تاريخيا بأنها «أرض الشعراء والمفكرين» ومنذ عام 2006 أطلقت على نفسها لقب «أرض الأفكار». منذ البداية تشكلت الحركة الثقافية في ألمانيا من خلال التيارات الشعبية الدينية والمدنية في أوروبا. وبالمحصلة، من الصعب تعريف التقاليد الألمانية بمعزل عن الثقافة الأوروبية.
تشتهر ألمانيا بالعديد من العلماء والذين ما زالت آثارهم حاضرة اليوم، من أشهرهم أوتو هان، وفيلهلم كونراد رونتغن. في مجال الآداب تبرز أسماء مثل يوهان فولفغانغ فون غوته، وفريدرخ شيلر وغونتر غراس وآخرون. في الموسيقى الكلاسيكية: لودفيج فان بيتهوفن، وريشارد فاغنر، ويوهان سباستيان باخ. في الفلسفة: إيمانويل كانت، وغيورغ هيغل وآخرون كثيرون في مجالات عديدة.

### فلسفة وأدب

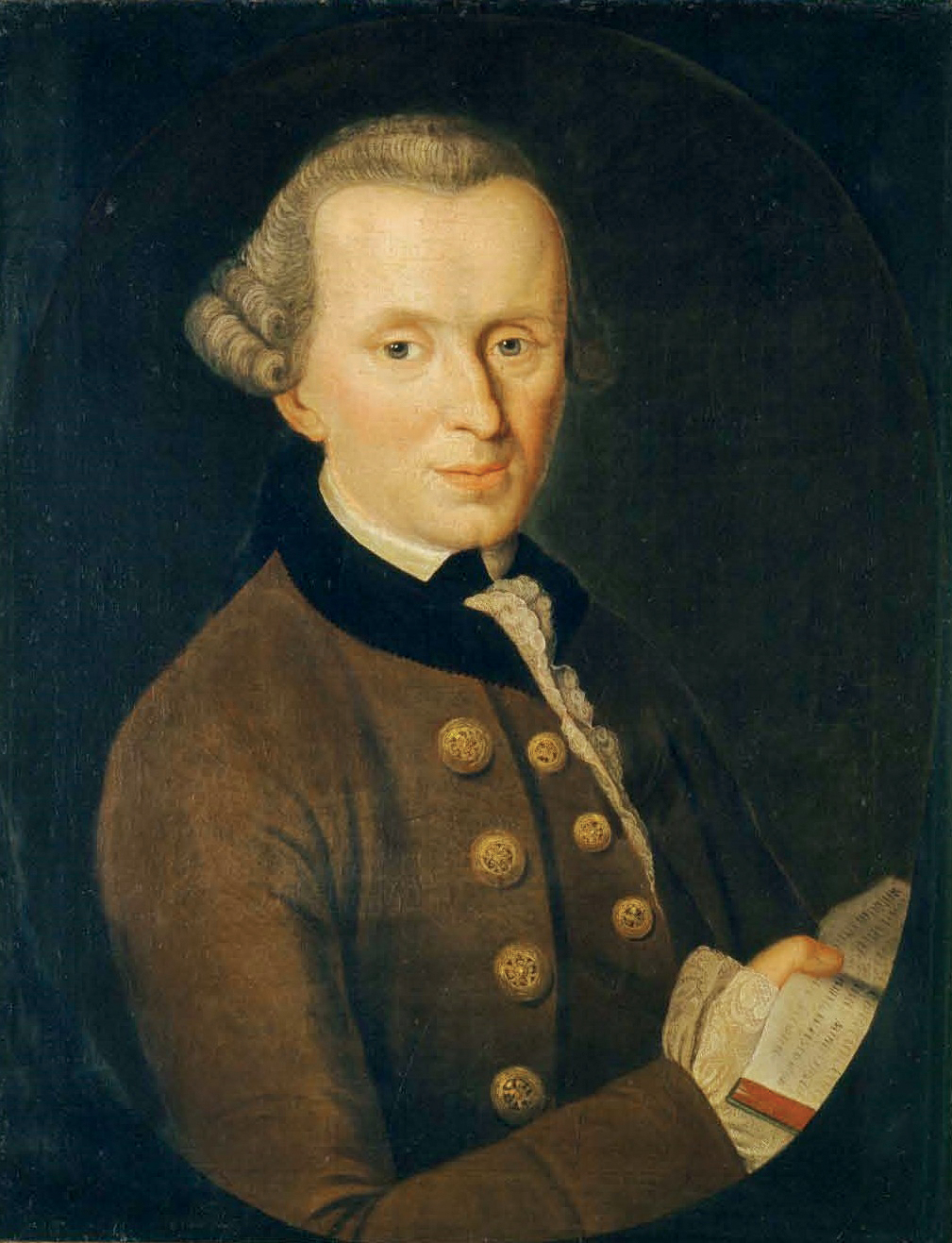
إيمانويل كانط

الأدب الألماني هو أدب الأمم الناطقة بالألمانية في وسط أوروبا، ويضم آثارا أدبية من ألمانيا والنمسا وسويسرا ومن مناطق متاخمة مثـل الألزاس وبوهيميا وسيليزيا.
واللغة التي كتب بها أغلب الأدب الألماني هي اللغة الألمانية العليا، لغة جنوب ووسط ألمانيا. ويمكن تقسيم الأدب الألماني إلى أربع فترات، بناء على تغيرات حدثت في اللغة الألمانية العليا القديمة، والألمانية العليا الوسيطة، والألمانية العليا الجديدة الأولى، والألمانية العليا الجديدة. وقد كان أول ازدهار للأدب الألماني في عهد الألمانية العليا الوسيطة في القرن الثاني عشر، كما كان لها عهد ذهبي آخر في القرن التاسع عشر في عهد أعظم كتابها غوته.
إن تأثير ألمانيا على الفلسفة ملموس تاريخيًّا. والعديد من الفلاسفة الألمان ساعدوا في تشكيل الفلسفة الغريبة منذ العصور الوسطى أمثال غوتفريد لايبنتز الذي ساهم في تطوير حركة العقلانية وإيمانويل كانت الذي أسس الحركة المثالية الألمانية. بالإضافة إلى كارل ماركس وفريدرخ إنغلز اللذين صاغا النظرية الشيوعية وفريدرخ نيتشه الذي طور الحركة المنظورية. كما طور يورغن هابرماس النظرية الاشتراكية. ويمكن تقفي أثار الأدب الألماني إلى العصور الوسطى كما في أعمال الكتاب الألمان فالتر فون در فوغلفايدي، وفولفرام فون إشينباخ والأخوين غريم اللذين وضعا القصص الشعبية الألمانية على مستوى عالمي.

### فن ومعارض

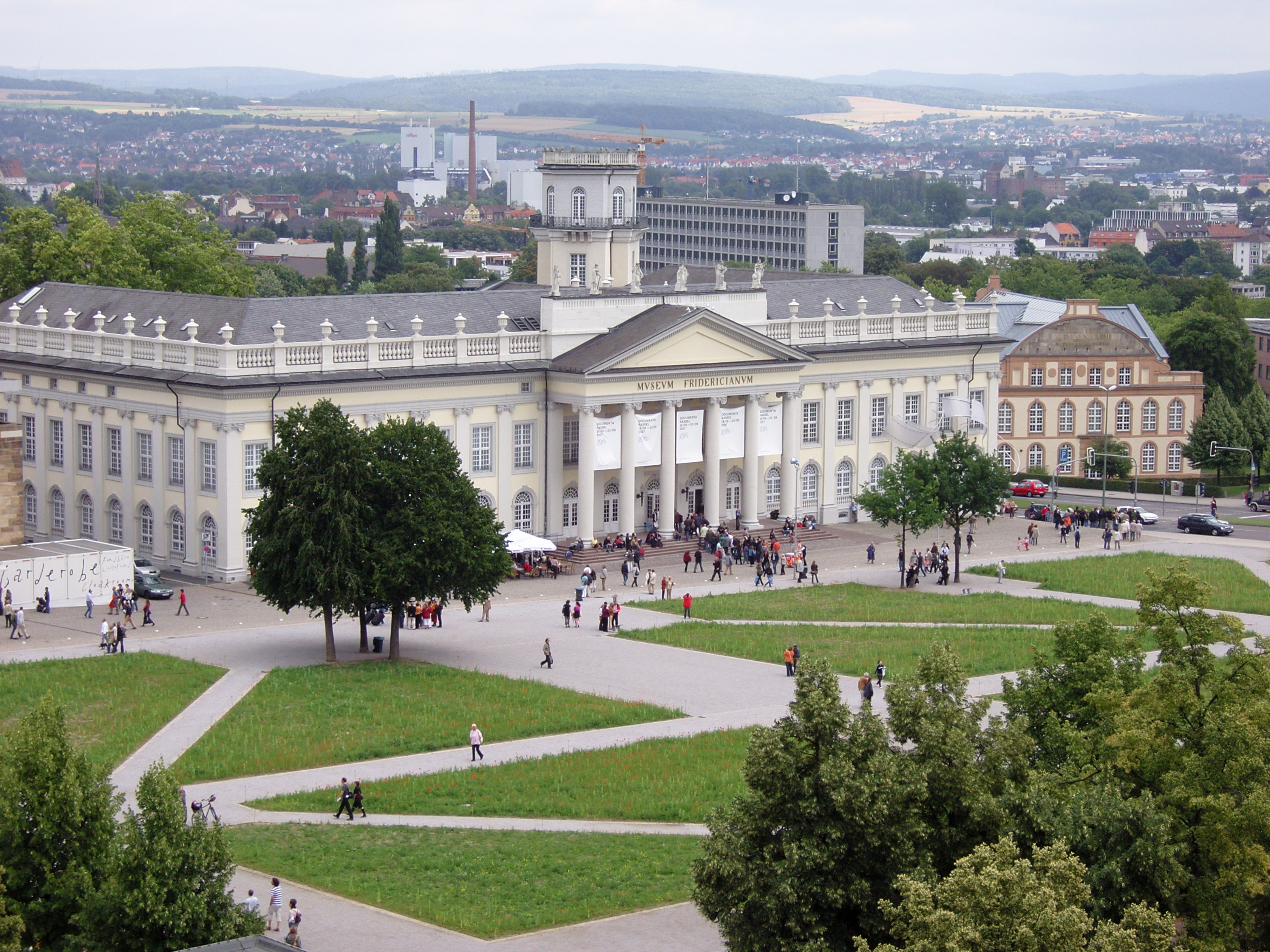
معرض دوكومنتا كاسيل "دوكيومنتا 12".

كل الفنون لها مكانتها ومكانها في ألمانيا ابتداء من الفنون الانطباعية إلى التعبيرية والفنون المعاصرة وفنون ما بعد الحداثة بالإضافة طبعا إلى فنون المعلمين القدامى. وتلعب ألمانيا دورا بارزا في الحركة الفنية العالمية المعاصرة.

(العربية: "صلب من يسوع المسيح")"الصلب" بواسطة لوكاس كراناتش ال أكبر سنا

آرت كولون هو أشهر وأقدم معرض فني في ألمانيا. يحول مدينة كولون من مكان عرض إلى غاليري فني عملاق. ويعطي أهمية عالية لأعمال القرنين العشرين والواحد والعشرين الفنية، من الفن الكلاسيكي إلى الفن المعاصر. يستضيف المعرض فنانين شبان من خلال برامج مثل المواهب الجديدة والمعاصرين الجدد ويمنح جوائز مثل جائزة أفضل المشاركين.
أما برلين، فلطالما جذبت الفنانين من جميع الجنسيات من خلال الحركات الفنية التي نشطت فيها وتعدّ دي بروكي (الجسر - Die Brücke) أهم المدارس الفتية التابعة للحركة التعبيرية عام 1911. يملك متحف بروكي (Brücke-Museum) مجموعة brucke التي تضم أهم التحف الفنية في العالم. في عام 1918 أصبحت برلين مركزا للحركة الفنية الدادئية مع فنانين أمثال جورج غروس (George Grosz) وراؤول هوسمان (Raoul Hausmann) وهانا هوخ (Hannah Höch).
تزخر برلين بالمتاحف الفنية في كافة أرجائها مثل: برلين ميتي (Berlin-Mitte) وفريدريخسهاين (Friedrichshain) وبرينسلاوير بيرغ (Prenzlauer Berg). كما يوجد سوق فني كبير هو ميتي كونستزوبرماركت (mitte art supermarket) وهو يقام بشكل سنوي وأسعاره ثابتة.

### متاحف

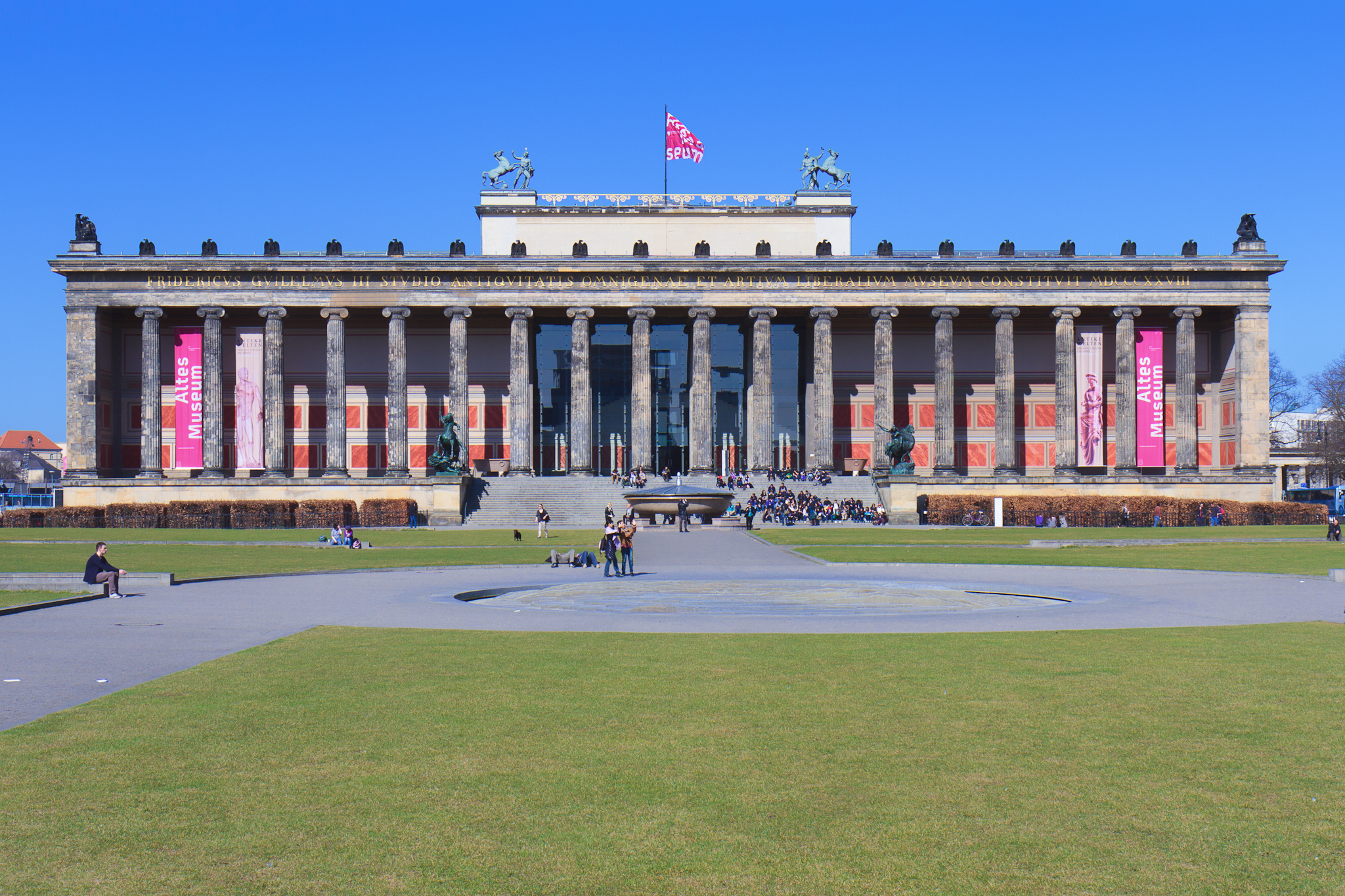
صورة متحف برلين القديم

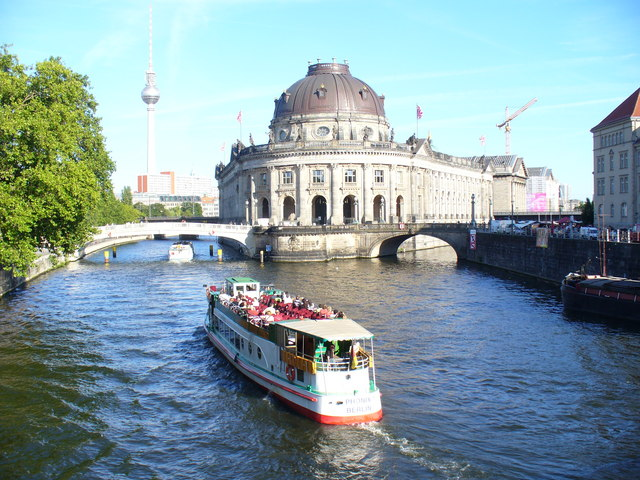
صورة متحف بُوده في برلين

يوجد بألمانيا حوالي 6.250 متحفا متنوعا ما بين متاحف فنية و تاريخية وتقنية ومعمارية وأدبية وطبيعية. تتميز فرانكفورت بوجود جزيرة للمتاحف على ضفاف نهر الماين، ومن أشهر المتاحف في ألمانيا:
- متحف شتيدل (Staedel) يقع مباشرة على ضفة النهر، ومعروف أنه واحد من أقدم وأهم المتاحف التي تأسست في ألمانيا وواحد من أبرز المتاحف العالمية. وتحتوي معروضات المتحف على مقتنيات تغطي حوالي سبعة قرون من الفن.
- متحف الهندسة المعمارية الألماني (Deutsches Architektur Museum) تأسس في عام 1979، وهو المتحف الوحيد من نوعه في القارة الأوروبية. ويعرض هذا المتحف، على مدار السنة، الهندسة المعمارية الحديثة الألمانية والأجنبية، سواء أكان ذلك من خلال المعارض الكبرى المتنوعة التي تقام فيه أو من خلال أصغر المعارض.
- متحف النحوت القديمة (Liebieghaus Skulpturensammlung) مع حديقته الواسعة التي تعد أبرز المتاحف في فرانكفورت. ويقدم المتحف لمحة فريدة من نوعها لتطور فن النحت مع روائع المعروضات التي تمثل 5000 عام من فن النحت.
- متحف الفن الحديث (Museum fuer Moderne Kunst) هو واحد من أروع المباني وواحد من أبرز متاحف الفن الحديث في أوروبا. وتتضمن المعروضات كل شيء: من أروع أعمال الفن الأوروبي والأمريكي من حقبة ستينات القرن الماضي إلى الاتجاهات الحالية للفن العالمي المعاصر.

### موسيقى
اشتملت الموسيقى الألمانية على أعمال لبعض الملحنين الكلاسيكيين الأكثر شهرة في العالم، كان ديتريخ بوكستهود ويوهان سباستيان باخ وجورج فريدريك هاندل من العازفين المؤثرين في عصر الباروك، كما مثل لودفيج فان بيتهوفن شخصية محورية في الانتقال ما بين العصر الكلاسيكي والعصر الرومانسي. كما كان كارل ماريا فون فيبر وفليكس مندلسون وروبرت شومان ويوهانس برامس عازفين بارزين من العصر الرومانسي. أما ريتشارد فاغنر فاشتهر بتأليف الأوبرا المتعددة. كان ريتشارد شتراوس عازفا مؤثرا من العصر الرومانسي المتأخر والعصر الحديث. كما كان كارلينز شتوكهاوزن وفولفجانج رايم عازفين هامين في القرنين العشرين والحادي والعشرين. {{{1}}}[ ؟ ].
بحلول عام 2013 صارت ألمانيا السوق الموسيقى الثاني أوروبيا والرابع عالميا. تضمنت الموسيقى الألمانية الشهيرة من القرنين العشرين والحادي والعشرين حركات مثل الموجة الألمانية الجديدة (نينا وألفافيل) وموسيقى الديسكو (بوني إم ومودرن توكينغ وفرقة جنكيز خان وميلي فانيلي) البوب (والأوستروك وموسيقى الميتال/روك (رامشتاين وسكوربينز) وموسيقى البانك ( نينا هاغن) والبوب روك (ساندرا وإنيغما وهربرت جرونيمير) وإيندي روك وموسيقى الفولك المعاصرة والموسيقى الشائعة وموسيقى الهيب هوب الألمانية. حازت الموسيقى الإلكترونية على تأثير عالمي مع فرقة كرافت فيرك وفرقة تانجرين دريم المتفوقتين في هذا المجال. فنانو وعازفو فرق التكنو وموسيقى الهاوس الألمانية صاروا معروفين في مجالهم، على سبيل المثال بول فان ديك وفيليكس جاهن وبول كالكبرينر وروبن شولز وفريق سكوتر.
| لودفيج فان بيتهوفن · السيمفونية الخامسة ·      |
| يوهان سباستيان باخ · مقطوعة Toccata und Fuge · |

.

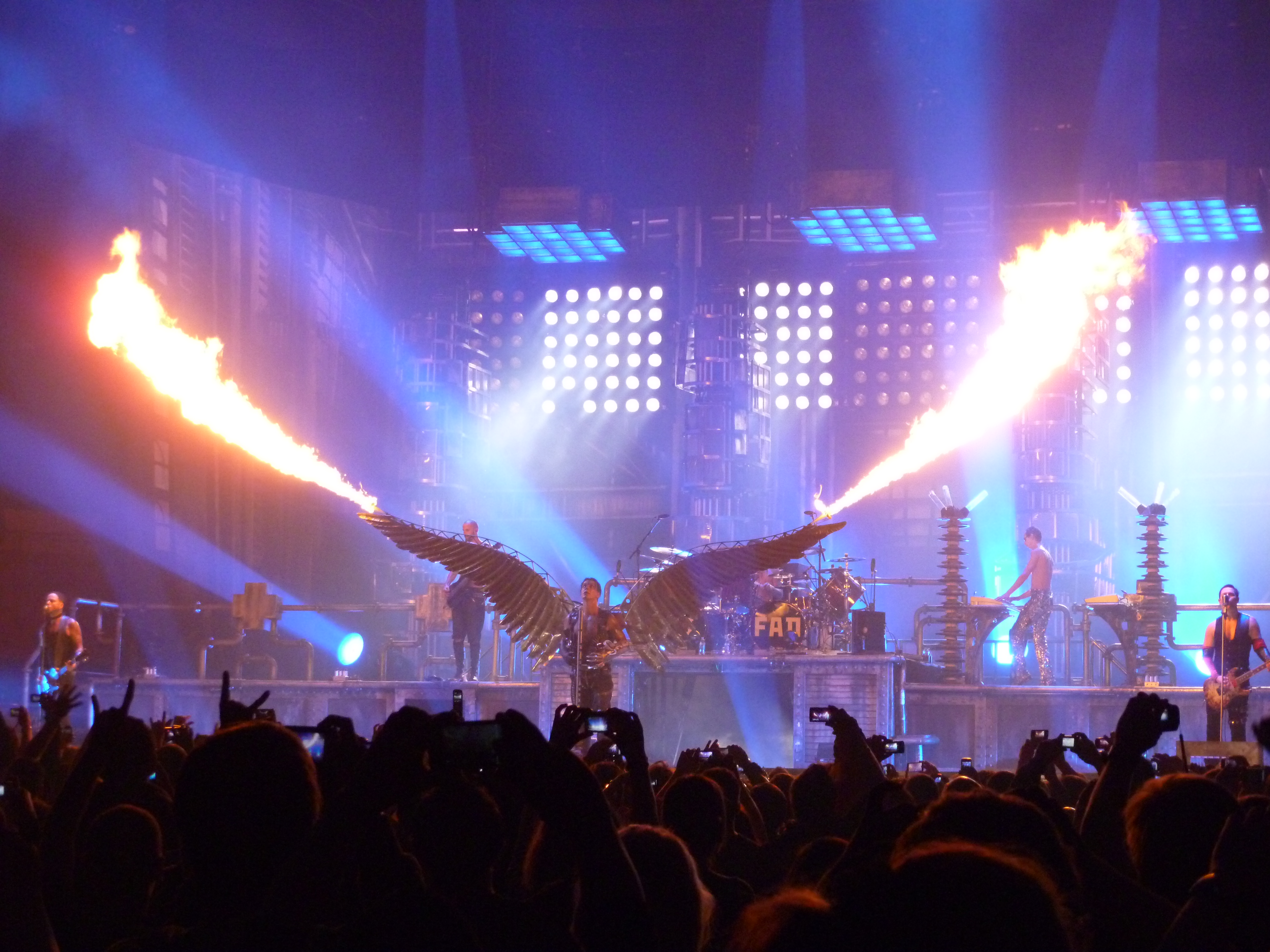
رامشتين في ماديسون سكوير غاردن، NYC

تستضيف ألمانيا العديد من المهرجانات الموسيقية سنويا. المهرجان الموسيقى روك آم رينج وروك آم بارك هو أكبر مهرجان موسيقي في ألمانيا، وبين الأكبر في العالم. ساهم الفنانون الألمان أيضا نسبة كبيرة من أعمال الموسيقى الصناعية، وهو ما يسمى نويه دويتشه هارت. تستضيف ألمانيا بعضا من أكبر المشاهد و المهرجانات القوطية في العالم بأسره، مع أحداث مثل الموجة و مهرجان لونا تجذب بسهولة ما يصل إلى 30،000 شخص. بالإضافة إلى ذلك، يستضيف البلد Wacken ، أكبر مهرجان للمعادن الثقيلة في الهواء الطلق في العالم.
منذ عام 1970 تقريبا، كان لألمانيا مرة أخرى ثقافة مزدهرة شعبية، والتي تتزايد حاليا بقيادة العاصمة القديمة الجديدة برلين. ألمانيا هي أيضا معروفة جيدا باحتوائها على العديد من دور الأوبرا الشهيرة مثل أوبرا برلين و ميونيخ. أنشأ ريتشارد فاغنر في بايرويت مسرح احتفالات.
واحد من المؤلفين الأكثر شهرة في الأعمال السينمائية الدولية هو هانز زيمر.

### وسائل الإعلام

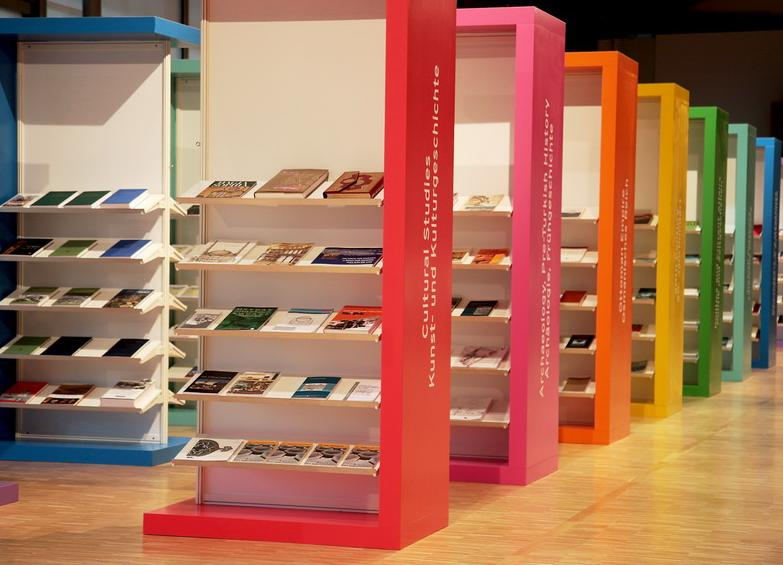
في معرض فرانكفورت للكتاب في عام 2008

سوق التلفزيون في ألمانيا هو الأكبر في أوروبا، مع نحو 38 مليون أسرة تشاهد التلفزيون.
حوالي 90% من المنازل الألمانية لديها إما كابل تلفزيوني أو قنوات فضائية والتي تحتوى مجموعة متنوعة من القنوات المجانية والتجارية.يتم تنظيم العديد من المذيعين العامة الإقليمية والوطنية بما يتماشى مع البنية السياسية الإتحادية. لم تصبح خدمات التلفزيون المدفوع شعبية ناجحة أو أثناء البث التلفزيوني العامة ZDF ARD وتقدم مجموعة من القنوات الرقمية فقط.
ألمانيا هي موطن لبعض من أكبر التكتلات الإعلامية في العالم، بما في ذلك شركة بيرتلسمان، وشركة أكسل شبرينقر و بروزيبين سات 1.
يوجد في ألمانيا أكثر من 300 محطة إذاعية ما بين حكومية وخاصة. شبكة راديو ألمانيا الرسمية هي راديو ألمانيا وشبكة دويتشة فيلة التي تعتبر محطة الإذاعة والتليفزيون الرئيسية للتحدث باللغات الأجنبية. سوق المطبوعات الألماني من صحف ومجلات هو الأكبر أوروبيا.  الأكثر إنتشارا من بين المطبوعات هي صحيفة بيلد  وزود دويتشة تسايتونج وفرانكفورت ألجيماينة تسايتونج ودي فيلت. المجلات الأكثر شعبية هي أ د ا س موتورفيلت ودير شبيغل. كما تتمتع ألمانيا بسوق كبير لألعاب الفيديو مع أكثر من 34 مليون لاعب على مستوى البلاد.
دور نشر الكتب الناطقة بالألمانية تنتج نحو 700 مليون نسخة من الكتب كل عام، مع حوالي 80,00 عنوانها منها ما يقرب من 60،000 عنوان هي لمطبوعات جديدة. سوق الكتاب في ألمانيا هو الثالث على مستوى العالم بعد سوق الكتاب الأمريكي والصيني. ويعدّ معرض فرانكفورت للكتاب معرض الكتاب الأكثر أهمية في العالم من حيث الصفقات التجارية الدولية، ويمتد تقليد إقامته إلى مدى 500 سنة.
يتم توفير الأخبار في البلاد للمتحدثين باللغة الإنجليزية على سبيل المثال من قبل مجلة دير شبيجل وإذاعة دويتشه فيله.

### السينما
ساهمت السينما الألمانية بالعديد من المساهمات الفنية والتكنولوجية، تم عرض الأعمال الأولى للإخوة سكالدوفانوفسكي عام 1895. استديو بابليسبيرغ في بوتسدام - والذي أعيد ترميمه - تم تأسيسه عام 1912 وهو ما جعله يحظى بلقب أكبر (ستديو مشاهدة على نطاق واسع) في العالم. وقعت السينما الألمانية في بدايتها تحت تأثير السينما التعبيرية الألمانية، والتي كان من روادها روبرت فيين وفريدريك مورناو. يعتبر فيلم متروبوليس من إخراج فريتز لنج (إنتاج 1927) أول عمل خيال علمي سينمائي.

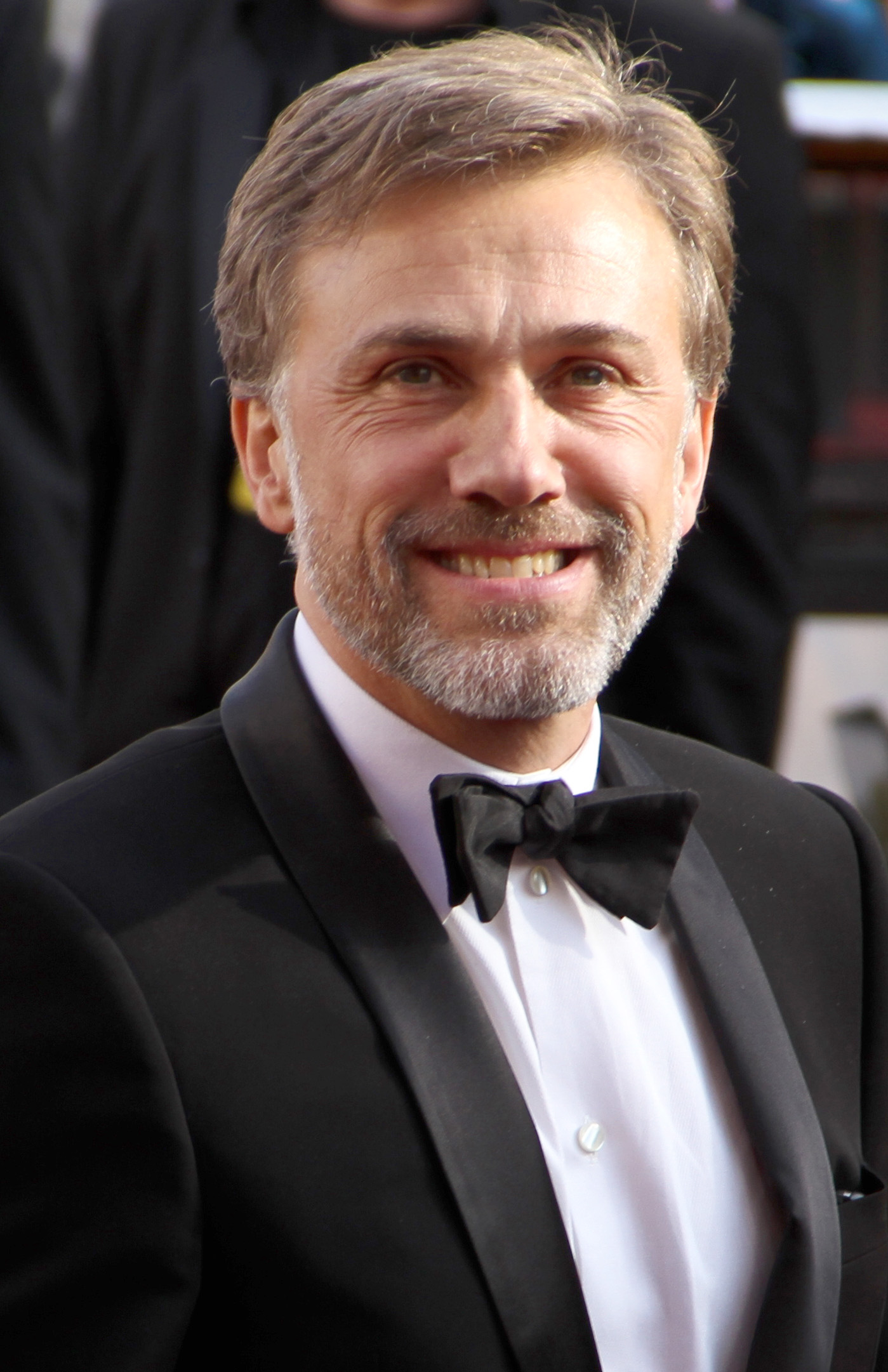
صورة للممثل الألماني النمساوي كريستوف فالتز الحاصل علي جائزتي أوسكار

في عام 1930 تم إنتاج فيلم الملاك الأزرق من إخراج النمساوي جوسيف فون سترينبيرغ والذي كان واحدا من أهم أوائل الأفلام الكبرى للسينما الألمانية الناطقة وهو الذي جلب الشهرة العالمية للممثلة مارلينه ديتريش الفيلم الوثائقي برلين سيمفونية كبرى (1927)، من إخراج روتمان قدم مثالاً على برلين العشرينيات النابضة بالحياة آنذاك. كان معظم أفلام الحقبة النازية أفلاماً للدعاية على الرغم من أن بعض المخرجين من أمثال ليني ريفنستال قد قدمت جماليات جديدة لتصوير الأفلام لازالت حية إلى الآن .

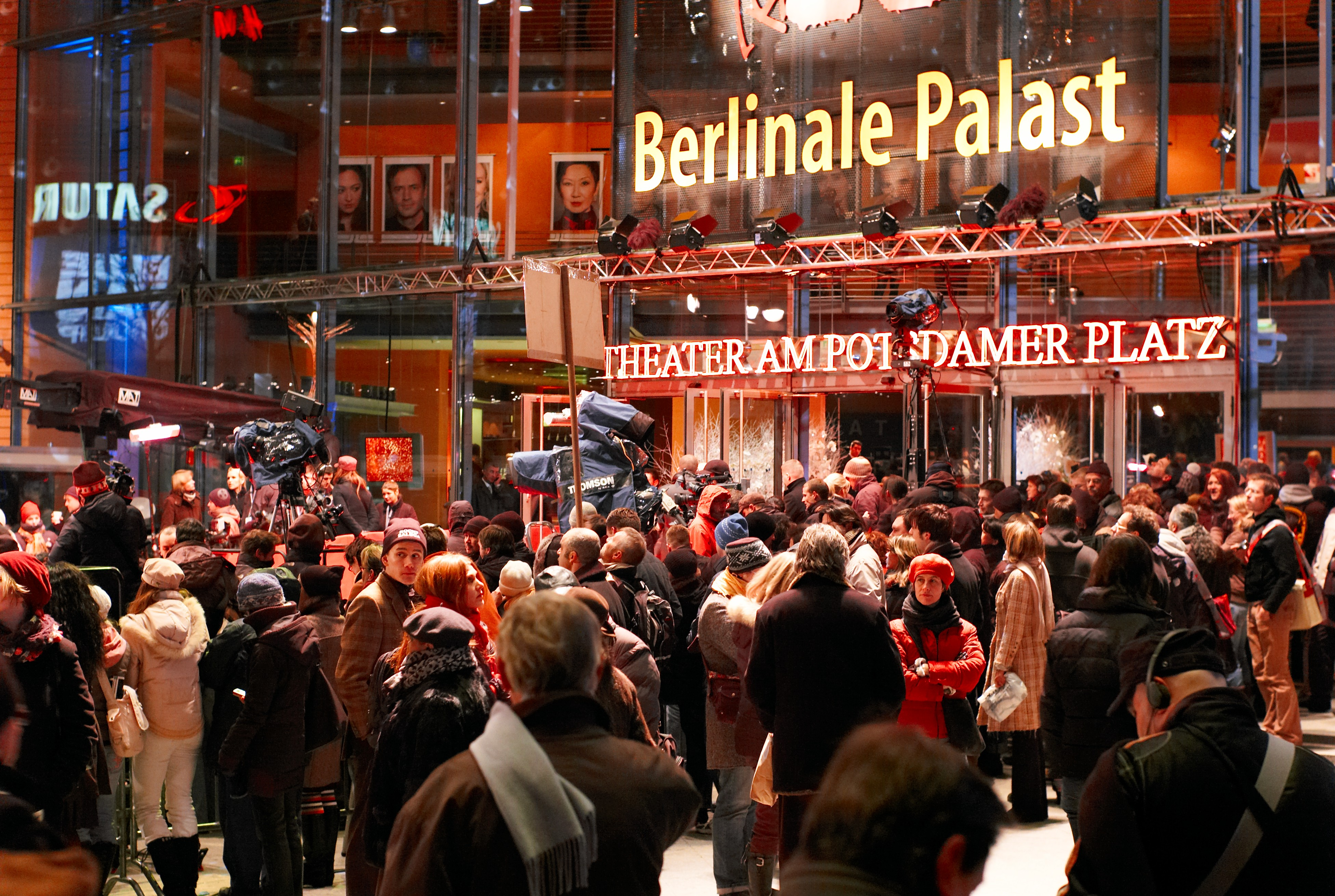
مهرجان برلين بالاست خلال مهرجان برلين السينمائي في فبراير 2007

خلال حقبة السبعينات والثمانينيات من القرن الماضي ساهم المخرجون الجدد من أمثال فولكر شلوندورف وفرنر هرتزوغ وفيم فيندرس وراينر فاسبيندر في إعادة السينما الألمانية الغربية مرة أخرى إلى الساحة الدولية. وفي الآونة الأخيرة، أفلام مثل وداعا لينين ! (2003 ) واركضي لولا (1998) ووجها لوجه (2004 ) وعطر:قصة قاتل (2006) وحياة الآخرين أفلام تمتعت بالنجاح الدولي.
ذهبت جائزة الأوسكار لأفضل فيلم بلغة أجنبية لفيلم طبل الصفيح عام 1979 وفيلم اللامكان في أفريقيا عام 2002 وفيلم حياة الآخرين عام 2007. كما فاز العديد من الممثلين الألمان بجوائز الأوسكار السينمائية ومن أمثلتهم مارلين ديتريش وأميل جانينجز وماكسميليان شيل ومايكل فاسبندر وألبرت باسرمان وآرمن مولر-شتال وكريستوف فالتز ولويز رينر.
مهرجان برلين السينمائي الدولي - والمعروف بالبريناليه - يقام سنويا منذ عام 1951، هو أحد أهم المهرجانات السينمائية الرائدة عالميا ويقدم جوائز الفائزين في صورة الدب الذهبي والفضي. ويقام حفل توزيع جوائز الأفلام الأوروبية مرة كل عامين في مدينة برلين، حيث يقع مقر أكاديمية الأفلام الأوروبية.

### الرياضة

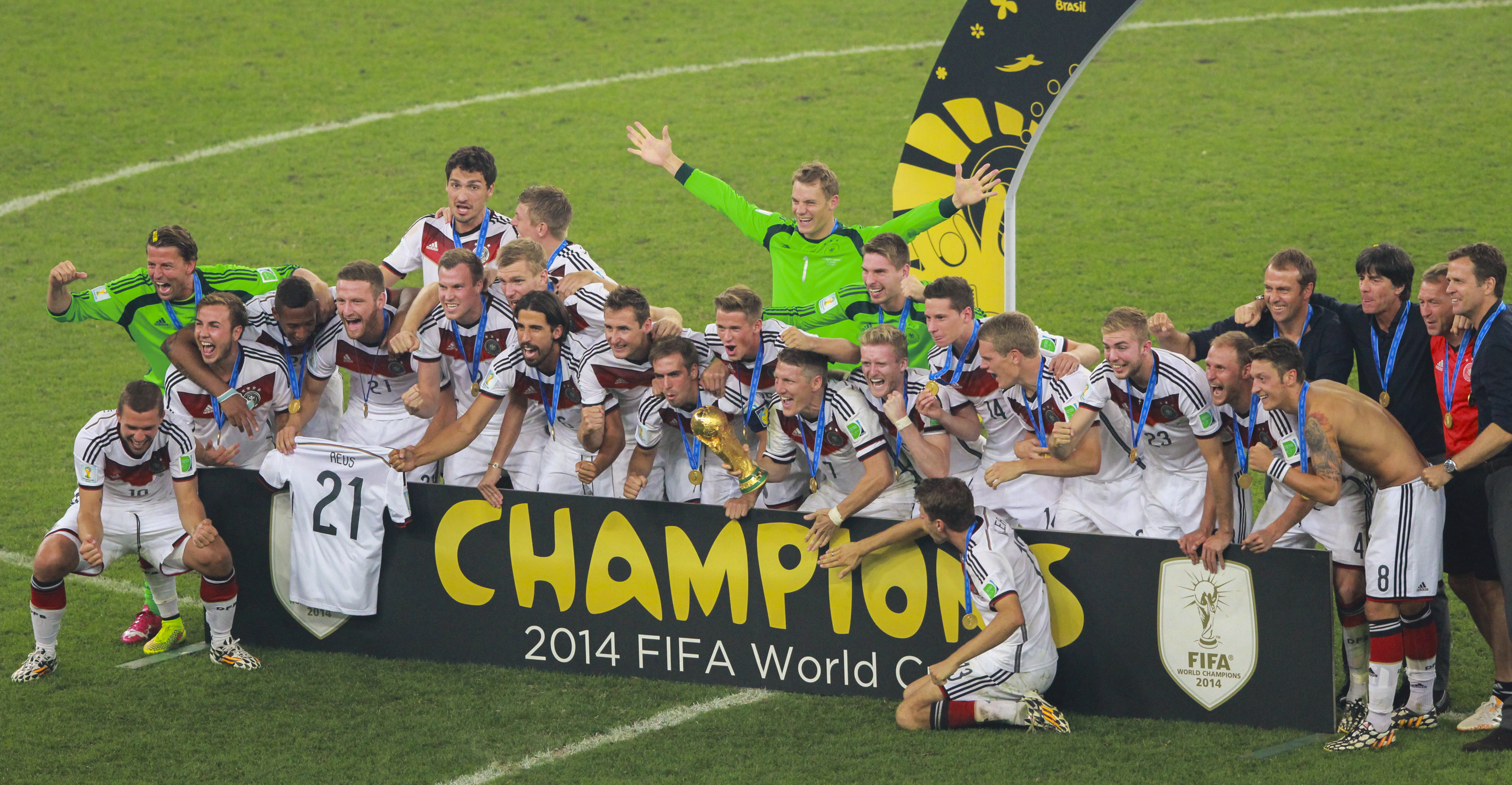
المنتخب الألماني الوطني لكرة القدم بعد فوزه المباراة النهائية لكأس العالم عام 2014 في البرازيل، ما يجعله اللقب العالمي الرابع.

تشكل الرياضة جزءا أساسيا في نمط الحياة الألمانية. 27 مليون شخص في ألمانيا ينتمون إلى أندية رياضية بالإضافة إلى 12 مليون آخرين يمارسون أنشطة رياضية بشكل فردي. لعبة كرة القدم هي الرياضة الأكثر شعبية ويضم الدويتشير فوسبالبوند (الاتحاد الألماني لكرة القدم - Deutscher Fußball-Bund) حوالي 6.3 مليون عضوا رسميا وهو أكبر مؤسسة من نوعها في العالم. فريق كرة القدم الألماني الرسمي فاز ببطولة كأس العالم الاتحاد الدولي لكرة القدم أعوام 2014 ,1954، 1974، 1990، وفاز بالبطولة الأوروبية أعوام 1972، 1980، 1996. واستضافت ألمانيا بطولة كأس العالم عامي 1974 و2006 كما استضافت بطولة الأندية الأوروبية الاتحاد الأوروبي لكرة القدم عام 1988. أشهر لاعبي كرة القدم في ألمانيا: فرانز بيكنباور (Franz Beckenbauer), جيرد مولر (Gerd Müller), لوثار ماثيوس (Lothar Matthäus), يورغن كلينسمان (Jürgen Klinsmann), أوليفر كان (Oliver Kahn). فيليب لام (Philipp lahm), مانويل نوير (Manuel Neuer)، توماس مولر (Thomas muller)

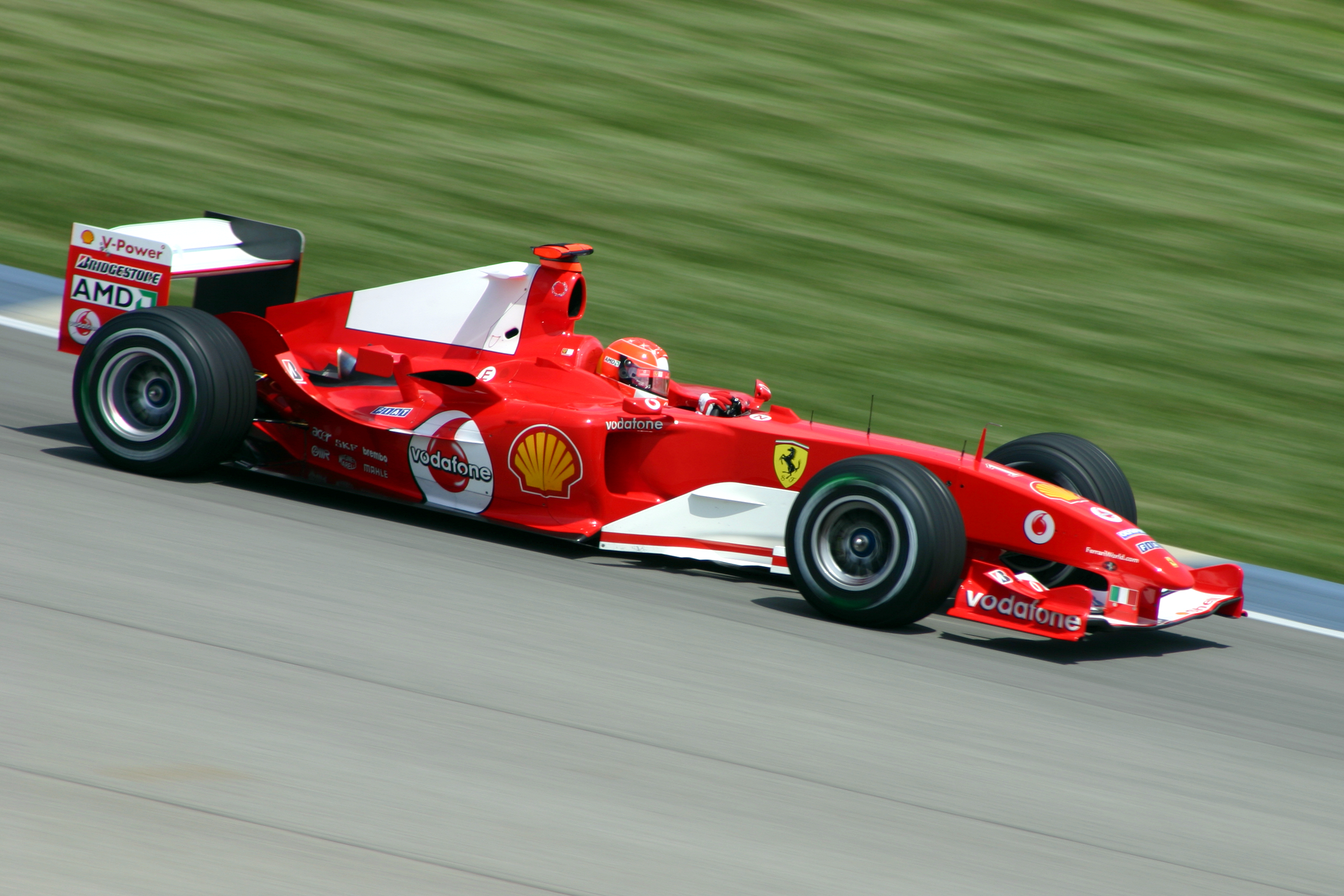
صورة مايكل شوماخر بطل سباقات الفورميلا1 لسباق السيارات

والرياضات الممارسة الأخرى هي رياضة الكرة الطائرة، كرة السلة، كرة اليد، التنس.
ألمانيا هي إحدى أكثر الدول الرائدة في مجال سباق السيارات في العالم، فأهم ابطال السباقات والسيارات الفائزة مصدرها ألمانيا. انجح وأشهر سائق فورمولا 1 هو مايكل شوماخر، فهو أكثر سائق فاز في بطولات الفئة الأولى من سباقات الفورمولا في العالم منذ العام 1946 بحيث حاز على 7 بطولات. هو أكثر الرياضيين ثراء في العالم. بي إم دبليو (BMW) ومرسيدس بنز (Mercedes-Benz) هما من أهم الفرق الراعية لهذه الرياضة في ألمانيا. اما بورش فقد فازت في السباق الشهير أربع وعشرين ساعة في لو مان في فرنسا 14 مرة.
تاريخيا، فإن الرياضيين الألمان هم من الفائزين في الألعاب الأوليمبية. استضافت ألمانيا الألعاب الأولمبية الصيفية مرتين في برلين عام 1936 وفي ميونخ عام 1972. كما استضافت الألعاب الأولمبية الشتوية مرة في عام 1936.

### حدائق الحيوان

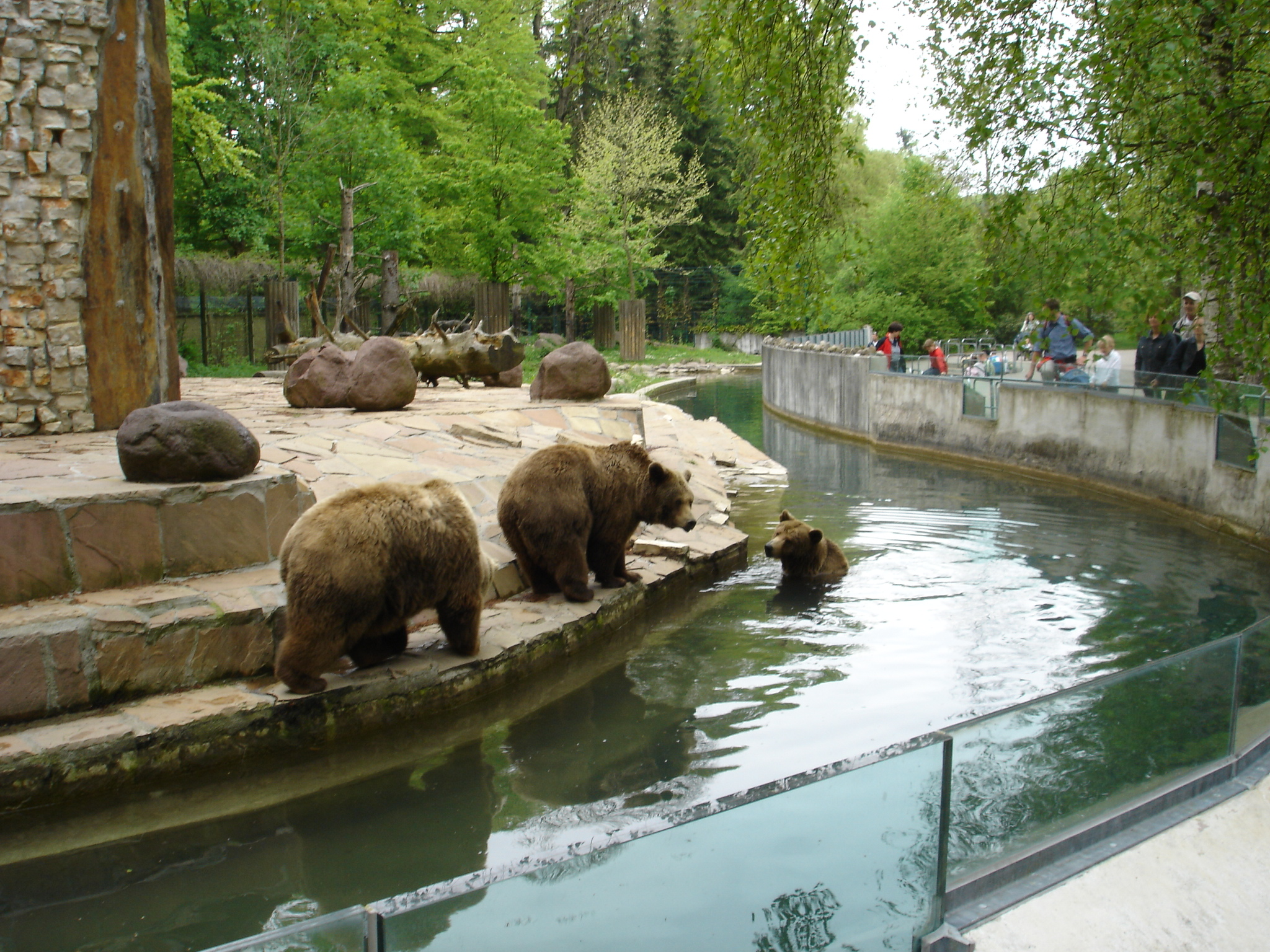
صورة الدببة في حديقة أوغسبورغ في ولاية بافاريا

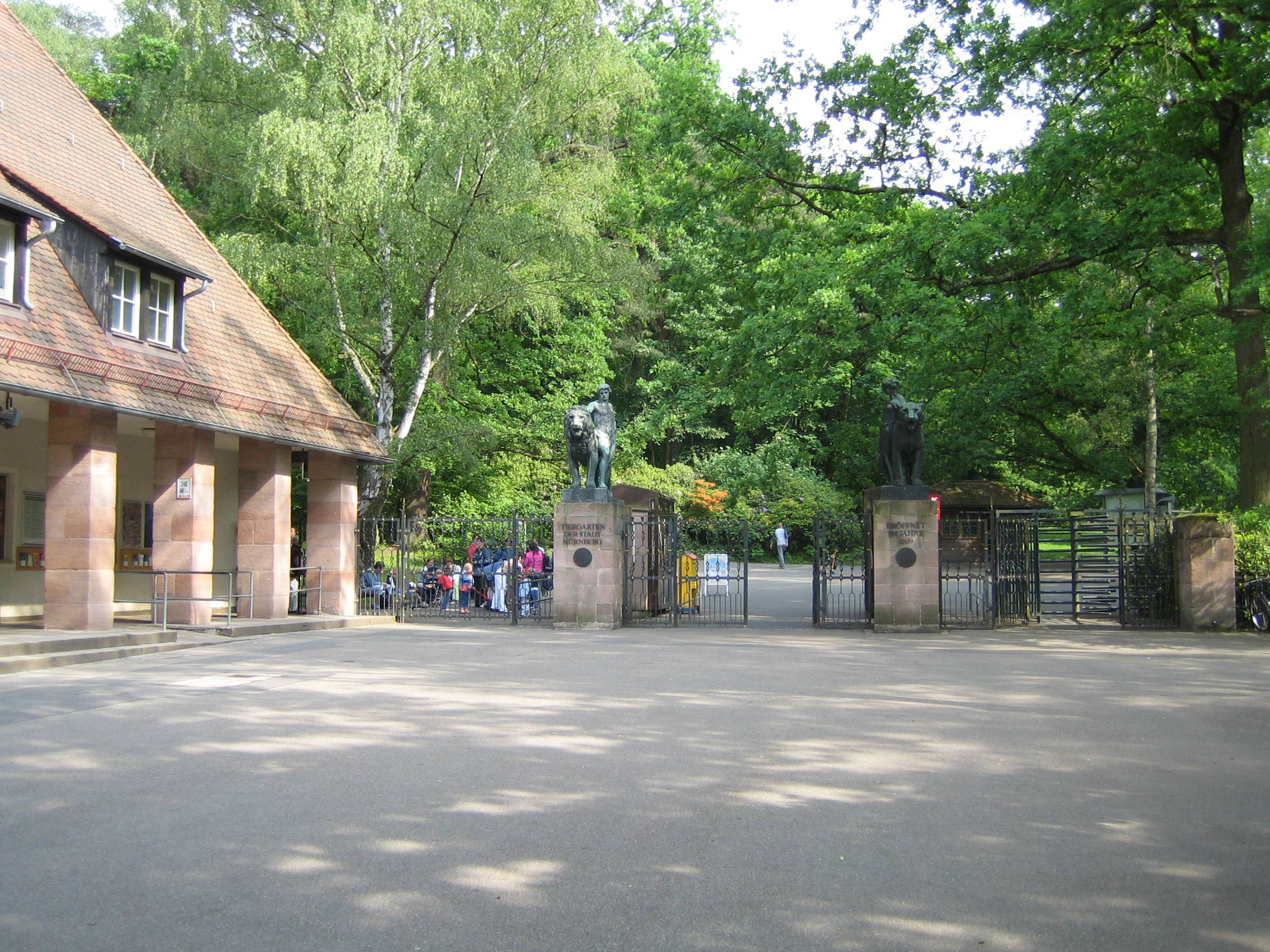
صورة حديقة الحيوان في نورمبرغ

تعدّ ألمانيا أكبر دولة في العالم من حيث عدد حدائق الحيوان الموجودة على أراضيها، حيث يبلغ عددها أكثر من 400 حديقة مسجلة، وتعدّ حديقة حيوان برلين أقدم حدائق الحيوانات في ألمانيا، وتمتلك أكبر مجموعة شاملة من المخلوقات في العالم.

## المجتمع

### أحداث

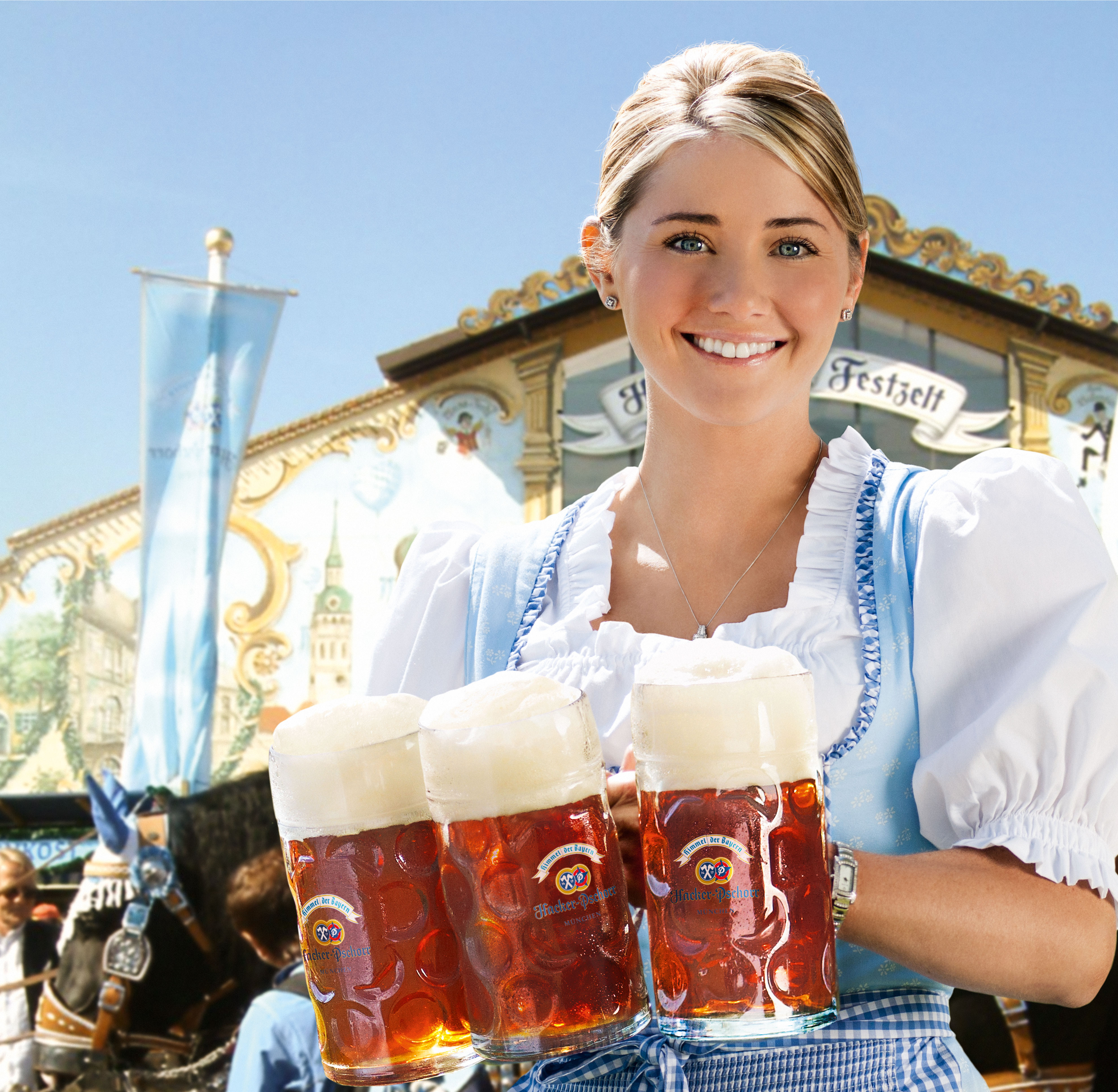
امرأة بافارية تحمل أكواب من (هاكر سوشير) أحد العلامات التجارية التقليدية للبيرة التي تقدم في مهرجان أكتوبر.

- هوكينهايمرينغ:- هو الحدث الأهم بالعالم في مجال سباق السيارات ويجذب زوارا من كل البلدان بمعدل 120 الف زائر سنويا يحرصون على القدوم لتشجيع فريقهم المفضل ولمتابعة تقنيات السباق المختلفة على الحلبة التي يصل طولها إلى 4.5 كلم. ولدى محبي السيارات وسباقات السيارات فرصة لزيارة متحف هوكينهايمرينغ لسيارات السباق.
- مهرجان بيرة مدينة شتوتغارت:- يعدّ هذا المهرجان الثاني من حيث الحجم بعد مهرجان أكتوبر الذي يقام في ميونخ. يبدأ المهرجان في منتصف شهر سبتمبر من كل عام ويمتد لأسبوعين ويتخلله عزف لفرق موسيقية باللباس التقليدي ويجذب حوالي 5 مليون زائر سنويا.
- كاسيل دوكومينتا:- كرس Kassel منذ العام 1955 كأفضل معرض للفن المعاصر في العالم ويعدّ محركا للمشهد الثقافي والفن الحديث. يقام المعرض لمدة 100 يوم ويحدث مرة كل خمس سنوات فقط. ويعرض الفنون المعاصرة والمفاهيم الفنية الحديثة.
- روك أم رينغ:- هو أكبر مهرجان للروك في ألمانيا وفي أوروبا أيضا. يقام في مدينة آدناو. أقيم للمرة الأولى في العام 1985 ولكثرة الحشود التي استطاع حشدها والجماهيرية الواسعة وشدة الإقبال أصبح حفلا وتقليدا سنويا منذئذ. من الفنانين والفرق التي شاركت بهذا المهرجان: غرين داي وألانيس موريسيت وذي بروديجي وإنيكسيس.
- زاكسينرينغ:- تقام على هذه الحلبة أكثر السباقات الصيفية تشويقا لمحبي سباقات الدراجات النارية. وتقام حول الحلبة حفلات صاخبة خلال فترة هذا الحدث ويتخلله المهرجانات والعاب كممارسة قفزة البانجي.

### مطبخ

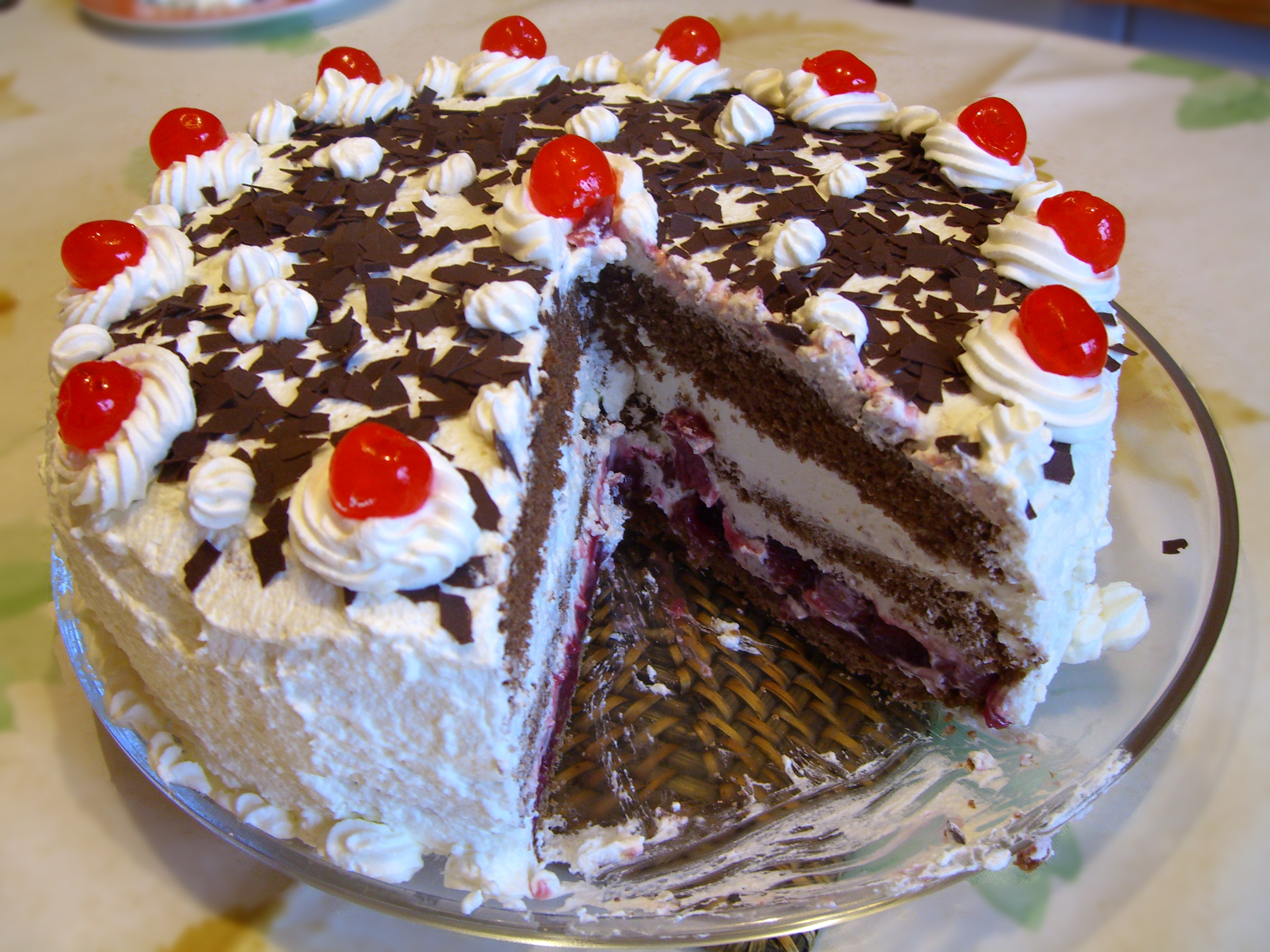
كعكة الغابة السوداء

تختلف المأكولات الألمانية من منطقة إلى أخرى. المناطق الجنوبية من البلاد مثل بافاريا وسوابيا مطبخهم أقرب إلى المطبخ النمساوي والسويسري نظراً لوقوع تلك المناطق بالقرب من تلك الدول. لحم البقر والخنزير والدجاج هي أكثر اللحوم المستهلكة في المطبخ الألماني ولحم الخنزير هو الأكثر شعبية. وفي أغلبية المناطق، تؤكل اللحوم على شكل نقانق بحيث يوجد أكثر من 1.500 نوع من النقانق المنتجة في ألمانيا. من بين أسماك الماء العذب تعد الأصناف التالية الأكثر طلبا على القائمة الألمانية للطعام:السلمون المرقط وسمك الكراكي وسمك الشبوط والفرخ الأوروبي. أكثر الخضروات المستهلكة في ألمانيا هي البازلاء والقرنبيط والبطاطا واللفت والجزر[ ؟ ]والسبانخ والكرنب والعديد من أنواع الملفوف وتحتل المأكولات العضوية نسبة 3% من السوق الألماني، ويتوقع أن ترتفع هذه النسبة أكثر.

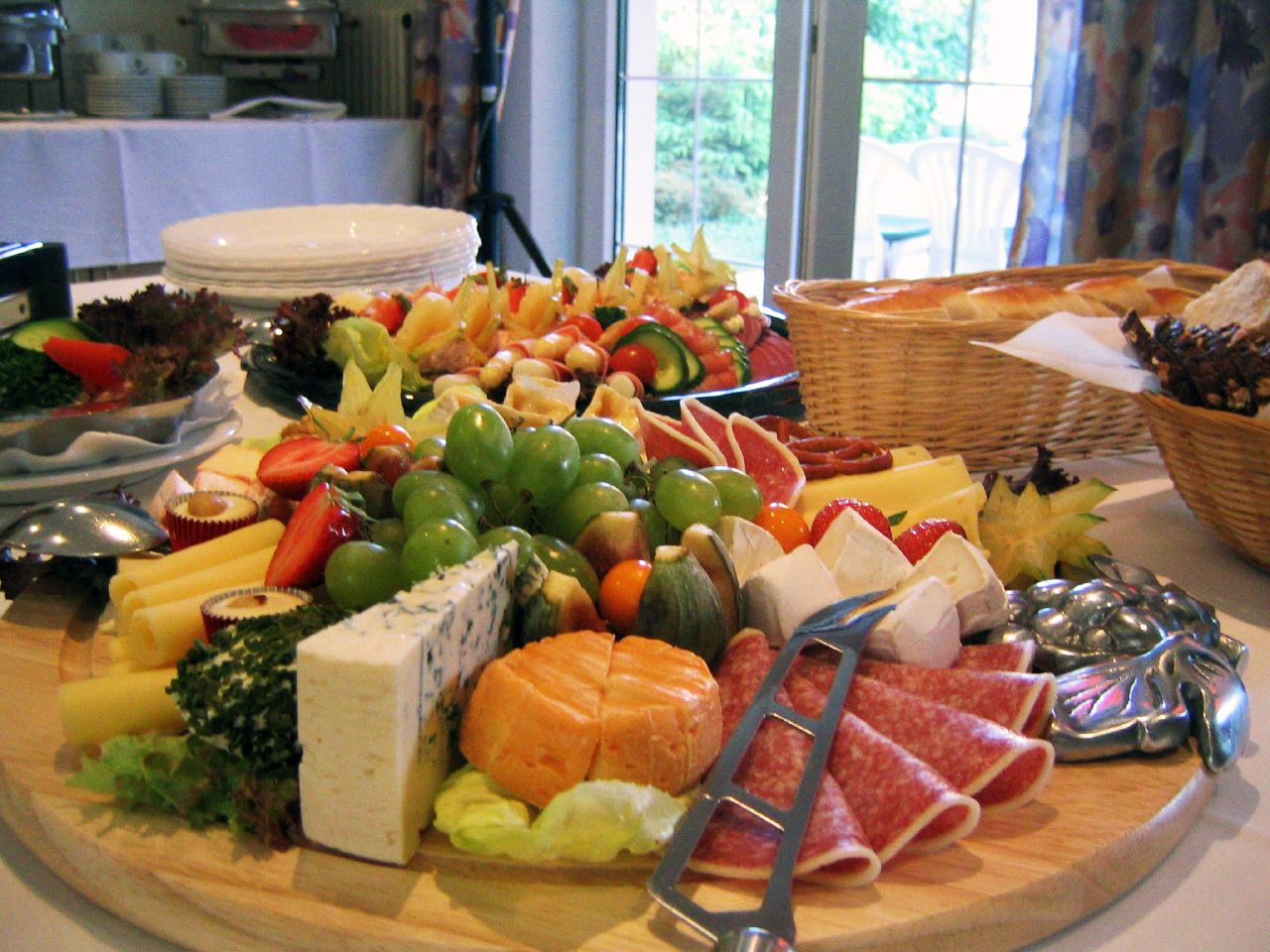
يقدم في الاحتفالات والمناسبات الخاصة الجبن واللحم البارد بشكل أساسي

وجبة الإفطار هي وجبة أساسية لدى الألمان وهي عبارة عن خبز ومربى ولحوم باردة وجبن وبيض[ ؟ ] مسلوق. بالإضافة إلى الحبوب واللبن[ ؟ ]. تنتج المخابز أكثر من 600 نوع من الخبز. يمثل إنتاج ألمانيا من الجبن ما نسبته 22% من مجمل إنتاج الجبن الأوروبي.
بفضل وجود مهاجرين من بلدان متنوعة ومختلفة، أضيف إلى قائمة الطعام الألمانية وجبات من تلك البلدان، كالبيتزا والمعكرونة من إيطاليا، الكباب والفلافل أو الطعمية من البلدان العربية وتركيا. بالإضافة إلى انتشار سلسلة مطاعم البرغر العالمية والمطاعم الصينية والتايلندية واليابانية والمطاعم الآسيوية بشكل عام.
مشروب البيرة شائع في كافة أنحاء ألمانيا، ومع وجود اختلافات محل ية حسب كل منطقة، فإن للبيرة العديد من المذاقات والتنويعات. تُبَاع كل المشروبات الباردة في الحانات والمطاعم في زجاجات يوجد بكل منها علامة معيارية - والتي تفحص دورياً عن طريق مكتب الأوزان والمقاسات - وذلك لضمان حصول الزبون على نفس الكمية المذكورة بقائمة الطعام،
ومعدل شرب البيرة لدى المواطن الألماني من أعلى المعدلات في العالم؛ حيث يصل استهلاك الفرد سنوياً إلى 116 لتر.
ضمن استفتاء شمل 18 دولة غربية، صُنفت ألمانيا في المرتبة ال 14 على قائمة استهلاك المشروبات عموماً، والمرتبة الثالثة على قائمة استهلاك العصائر الطازجة. بالإضافة إلى شعبية المياه الغازية والمياه الممزوجة بالعصير.

### المجتمع الألماني

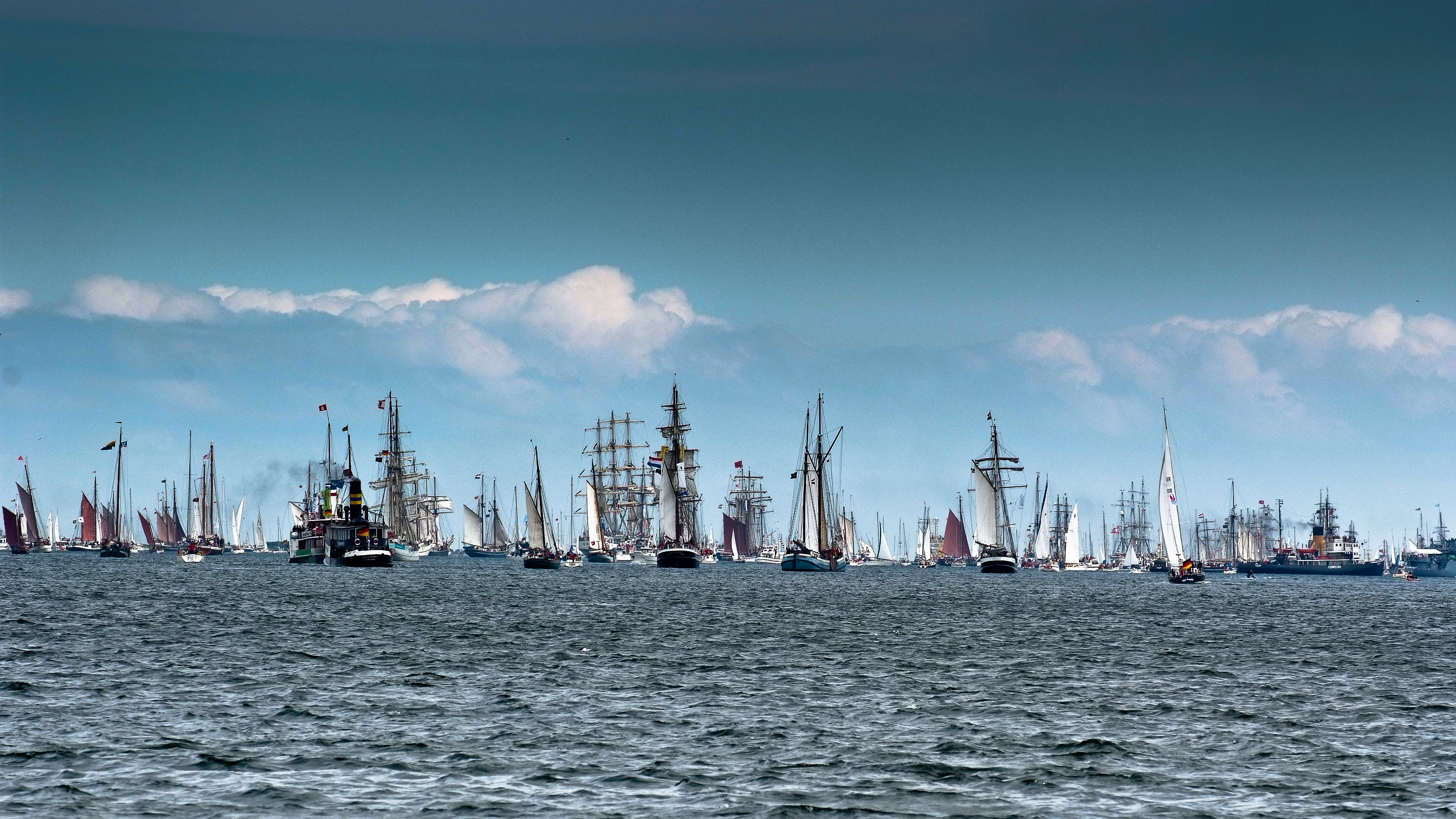
عيد التجديف في كيل.

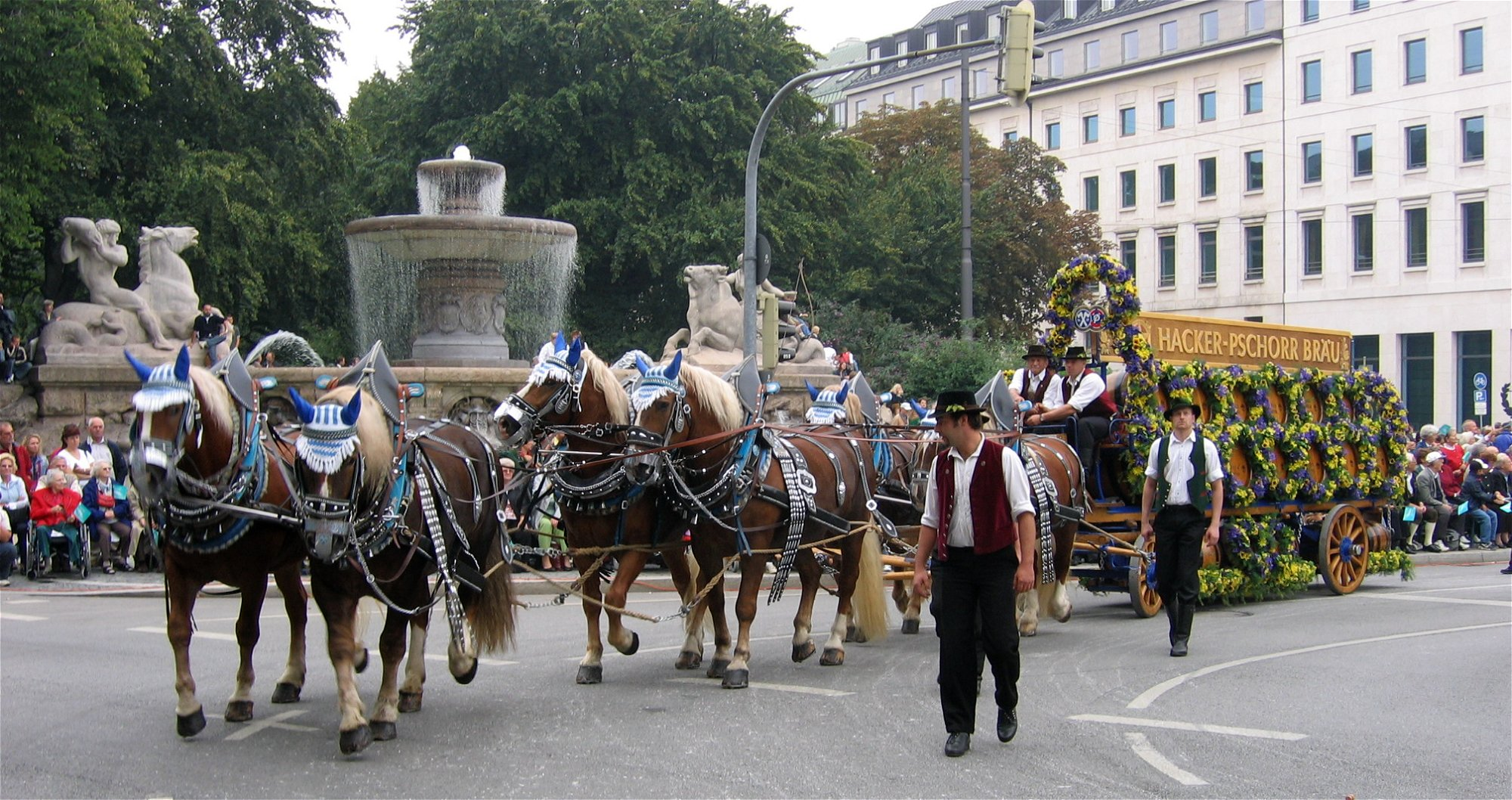
عيد البيرة في ميونيخ.

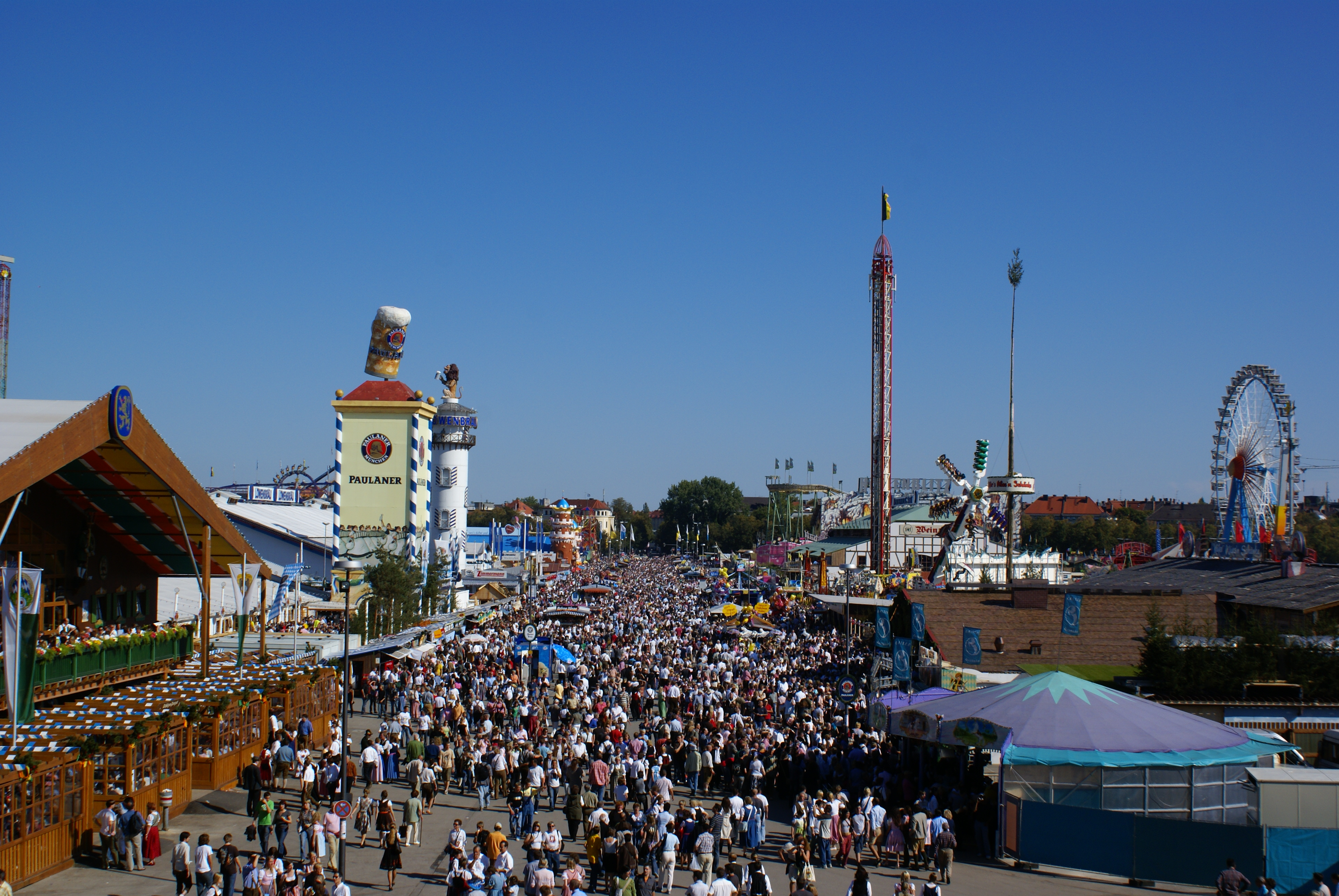
عيد أكتوبر في ميونيخ عام 2007

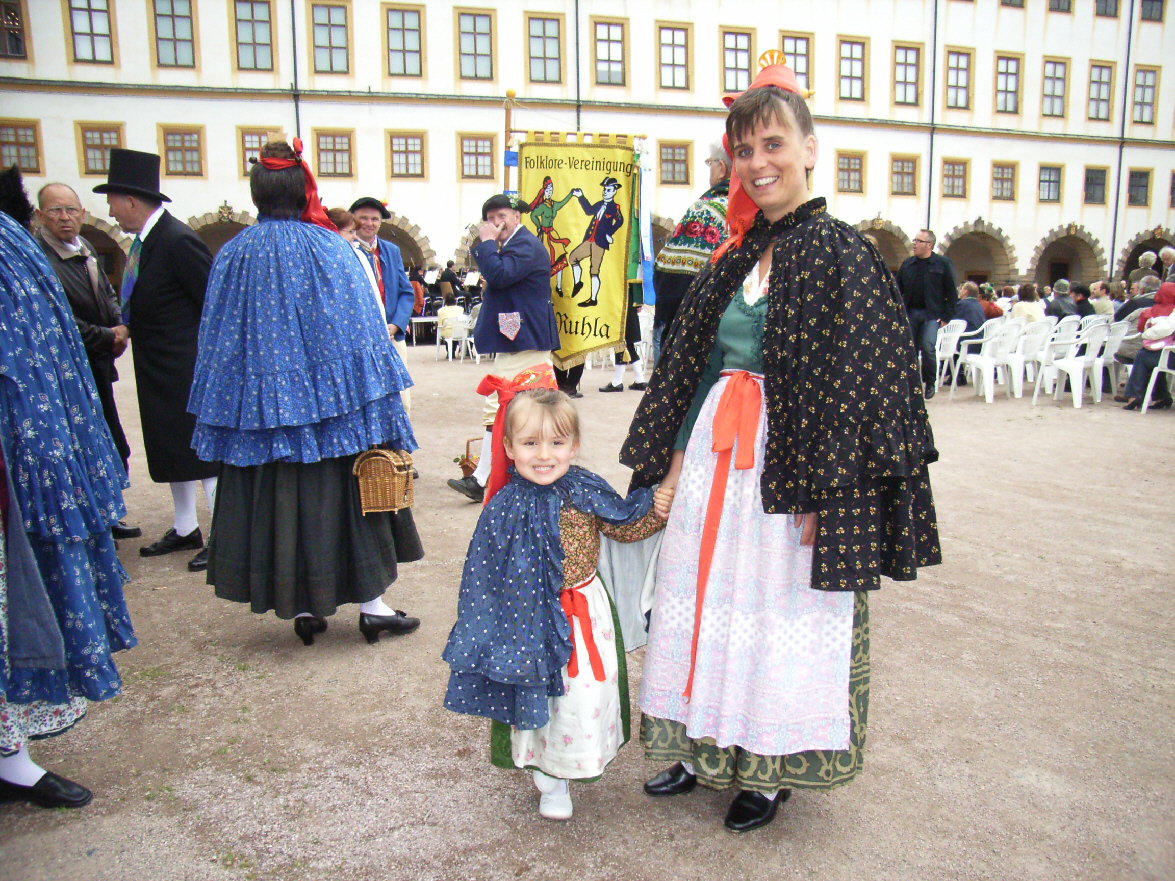
عيد الأزياء الوطنية في تورنجن عام 2007.

بعد ألعاب كأس العالم في عام 2006، تغيرت صورة ألمانيا المحلية بشكل ملاحظ. وبحسب الاستفتاء العالمي الذي تم من قبل مؤشر ماركات الأمم والمتعلق بسمعة ألمانيا من حيث الثقافة والسياسة والتصدير وشعبها ومقومات السياحة والاستثمار فيها والذي اجاب عنه أشخاص من 20 ولاية مختلفة اظهر ان ألمانيا أصبحت في مكانة ومرتبة أعلى بعد الدوري الرياضي.
وضمن استطلاع رأي آخر تم من قبل بي بي سي تم في 22 بلد اظهر أن ألمانيا ذات أعلى تأثير ايجابي في العالم، بحيث أعلن 56% من الأشخاص أن لديهم رؤية ايجابية عن ألمانيا بينما أعلن 18% أن لديهم رؤية سلبية.
تعدّ ألمانيا بلدا متسامحا مع الأشخاص المثليين. ولقد تم ترخيص الإتحادات المدنية عام 2001. وأصبح بإمكان المثليين والمثليات تبني أولاد شركائهم البيولوجيين بشكل قانوني. يذكر أن محافظي أكبر مدينتين في ألمانيا: هامبورغ وبرلين مثليان.
خلال العقد الأخير من القرن العشرين حولت ألمانيا من سياستها تجاه المهاجرين لتصبح أكثر مراعاةً. فحتى منتصف التسعينات كانت ألمانيا تعرف على أنها ليست بلدا للهجرة بالرغم من كون 10% من سكانها من أصول غير ألمانية.
الحكومة والمجتمع الألماني اليوم يسمحان بالهجرة المنظمة والمضبوطة بحسب مواصفات المهاجرين.
استثمرت ألمانيا في مجال السفر أكثر من أي بلد آخر مع أكثر من 58 مليار يورو تم إنفاقها على السفريات العالمية عام 2005. الوجهات الأكثر شعبية هي: النمسا وإسبانيا وإيطاليا وفرنسا.
أصبحت ألمانيا قبلة للاجئين بعد فتح ميركل الحدود للمهاجرين من الشرق الأوسط.

### الأعياد الوطنية
- رأس السنة:[278][279] 1 يناير/كانون الثاني
- الجمعة الحزينة:[280] 9 أبريل/ نيسان
- اثنين عيد الفِصح:[281] 12 أبريل/ نيسان
- فاتح مايو: 1 مايو/ أيار
- صعود المسيح:[282][283] 20 مايو/أيار
- اثنين عيد الخمسين: 31 مايو/أيار
- ذكرى اتحاد الألمانيتين: 3 أكتوبر/ تشرين الأول
- أول احتفال بعيد ميلاد المسيح: 25 ديسمبر/ كانون الأول
- ثاني احتفال بعيد ميلاد المسيح: 26 ديسمبر/ كانون الأول

### الأعياد في مختلف الولايات الألمانية
- عيد الغطاس:[284] 6 يناير/ كانون الثاني - بادن-فورتمبيرغ، بافاريا (الحرة) وساكسونيا أنهالت
- عيد الجسد الكاثوليكي: 10 يونيو/ حزيران - بادن-فورتمبيرغ، بافاريا (الحرة)، هسن، شمال الراين – وستفاليا، راينلاند - بفالتس، سارلاند بالإضافة إلى ساكسونيا (الحرة) وتورنغن (الحرة) والبوادي التي يعتنق معظم سكانها الديانة الكاثوليكية
- عيد انتقال العذراء: 15 أغسطس/ آب[285][286] بافاريا (البوادي التي يعتنق معظم سكانها الديانة الكاثوليكية) والسارلاند.
- ذكرى الإصلاحات البروتستانتية: 31 أكتوبر/ تشرين الأول - براندنبورغ، ميكلنبورغ بومرانيا، ساكسونيا أنهالت، ساكسونيا (الحرة) وتورنغن (الحرة) والبوادي التي يعتنق معظم سكانها الديانة البروتستانتية.[287][288]
- عيد جميع القديسين:[289] 1 نوفمبر/ تشرين الثاني - بادن - فورتمبيرغ، بافاريا (الحرة)، شمال الراين - وستفاليا، راينلاند - بفالتس، سارلاند بالإضافة إلى ساكسونيا (الحرة) وتورنغن (الحرة) والبوادي التي يعتنق معظم سكانها الديانة الكاثوليكية
- يوم الكفارة والصلاة: 17 نوفمبر/ تشرين الثاني - ساكسونيا (الحرة)
- أحتفالات كل مدينة على حدة لتشجيع السياحة، مثل أسبوع كيل[290] و مهرجان عيد أكتوبر في ميونيخ[291][292][293] والمهرجانات التنكرية في مدن نهر الرور التي تكون في أبريل.

## وصلات خارجية
- - بوابة ألمانيا العصرية المتعددة اللغات (موقع حكومي)